# 1区 (パリ)

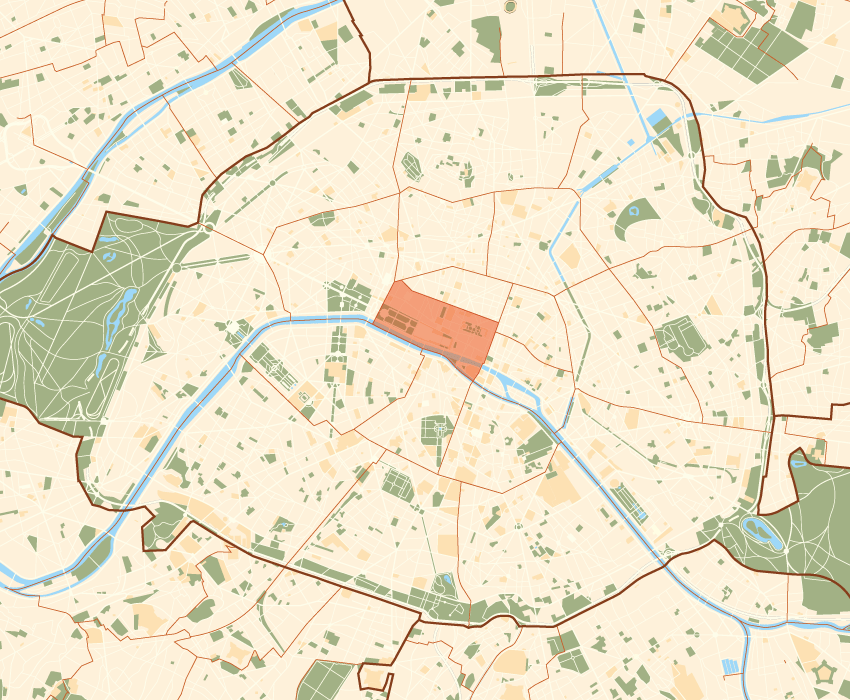
パリ・1区の位置

パリの1区 （1く、仏: 1er arrondissement de Paris）は、フランスの首都・パリ市を構成する20の行政区のひとつである 。第1区、パリ1区ともいう。市のほぼ中央に位置しており、セーヌ川の北岸に面している。

## 概要
パリの1区は、市のほぼ中央にある行政区。「ルーヴル区 (Arrondissement du Louvre)」と呼ばれることもある。東西に細長いほぼ長方形の形をしており、南側はセーヌ川に面している。シテ島の西部を含む。人口は16,888人 (1999年)で、20区の中では最も少ない。また、人口密度は1平方キロメートルあたり9,249人で、20区の中では最も低い（人口の推移等詳細については後述）。

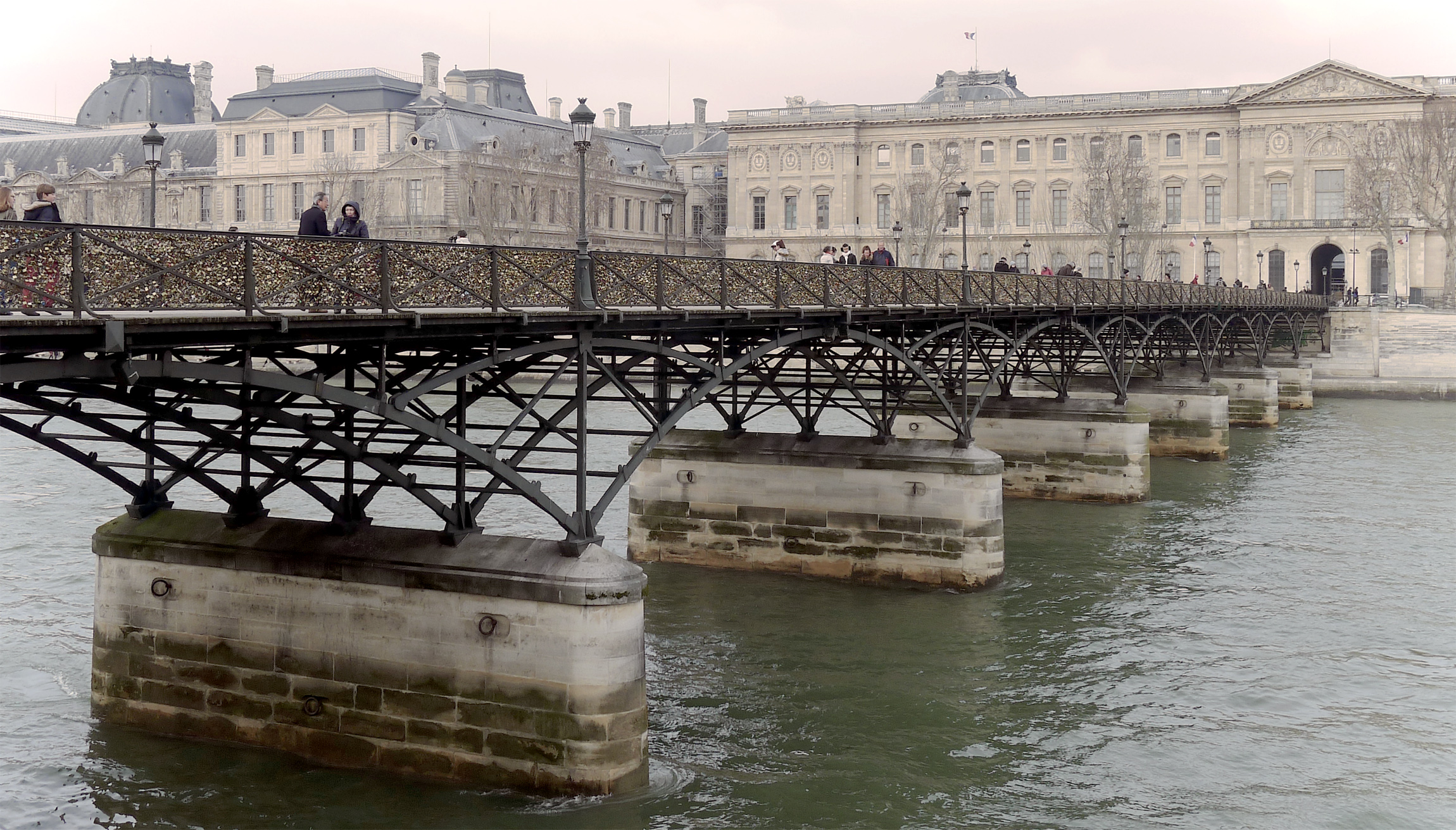
ポンデザールとルーヴル宮殿

区の名称は、市の中央部から時計回りに螺旋を描くようにして各区に付けられた番号を基にしており、当区はその1番目にあたることから「1区」と名づけられた。
ルーヴル美術館（ルーヴル宮殿）、テュイルリー宮殿（現存しない）、パレ・ロワイヤルなど、世界的に有名な施設が数多く存在している。また、サントノレ通り一帯は世界屈指の高級ブランド街である。セーヌ川に沿った地域は「パリのセーヌ河岸」として世界遺産に登録されている。

## 地理

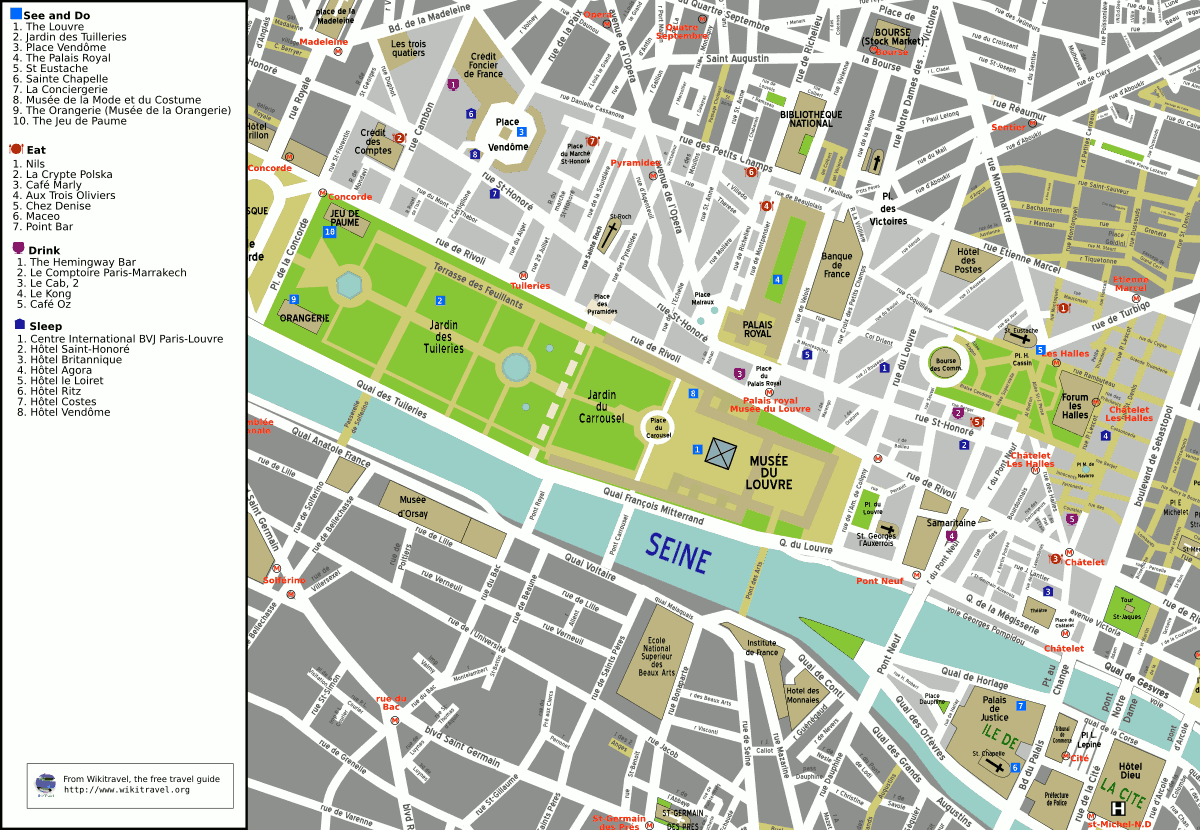
パリ・1区の詳細地図

パリ・1区のカルチエ詳細図

1区は、パリのほぼ中央部に位置している。セーヌ川の北岸に面しており 、シテ島の一部を含む。面積は1.83平方キロメートルで、20区のうちでは4番目に小さい。
北は、同じパリの行政区である2区に接し、北西の一部は9区に接している。南は、セーヌ川を挟んで6区と7区に接している。東は4区に接し、北東の一部は3区に接している。西は8区に接している。

### 隣接する自治体（行政区）
- パリの行政区のうち、以下の区。
  - 2区、3区、4区、6区、7区、8区、9区。

### 地区（カルチェ）
パリの行政区は、それぞれ4つの地区（カルチェ）に区分されている。1区を構成する4地区のコードと名称は、次のとおりである。
- 01 - サン＝ジェルマン＝ロクセロワ地区 (Quartier de Saint-Germain-l'Auxerrois)
- 02 - レ・アル地区 (Quartier des Halles)
- 03 - パレ・ロワイヤル地区 (Quartier du Palais-Royal)
- 04 - ヴァンドーム広場地区 (Quartier de la place Vendôme)

## 住民

### 人口
1区の人口は、パリが全20区になった直後の1861年には89,519人であったのが、約100年後の1962年には半分以下の36,543人となり、その後も減少を続けて1999年には16,888人となった。20区のうちで最も人口が少なく、1975年以降は、パリの人口のわずか1パーセント未満である。2005年の推計では17,500人と見積もられており、人口の回復が見込まれている。
また、人口の減少とともに人口密度も減り続けており、1999年の人口密度は、1861年の5分の1以下の9,249人となっている。20区のうちでは最も人口密度が低く、パリの平均人口密度の0.4倍程度である。人口の推移の詳細は、次のとおりである。
| 年     | 区人口 | 市人口    | 区人口／市人口 | 区人口密度 | 市人口密度 | 備考         |
| ------ | ------ | --------- | -------------- | ---------- | ---------- | ------------ |
| 1861年 | 89,519 | 1,696,141 | 5.28%          | 49,025     | 19,512     |              |
| 1866年 | 81,665 | 1,825,274 | 4.47%          | 44,723     | 20,998     |              |
| 1872年 | 74,286 | 1,851,792 | 4.01%          | 40,682     | 21,303     |              |
| 1936年 | 38,436 | 2,829,753 | 1.36%          | 21,049     | 32,553     |              |
| 1954年 | 38,926 | 2,850,189 | 1.37%          | 21,318     | 32,788     |              |
| 1962年 | 36,543 | 2,790,091 | 1.31%          | 20,013     | 32,097     |              |
| 1968年 | 32,332 | 2,590,771 | 1.25%          | 17,706     | 29,804     |              |
| 1975年 | 22,793 | 2,299,830 | 0.99%          | 12,482     | 26,457     |              |
| 1982年 | 18,509 | 2,176,243 | 0.85%          | 10,136     | 25,035     |              |
| 1990年 | 18,360 | 2,152,423 | 0.85%          | 10,055     | 24,761     |              |
| 1999年 | 16,888 | 2,125,246 | 0.79%          | 9,249      | 24,449     |              |
| 2005年 | 17,500 | 2,166,200 | 0.81%          | 9,584      | 24,920     | 人口は推計。 |

- 注意
  - 人口密度は、1平方キロメートルあたりの人口。区人口密度は、1区の面積を1.826平方キロメートルとして算出した。また、市人口密度は、森林部（ヴァンセンヌの森、ブローニュの森）を除くパリ市全体の面積（86.927平方キロメートル）をもとに算出した。
  - 1962年から1999年までの区人口及び市人口は、フランス国立統計経済研究所のデータ （Île-de-France ）を参考とした。

## 政治・行政・司法

### 国・地域圏・市の行政
- 政府庁舎
  - 憲法評議会 (憲法院)
    - パレ・ロワイヤル内にある。

  - 国務院 （コンセイユ・デタ、Conseil d'État）
    - パレ・ロワイヤル内にある。内閣法制局（法制局）兼行政裁判の最高裁判所

  - 会計検査院 （Cour des comptes）
    - サントノレ通り南側カンボン通り13番地にある。

  - 司法省 （Ministère de la Justice）
    - ヴァンドーム広場界隈にある。

  - 文化通信省 （Ministère de la Culture et de la Communication）
    - パレ・ロワイヤル内にある。
- 市区庁舎
  - 第1区役所 （Mairie du 1er arrondissement）
    - ルーヴル美術館の東側界隈にある。

### 司法
- 破毀院 （Cour de cassation）
  - シテ島にある。司法裁判の最高裁判所。
- パリ控訴院
- パリ大審裁判所

### 主な公共機関
- 商品取引所（Bourse de commerce de Paris）
  - レ・アール地区 2 Rue de Viarmes にある。
- 中央郵便局（Hôtel des Postes）
- フランス銀行本店（Banque de France）
  - パレ・ロワイヤルの東側にある。後年"フィリップ・エガリテ"妃となるマドモワゼル・ド・パンティエーヴルらが出生したトゥールーズ伯邸（フランス語版）の建物だった。

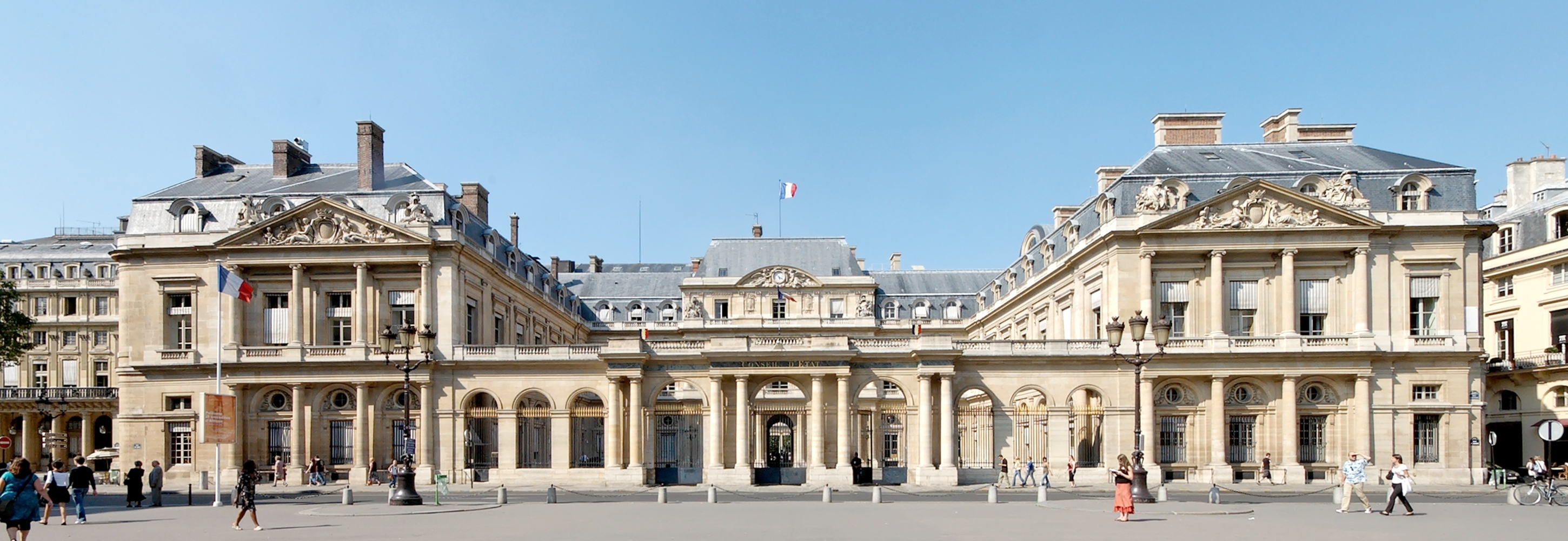
国務院・文化通信省及び憲法院 が置かれているパレ・ロワイヤル。
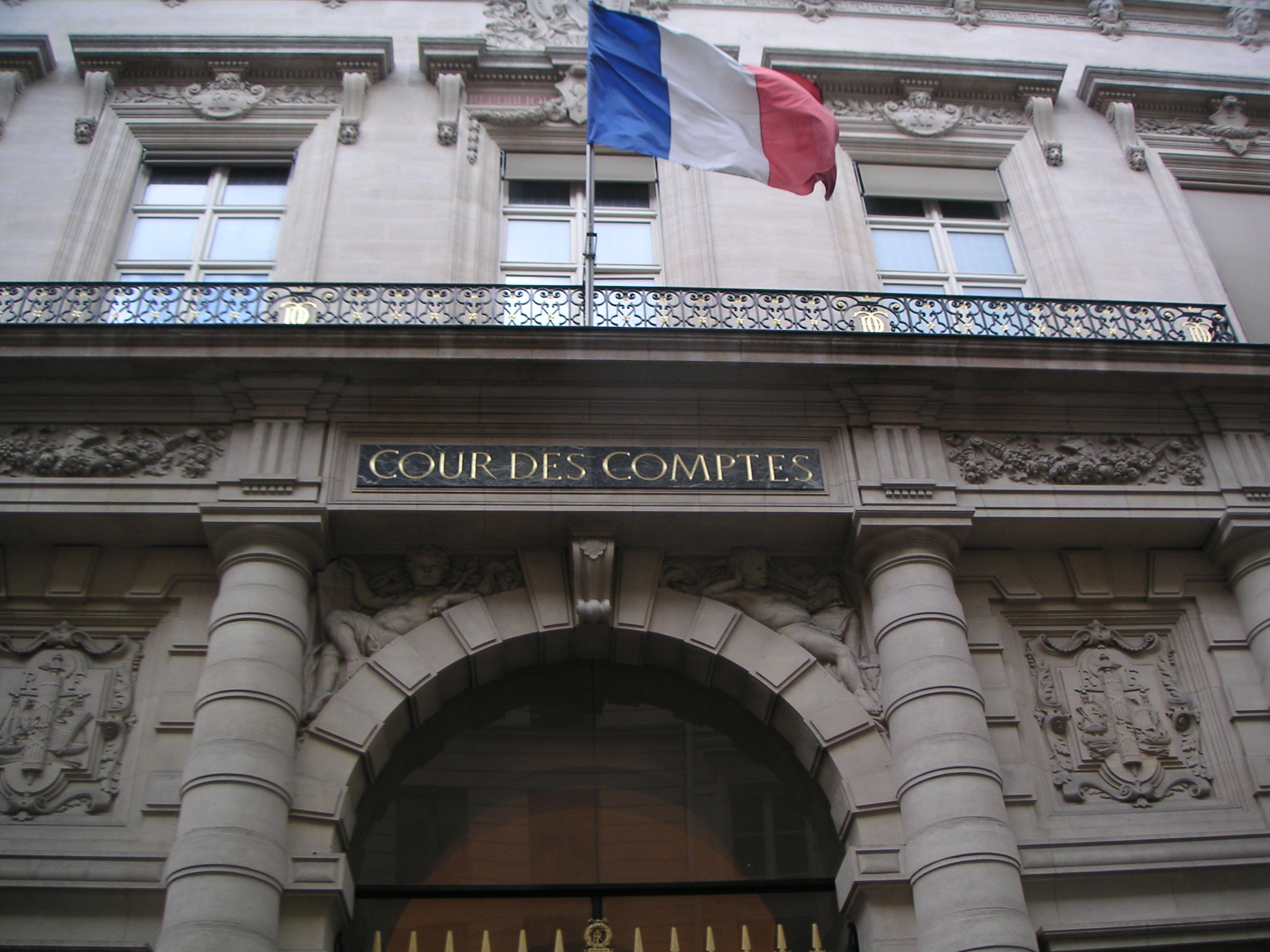
会計検査院。財務省財務監督局(財政監察総局)、国務院、憲法院等とあわせ"エナ帝国"と呼ばれる所以たる国家機関
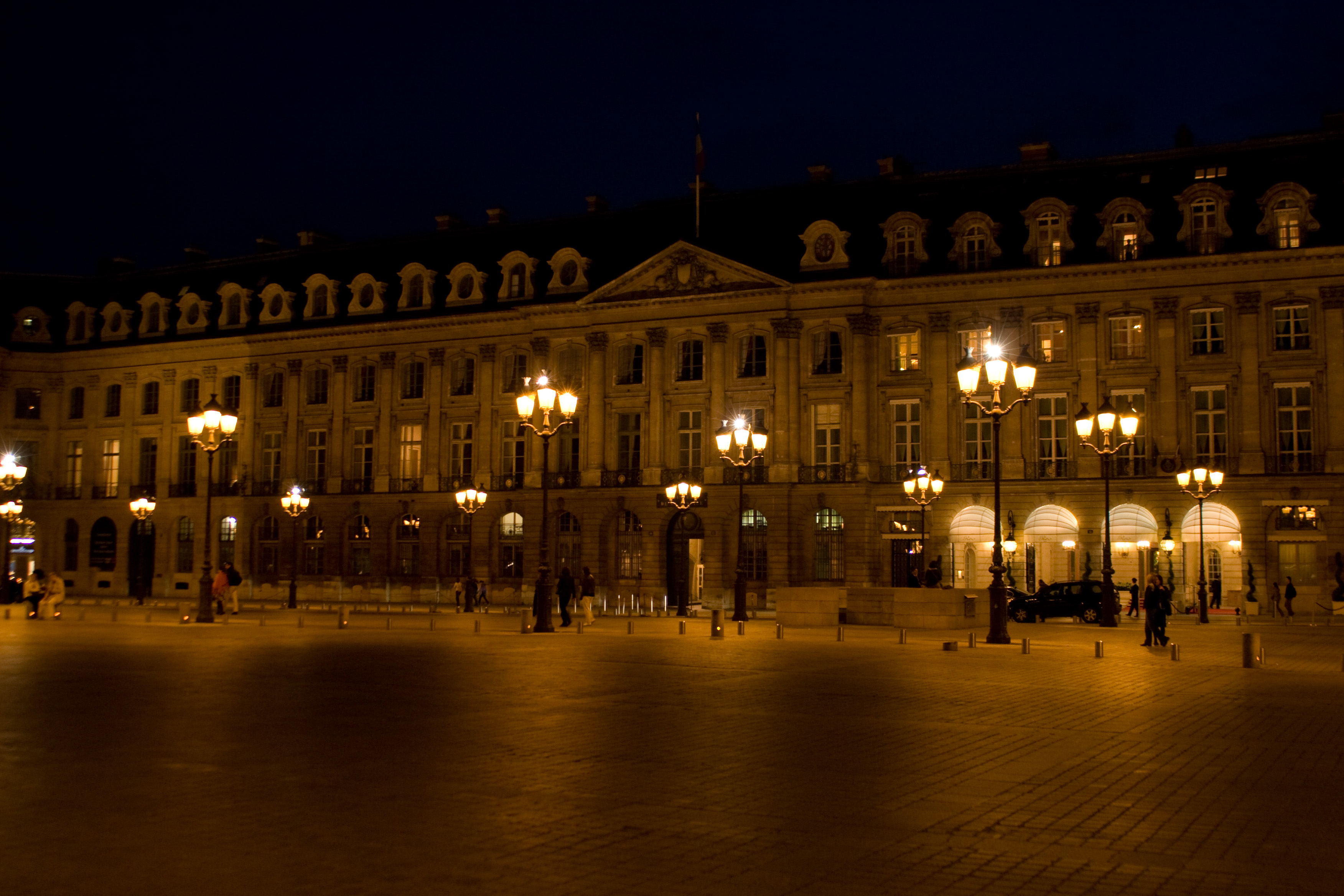
司法省
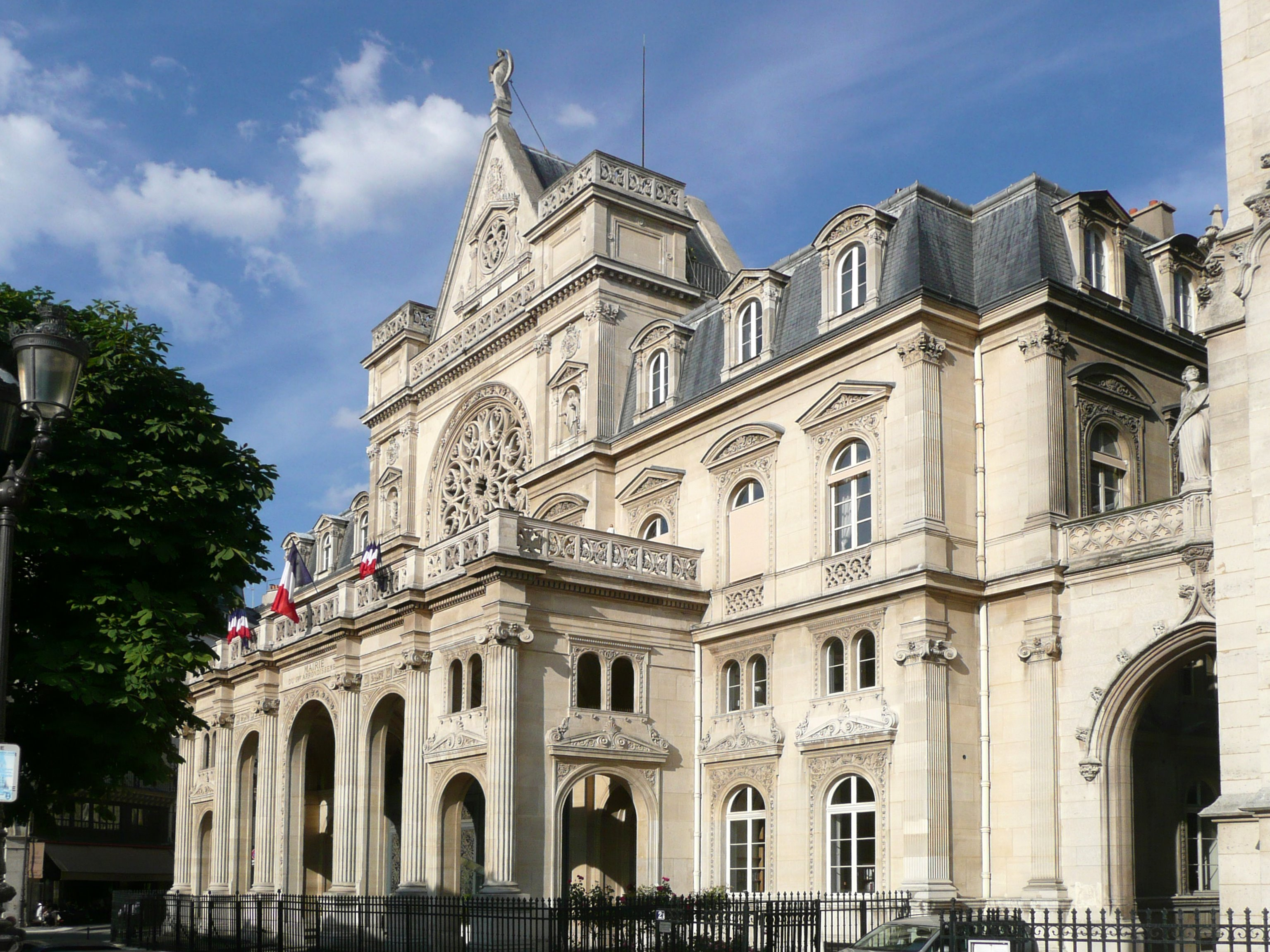
第1区役所
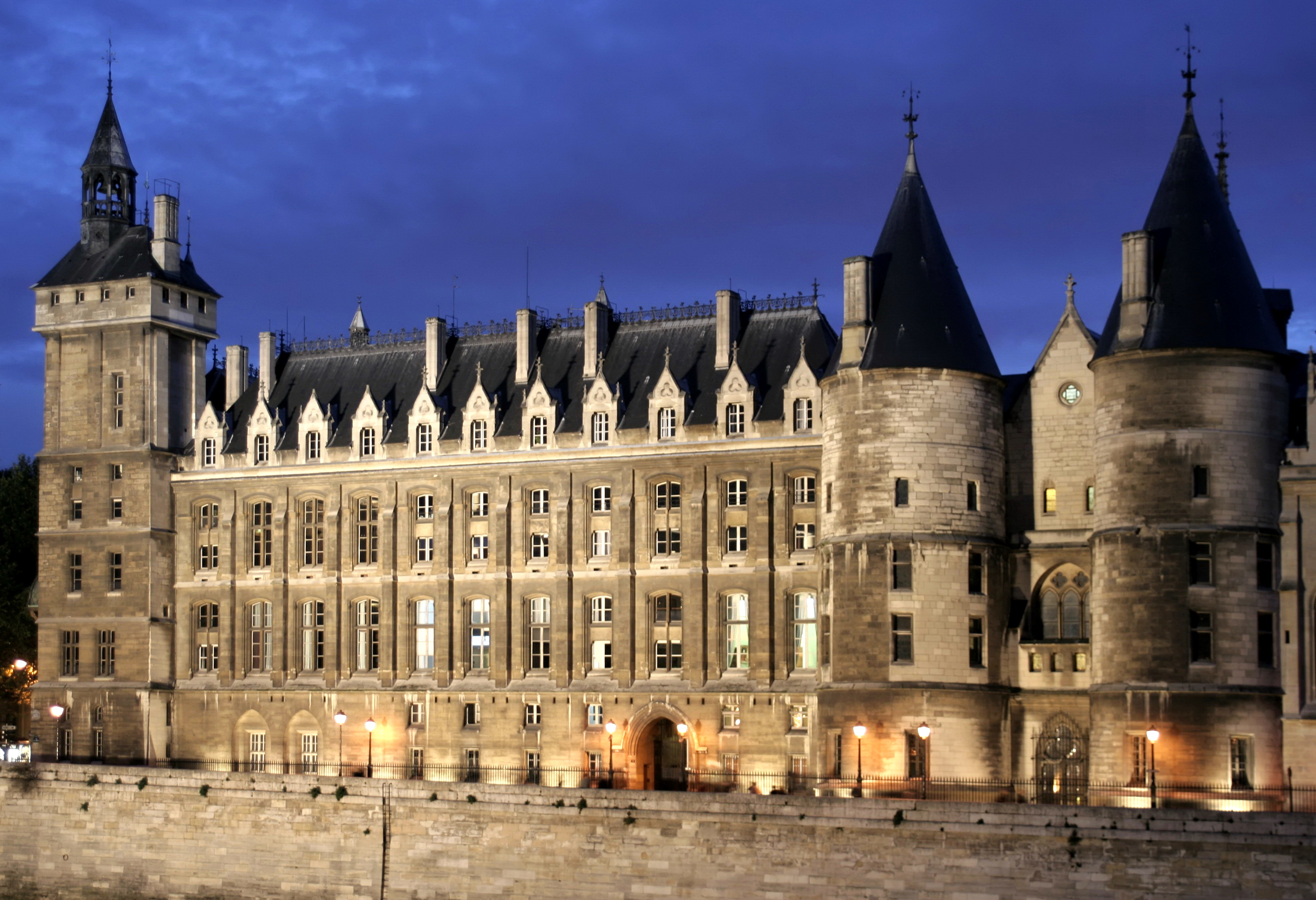
コンシェルジュリー (La Conciergerie)
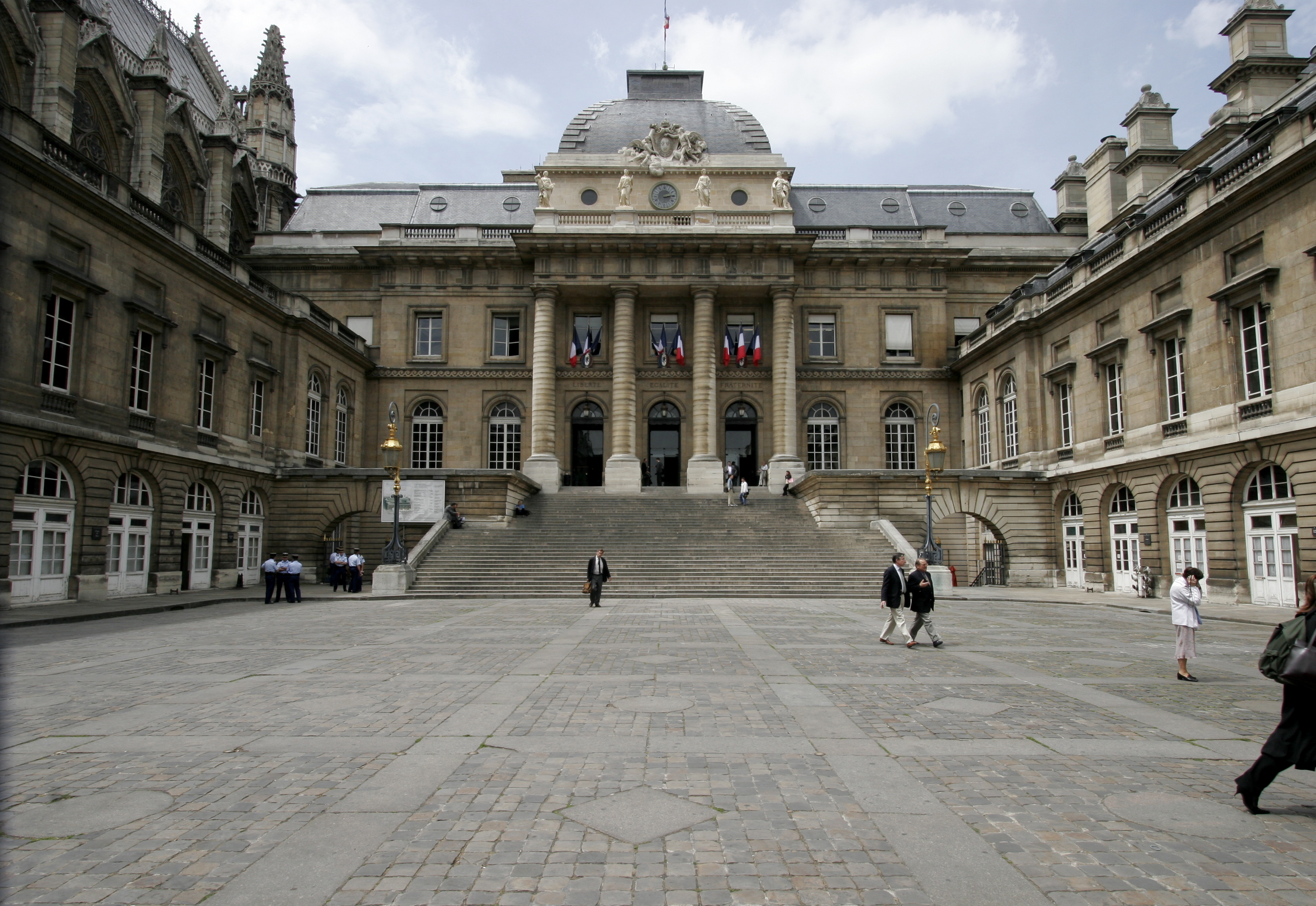
破毀院・パリ控訴院・パリ大審裁判所が置かれているパレ・ド・ジュスティス。
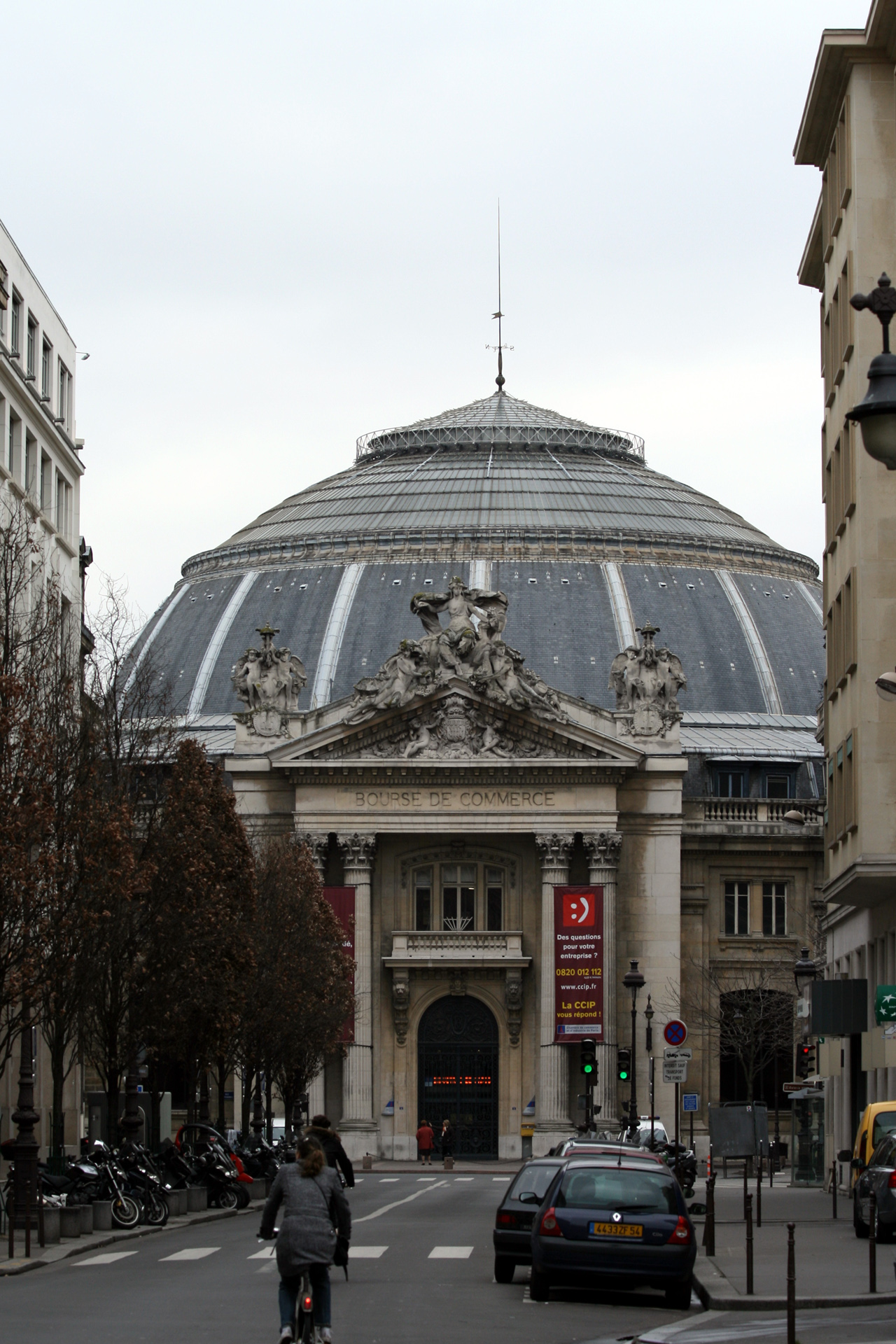
パリ商品取引所 (Bourse de commerce de Paris)
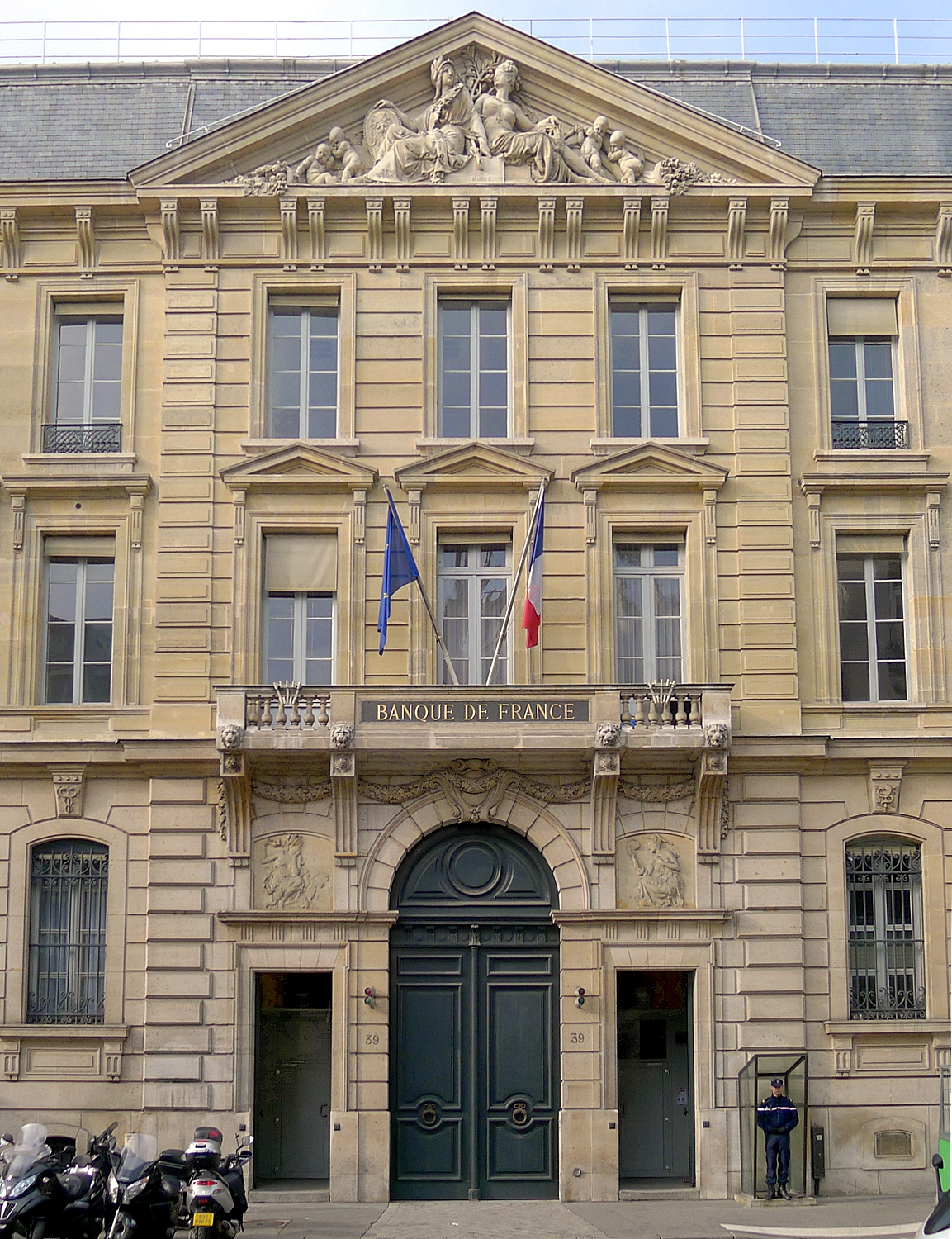
フランス銀行本店

## 経済

この建物は「ラ・カノペ・デュ・フォルム・デ・アル (La Canopée du Forum des Halles)」。林冠状の天蓋ないしキャノピーの意。
サン＝トゥスタッシュ教会から見る(画像右側一帯は未だ工事半ば)のラ・キャノペ (La Canopée vue des toits de l'église Saint Eustache, 15/3/2016)。向こうに見える長方形状建物はボーブール(4区サン＝メリー地区)のポンピドゥー・センター。
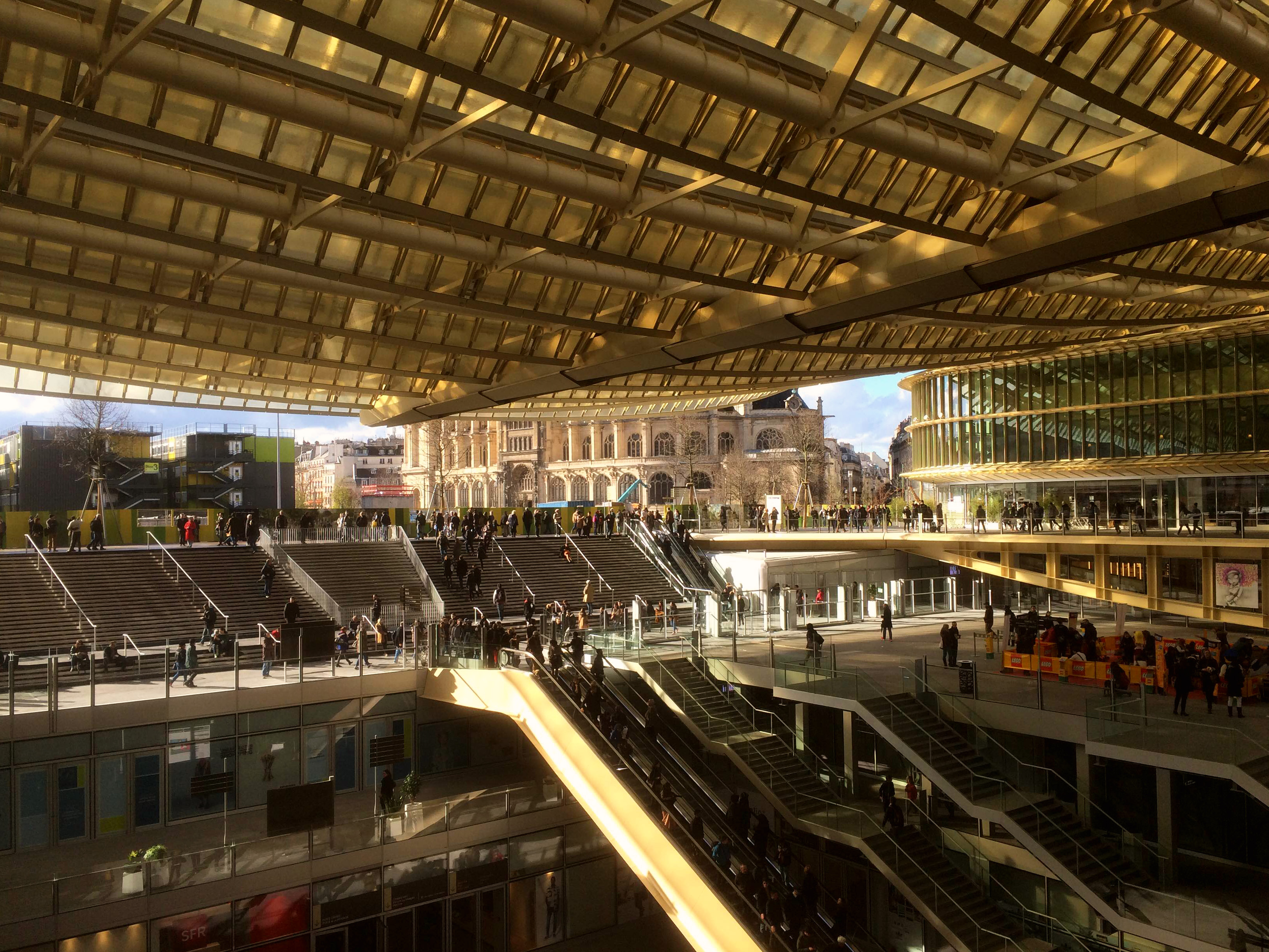
La canopée du Forum des Halles en avril 2016
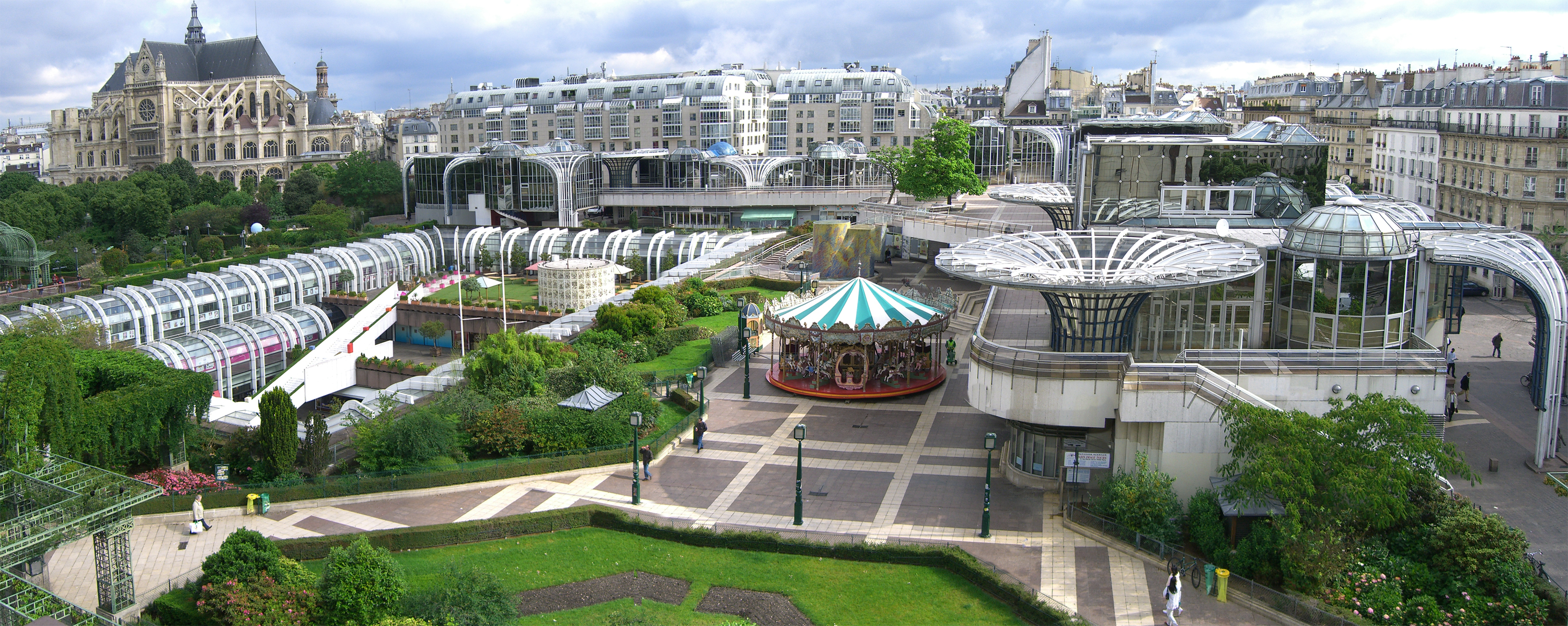
レ・アール東側はネルソン＝マンデラ庭園 (Jardin Nelson-Mandela)。2013年12月16日に名付けられた。
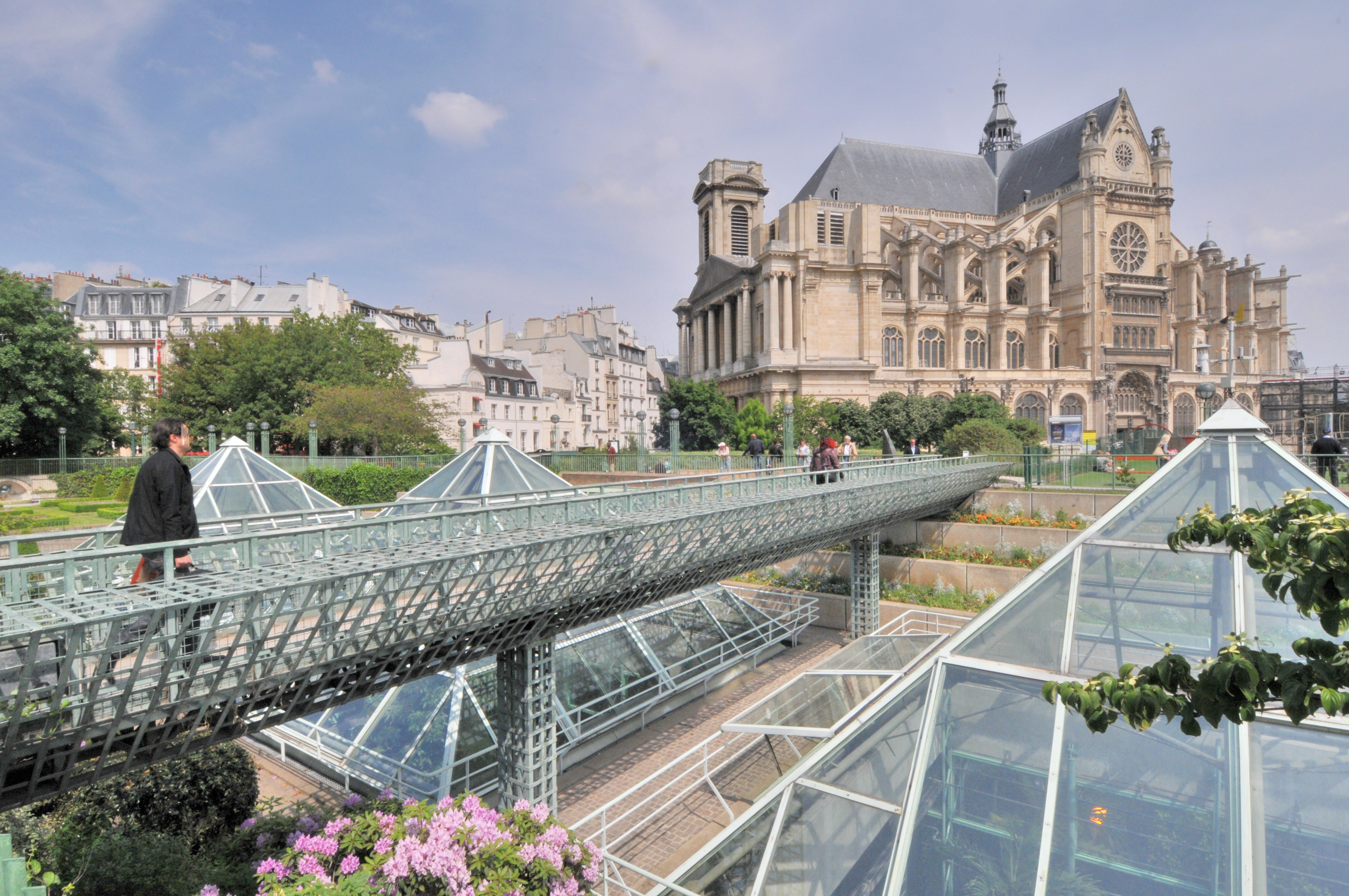
同庭園とサン＝トゥスタッシュ教会 (Église Saint-Eustache de Paris)
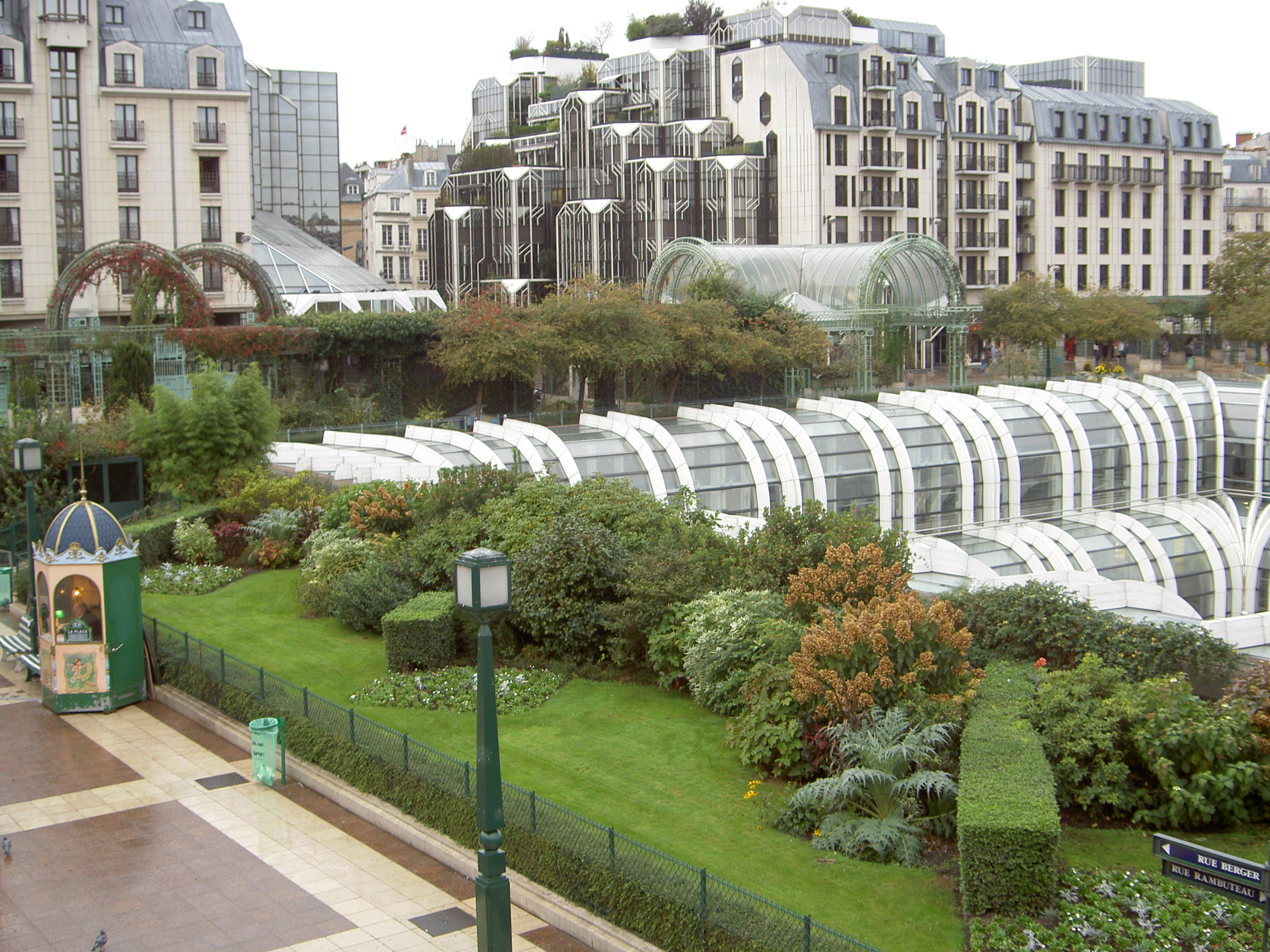
同庭園

### 主な企業
- ル・カナール・アンシェネ（Le Canard enchaîné） - サントノレ通り（Rue Saint Honoré）173番地にある風刺的な記事を掲載する新聞社。

### 主な店舗・商業施設
- サマリテーヌ百貨店（La Samaritaine）
- モラビト本店（Morabito） - サントノレ通り（Rue Saint Honoré）259番地にある。
- ショーメ本店（Chaumet）  - ヴァンドーム広場（Place Vendôme）12番地にある。
  - 古くはマリー・アントワネット、ジョゼフィーヌ、マリー・ルイーズ・ドートリッシュ、ベリー公爵夫人マリー・カロリーヌ、マチルド・ボナパルトらが顧客だった。ティアラの着用が欧州王室礼装の習慣になったのは、"帝政スタイル"を創り出したジョゼフィーヌからだとされているが、ショーメに作らせた当人のティアラは、後年グレース・ケリーやヴィクトリア女皇太子らに受け継がれている[4]。ショーメのティアラや時計など宝飾品自体は、19世紀のアール・ヌーヴォーや日本美術 (ジャポニスム) からインスピレーションを受けている[5]。
- ブシュロン本店（Boucheron） - ヴァンドーム広場（Place Vendôme）26番地にある。
- シャネル本店（Chanel） - 司法省の西側、サントノレ通り界隈のカンボン通り（Rue Cambon）31番地にある。
- アニエス・ベー ジュール ファム・エ・アンファン（agnès b. jour femme et enfant）
  - 1975年創業時の最初のブティック。サントノレ通りをネルソン＝マンデラ庭園を挟んだ北側、フォルム・デ・アルの北西側至近、ジュール通り（rue du jour）6番地にある。
- フォーラム・デ・アル（フォルム・デ・アル、Forum des Halles）
  - 「レ・アール、レ・アル (Halles de Paris)」の名で知られる商業・文化複合施設。ランジスに移転したパリ中央卸売市場（1137年 - 1973年）を改装を繰り返して用いていたが老朽化その他の理由で取り壊し、2012-2016年にかけて林冠状のキャノピー「ラ・キャノペ (La Canopée)」を新設。
- デカトロン パリ マドレーヌ店（Decathlon Paris Madeleine）
  - 8区マドレーヌ広場界隈、マドレーヌ大通り (Boulevard de la Madeleine）23番地にあるスポーツ用品、アウトドア用品の大型専門店ないしチェーンストア。

### 主な商店街
- ギャルリ・ヴェロ＝ドダ（Galerie Véro-Dodat） - パレ・ロワイヤルの東側の地域にあるパサージュ。1826年完成 [6]。

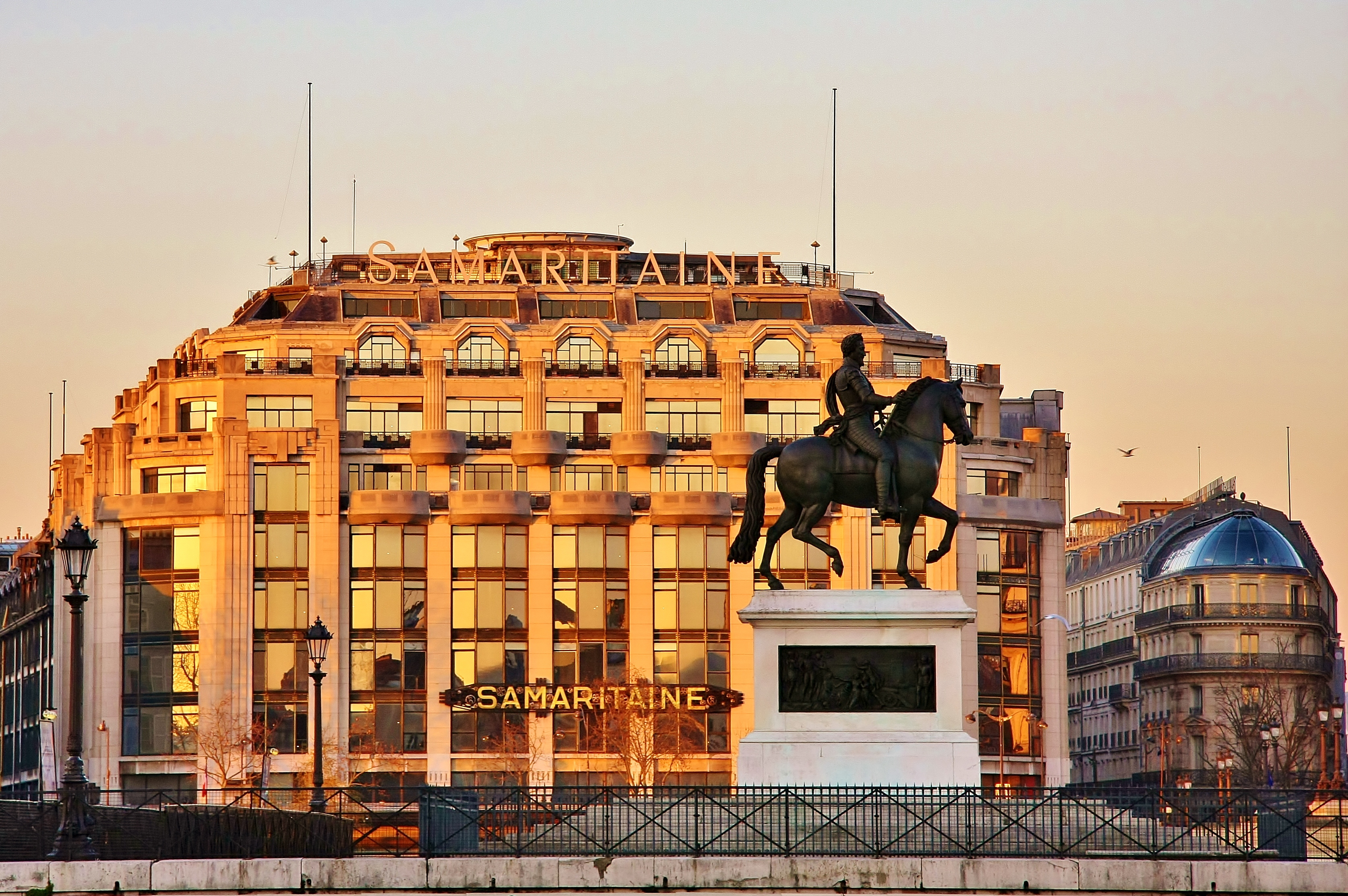
サマリテーヌ百貨店
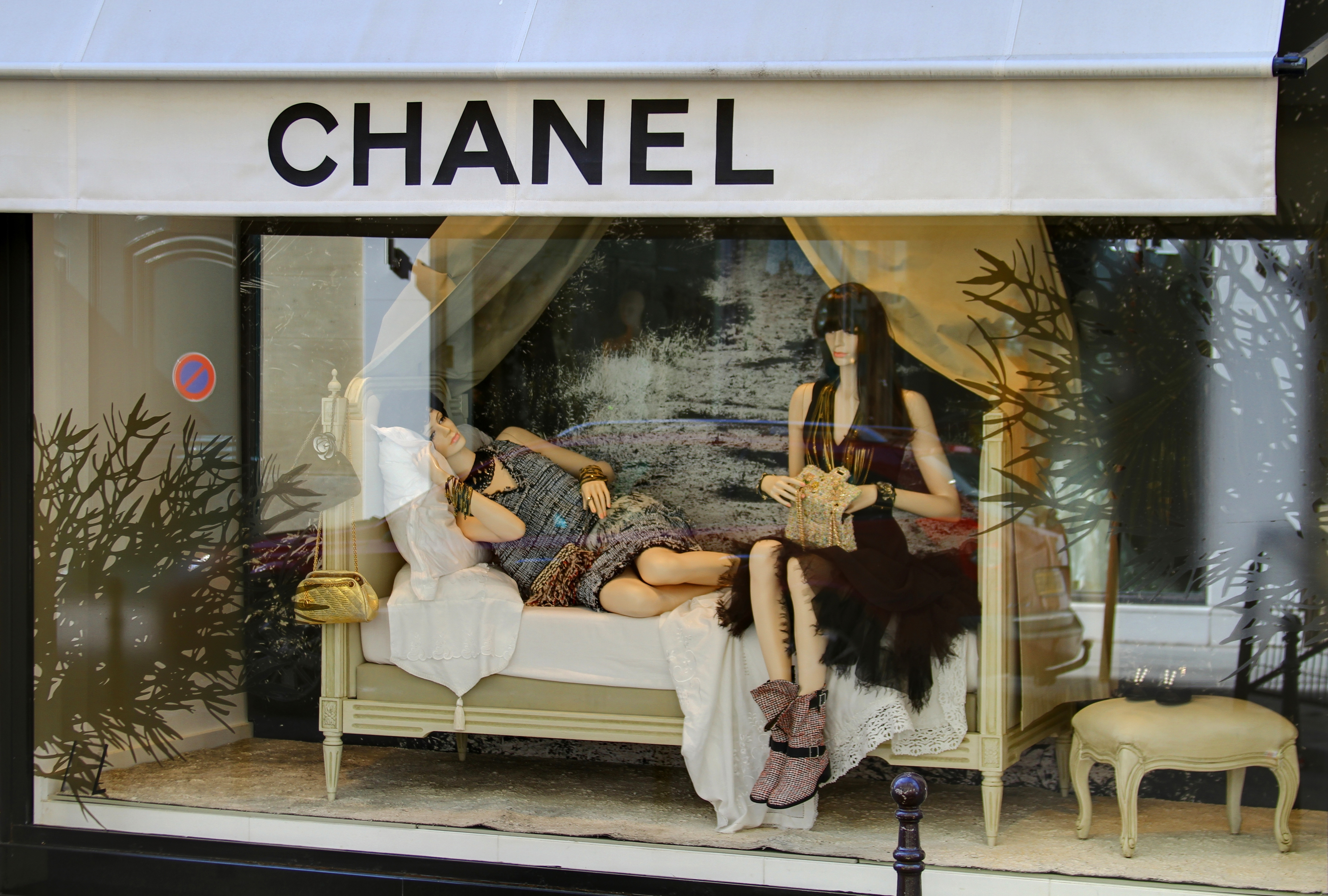
シャネル本店
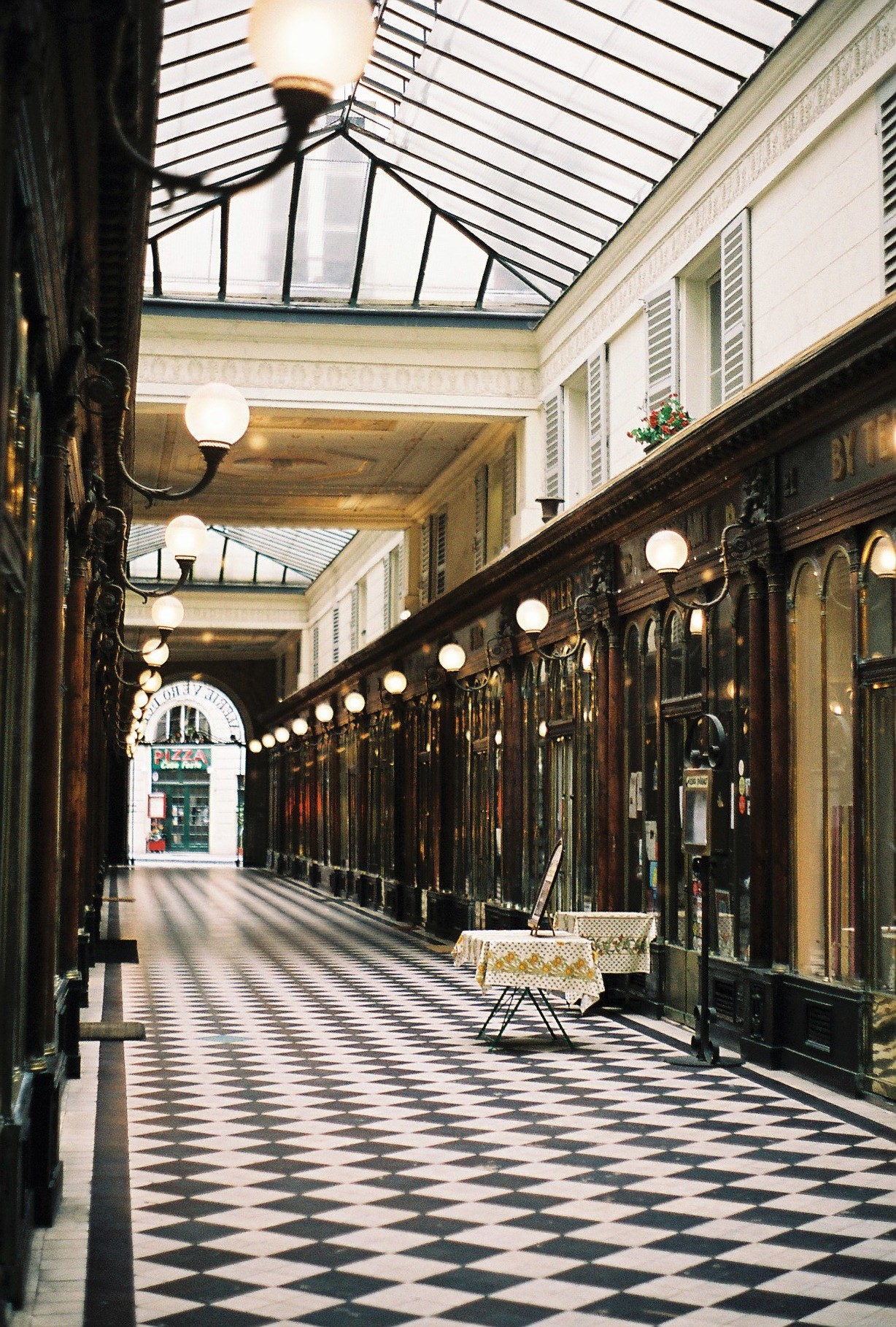
ギャルリ・ヴェロ＝ドダ
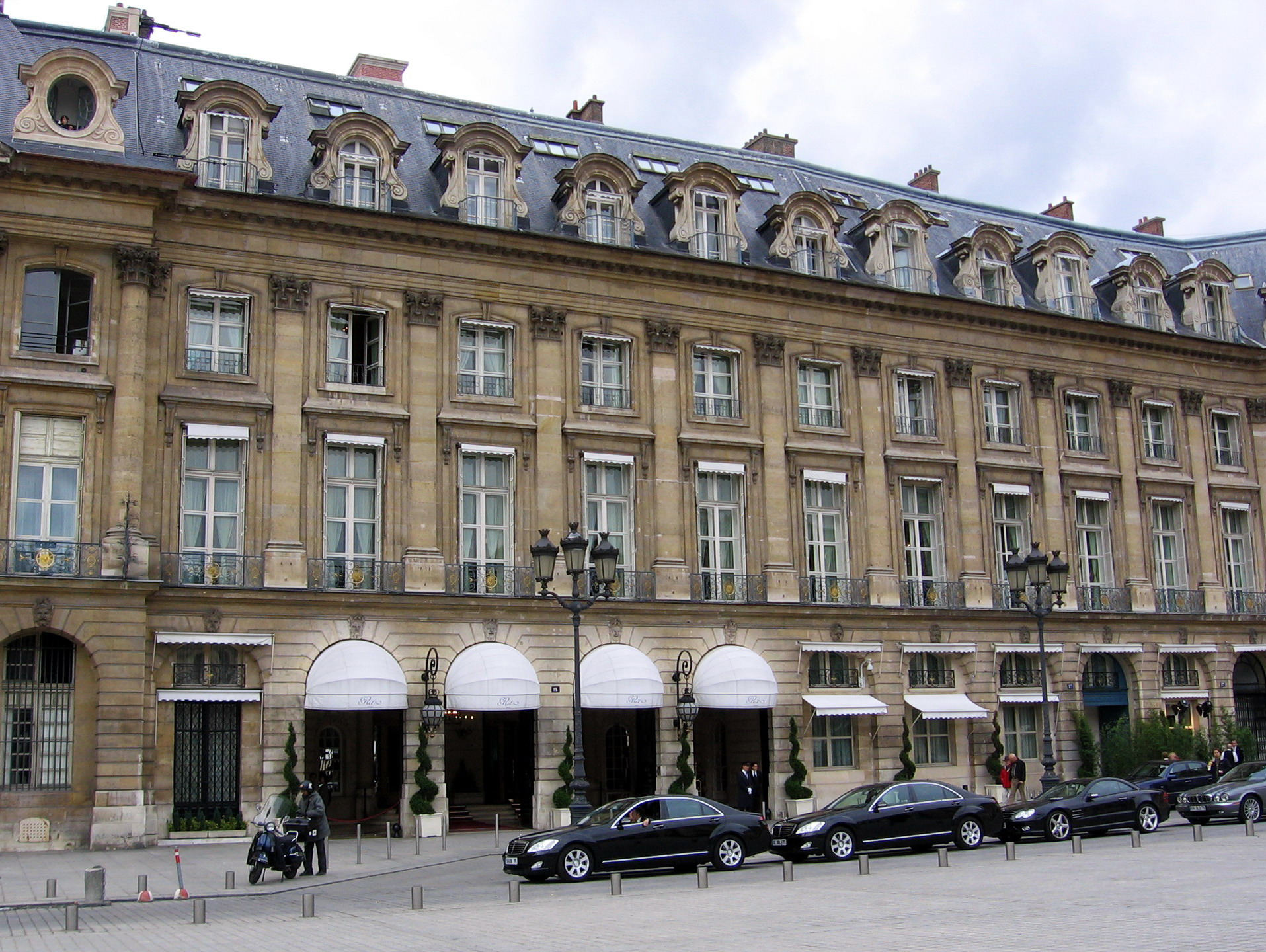
ホテル・リッツ

## 宿泊施設

### 主な宿泊施設
- オテル・リッツ・パリ（Hôtel Ritz） - ヴァンドーム広場15番地にある。
- オテル・デュ・ルーヴル（ホテル・デュ・ルーヴル・イン・アンバウンドコレクション・バイ・ハイアット、Hôtel du Louvre） - サントノレ通り及びオペラ大通り界隈アンドレ・マルロー広場にある。
- オテル・サン＝ジェームズ・アルバニ（オテル・サン＝ジェームセ・ダルバニ、Hôtel Saint-James et d'Albany） - リヴォリ通り202番地にある。
- オテル・ブライトン＝エスプリ・ド・フランス（Hôtel Brighton - Esprit de France） - リヴォリ通り218番地にある。
- ル・ムーリス（Le Meurice） - 1815年建造新古典主義建築かつオスマニアン建築の五つ星ホテル。第二次世界大戦時には、ナチス・ドイツ仏占領軍司令部があり「パリ解放」時の舞台となった。アラン・デュカスのレストランもあり、リヴォリ通り228番地にある。
- マンダリン・オリエンタル・パリ（Mandarin Oriental Paris） - サントノレ通り251番地にある。

## 文化施設

### 美術館・博物館
- オランジュリー美術館 （Musée de l'Orangerie）
- 広告博物館 （Musée de la Publicité）
- ジュ・ド・ポーム国立ギャラリー （Galerie nationale du Jeu de Paume）
- 装飾芸術美術館 （Musée des Arts décoratifs）
- ピエール・マルリー・眼鏡とオペラグラス博物館 （Musée des Lunettes et Lorgnettes Pierre Marly）
  - 様々な眼鏡、オペラグラス、望遠鏡など約3,000点を展示。ルイ15世の王女ヴィクトワール・ド・フランスの眼鏡やサラ・ベルナールのオペラグラスのほか、エルトン・ジョン、ミッシェル・ポルナレフの眼鏡も展示されている [7][8]。
- ルーヴル美術館 （Musée du Louvre）

### 映画館・劇場
- コメディ・フランセーズ （Comédie-Française）
- シャトレ座 （Théâtre du Châtelet）

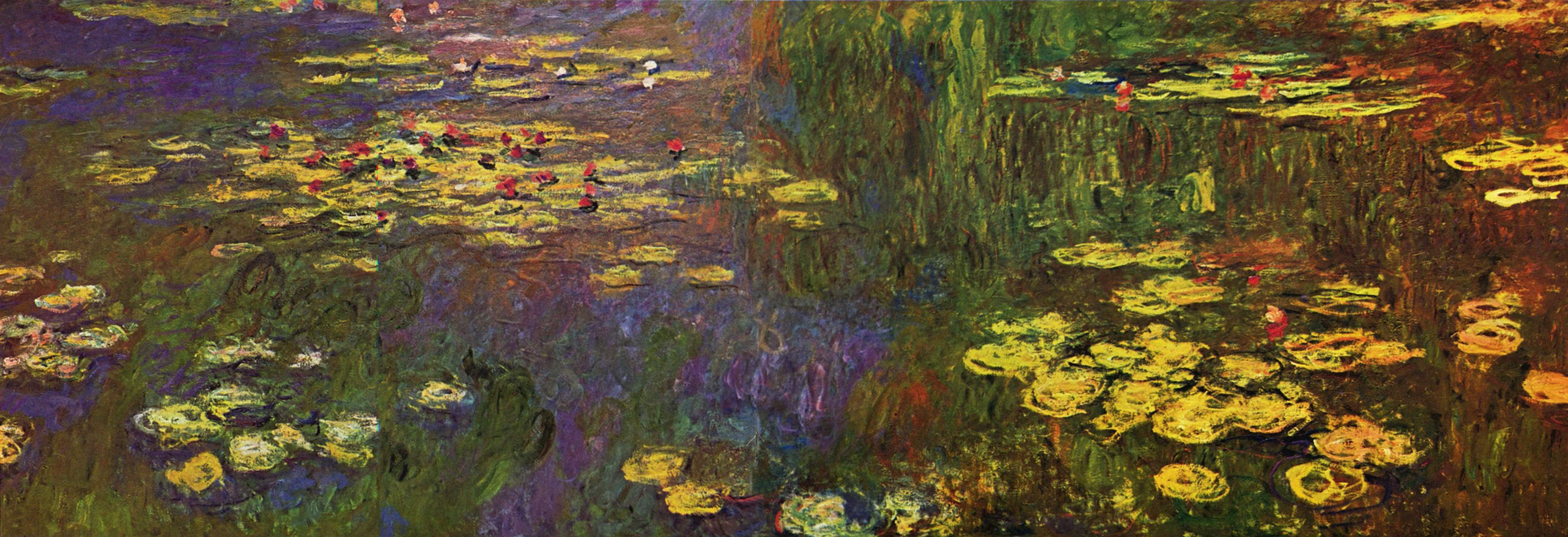
オランジュリー美術館所蔵のクロード・モネ「睡蓮」
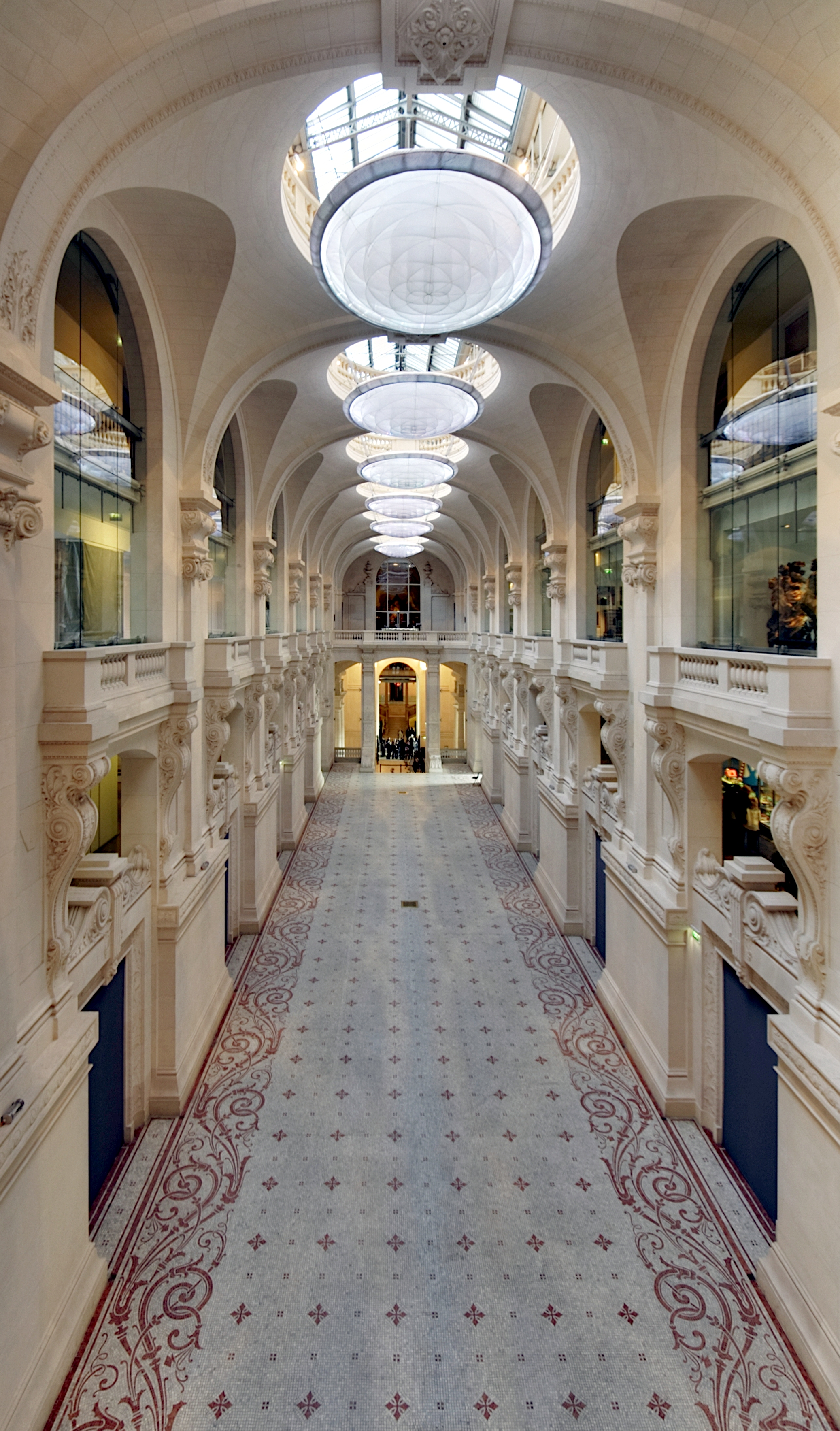
ルーヴル宮内にある装飾芸術美術館 (Musée des Arts Décoratifs)
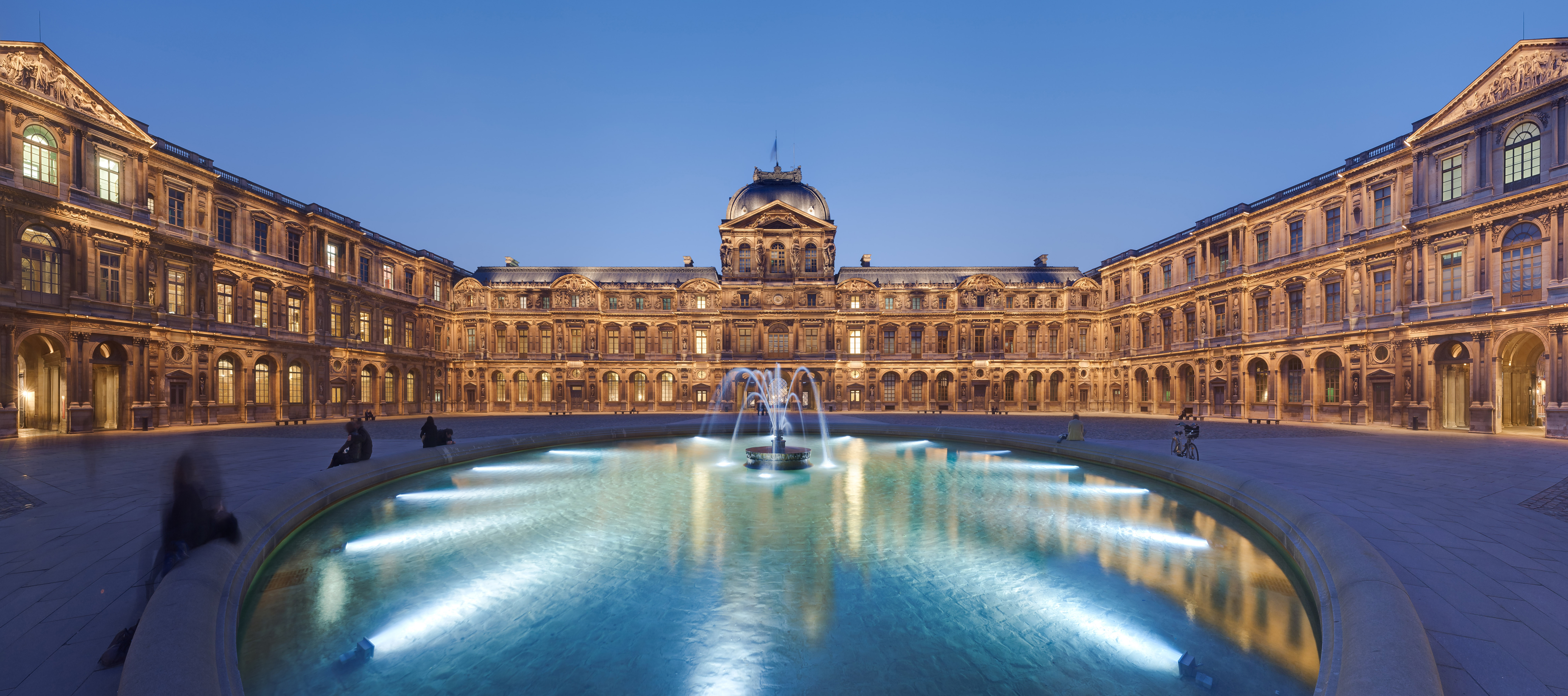
ルーヴル美術館

## 宗教施設

### 教会・寺院
- サントゥスタッシュ教会 （Église Saint-Eustache）
- サント・シャペル （Sainte chapelle） - シテ島にある。
- サン＝ロック教会 （Église Saint-Roch）
  - サントノレ通り北側サン＝ロック通りとパサージュ・サン＝ロックに挟まれた場所にある。
- サン＝ジェルマン＝ロクセロワ教会 （ÉgliseSaint-Germains-l'Auxerroi）

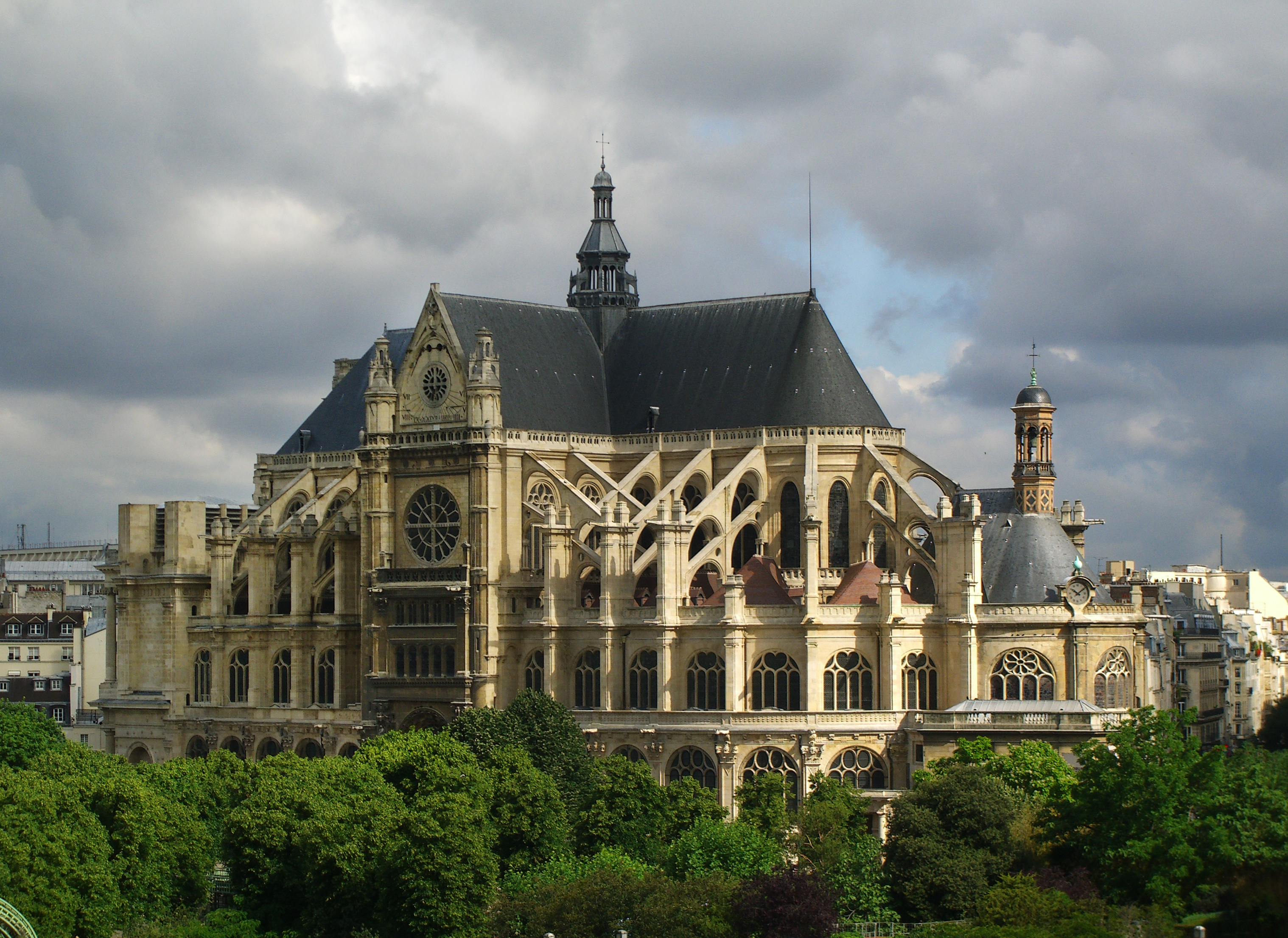
サントゥスタッシュ教会
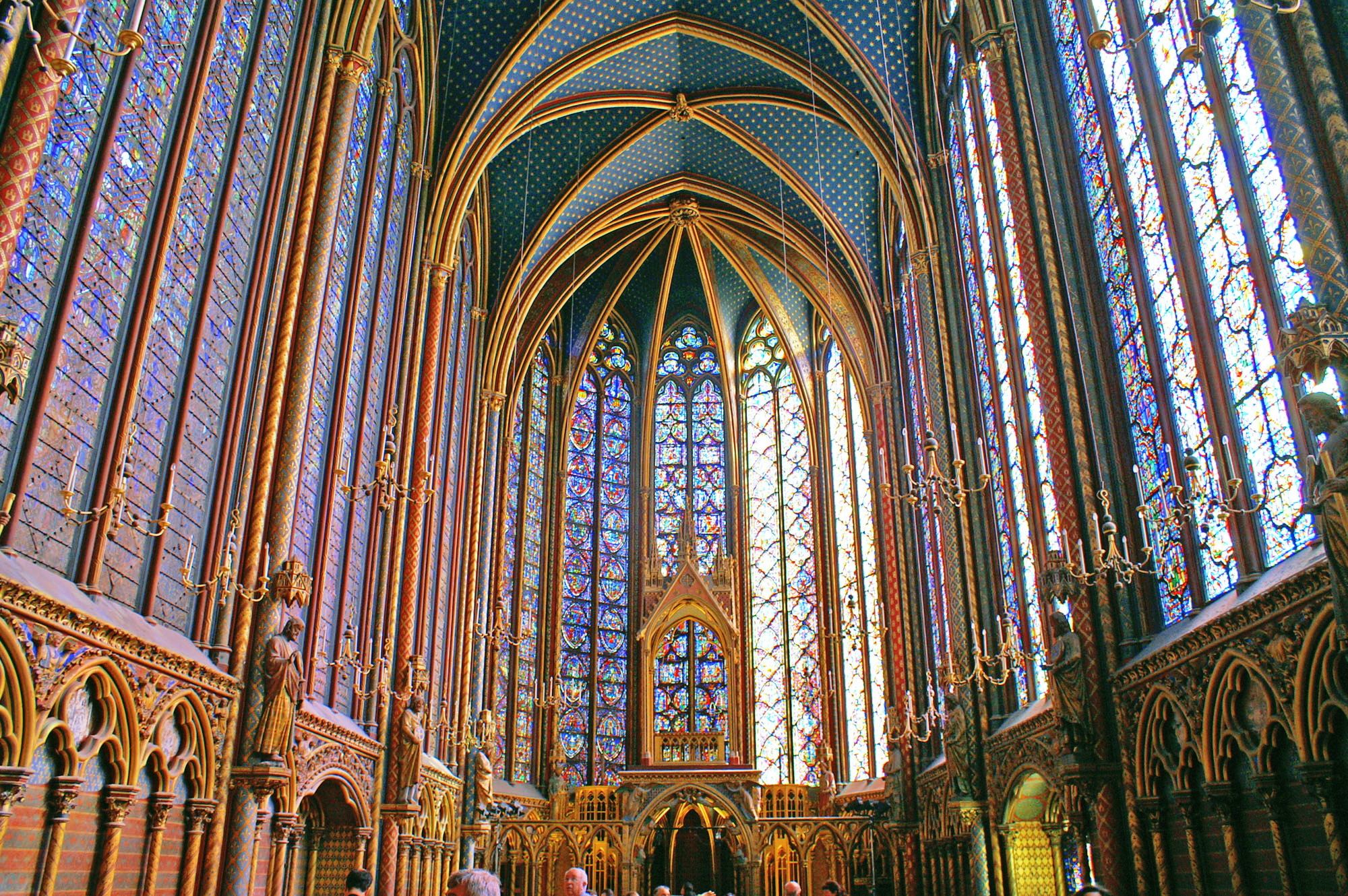
サント・シャペル
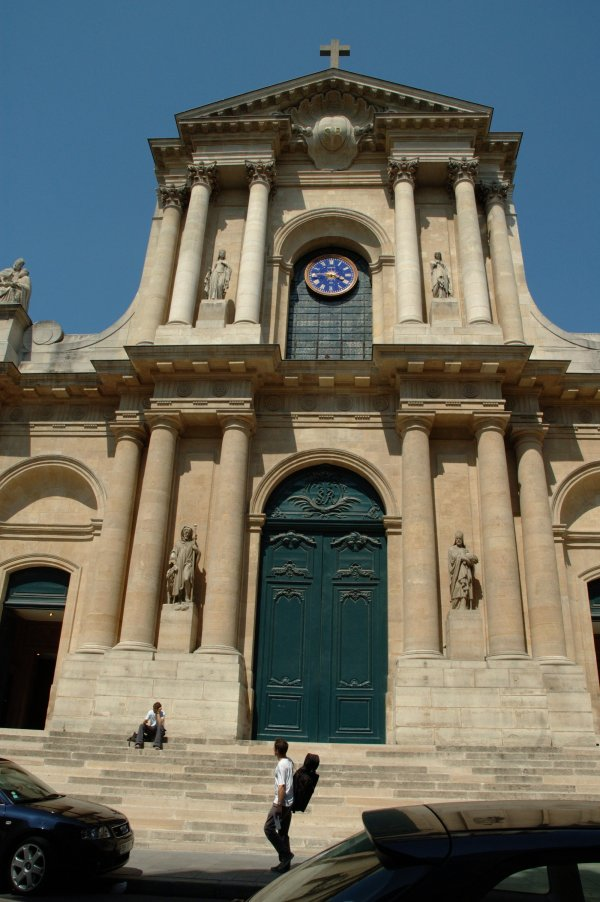
サン＝ロック教会
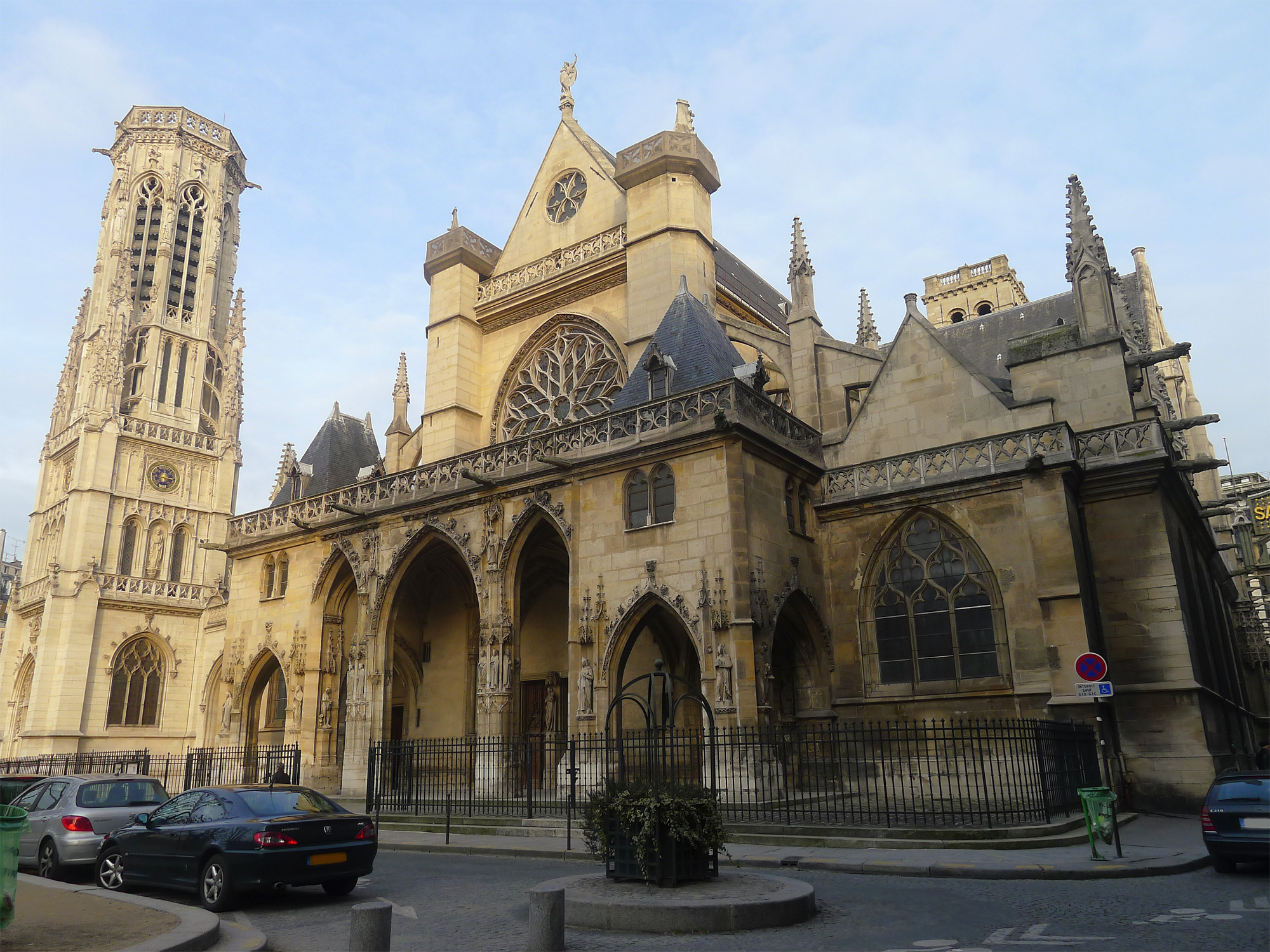
サン＝ジェルマン＝ロクセロワ教会

## 観光・憩い

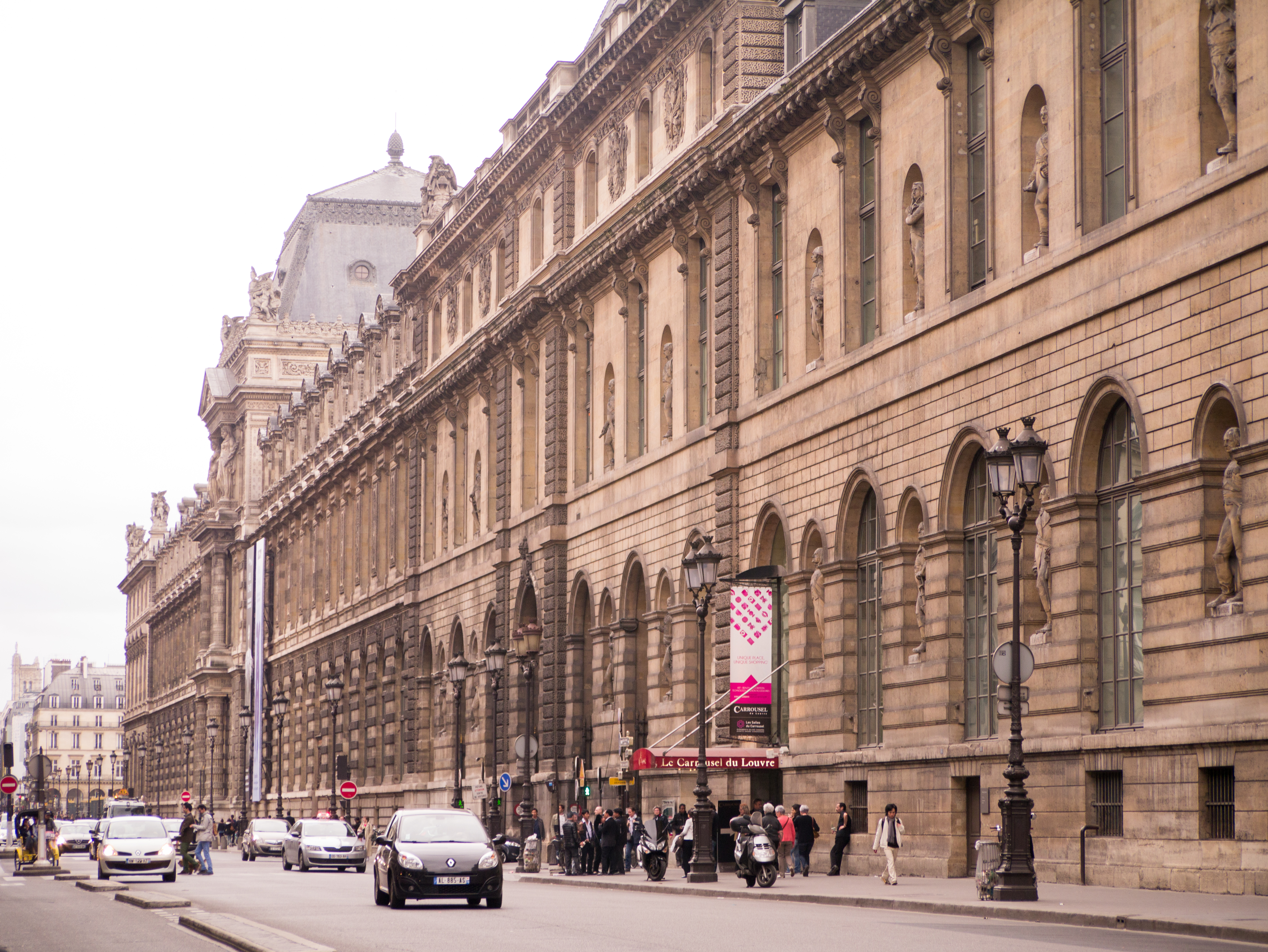
リヴォリ通りのルーヴル宮内にあるル・カルーゼル・デュ・ルーヴル (プランタン等が入るショッピングモール)
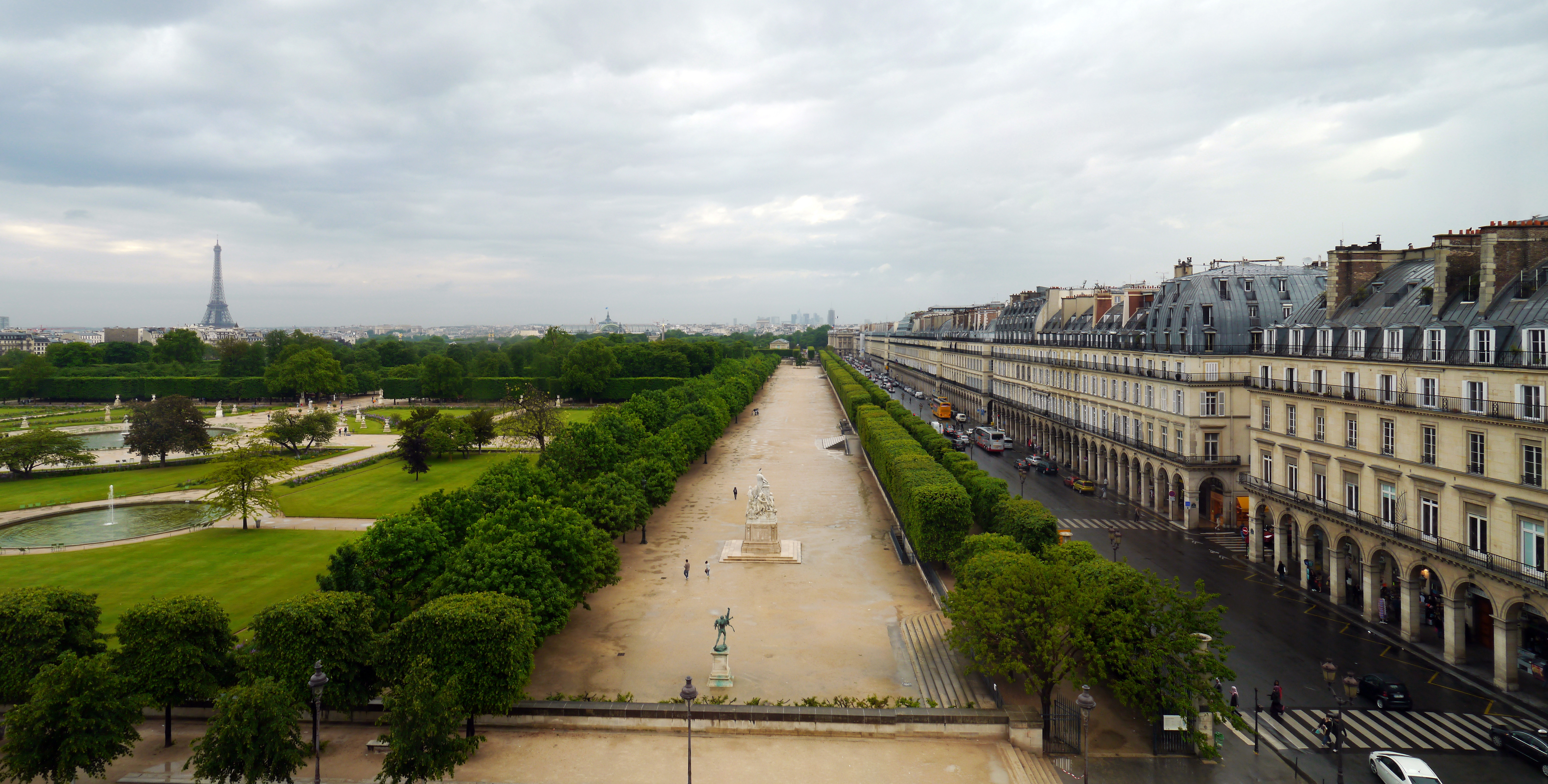
ルーヴル宮内にある装飾芸術美術館 (Musée des arts décoratifs de Paris) から8区方向、テュイルリー庭園とリヴォリ通りを見る。左に見えるのはエッフェル塔
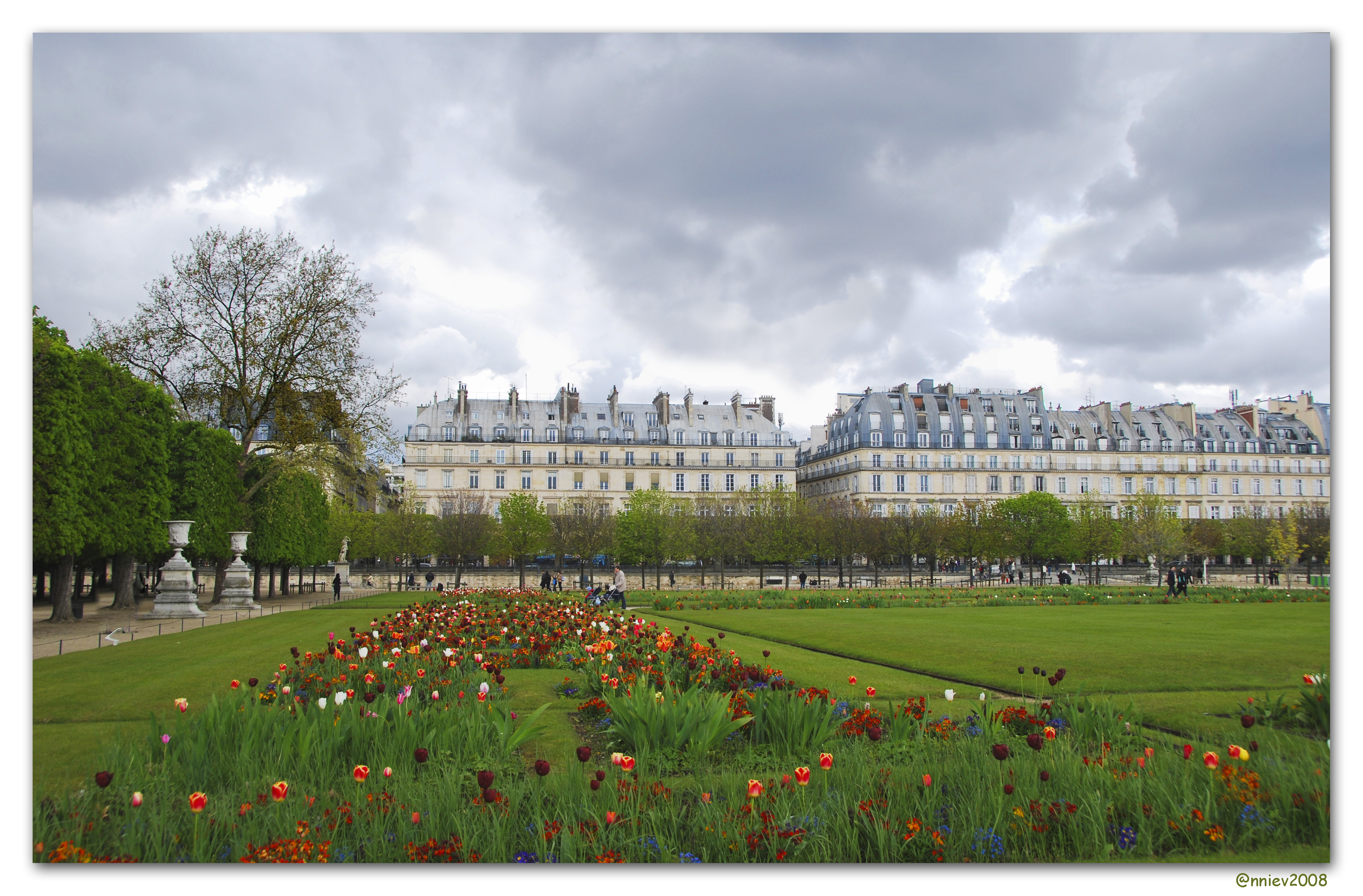
テュイルリー庭園からセーヌ川右岸(北岸)リヴォリ通り側方向を見る

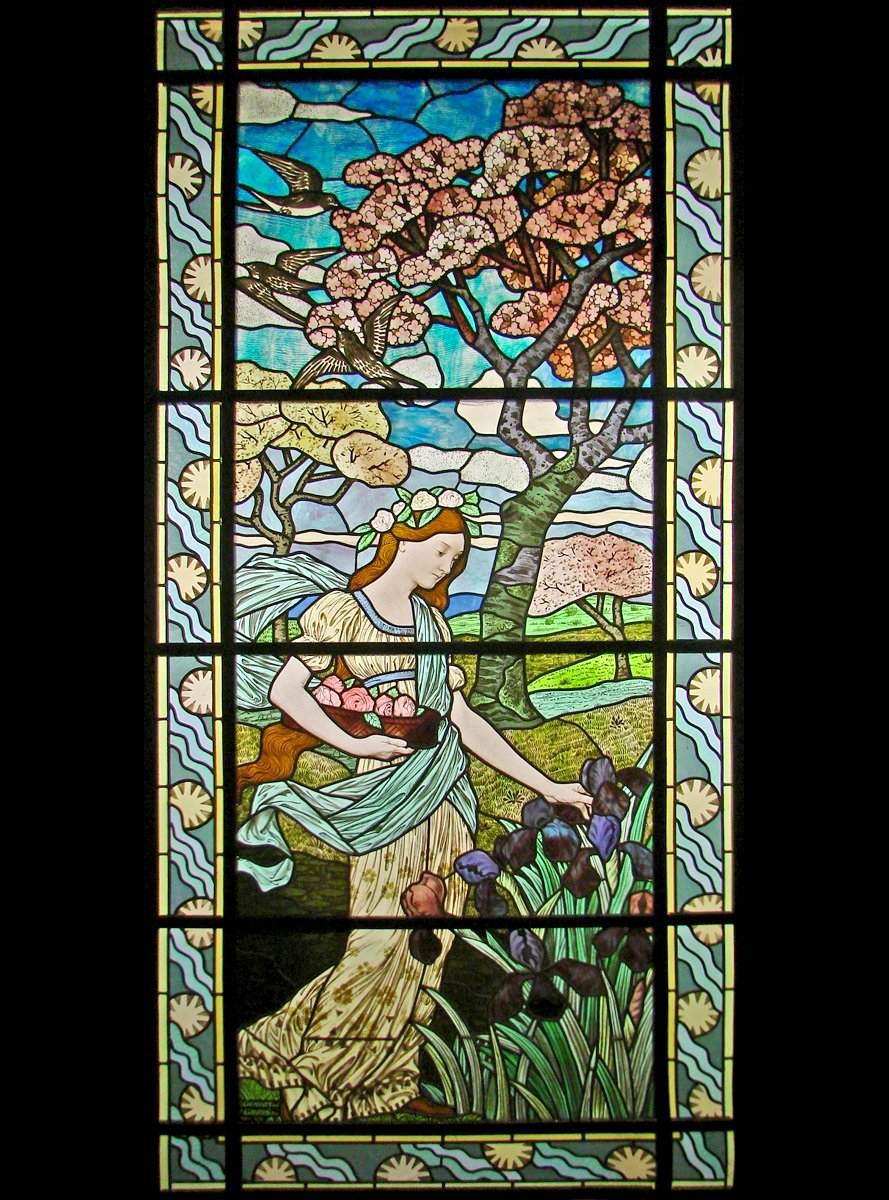
ウジェーヌ・グラッセ&フェリックス・ゴーダン (Eugène Grasset & Félix Gaudin), ル・プランタン "Le Printemps" 1894年, 装飾芸術美術館.
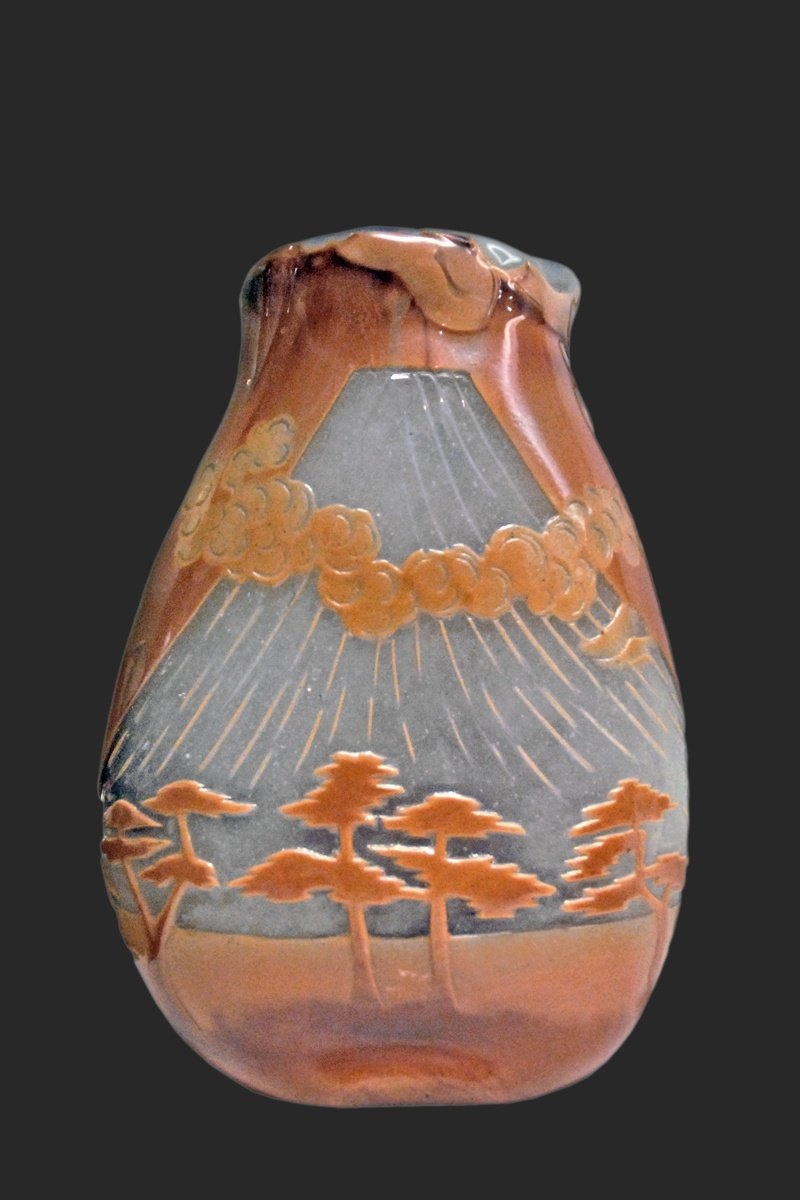
フランソワ＝ウジェーヌ・ルソー, 富士山の花瓶 "Vase Mont Fuji" 1884年, 装飾芸術美術館内ジャポニスムとアールヌーヴォーの間 (Salles Japonisme et Art Nouveau, Musée des arts décoratifs).

### 建築
- カルーゼル凱旋門 （Arc de Triomphe du Carrousel）
- コンシェルジュリー （Conciergerie） - シテ島にある。
- テュイルリー宮殿 （Palais des Tuileries）- 現存しない。
- パレ・ロワイヤル （Palais-Royal）
- ルーヴル宮殿 （Palais du Louvre）

### 公園・緑地等
- テュイルリー庭園 （jardin des Tuileries ）
- ドーフィーヌ広場 （Place Dauphine） - シテ島にある。
- パレ・ロワイヤル庭園 （jardin du Palais-Royal）
- ヴァンドーム広場 （Place Vendôme）
- ヴェール・ギャラン小公園 （Square du Vert Galant） - シテ島の西端にある。

### 旧跡・記念碑等
- イノサンの泉（Fontaine des Innocents） - 1区東側と2区との境界線付近にある。

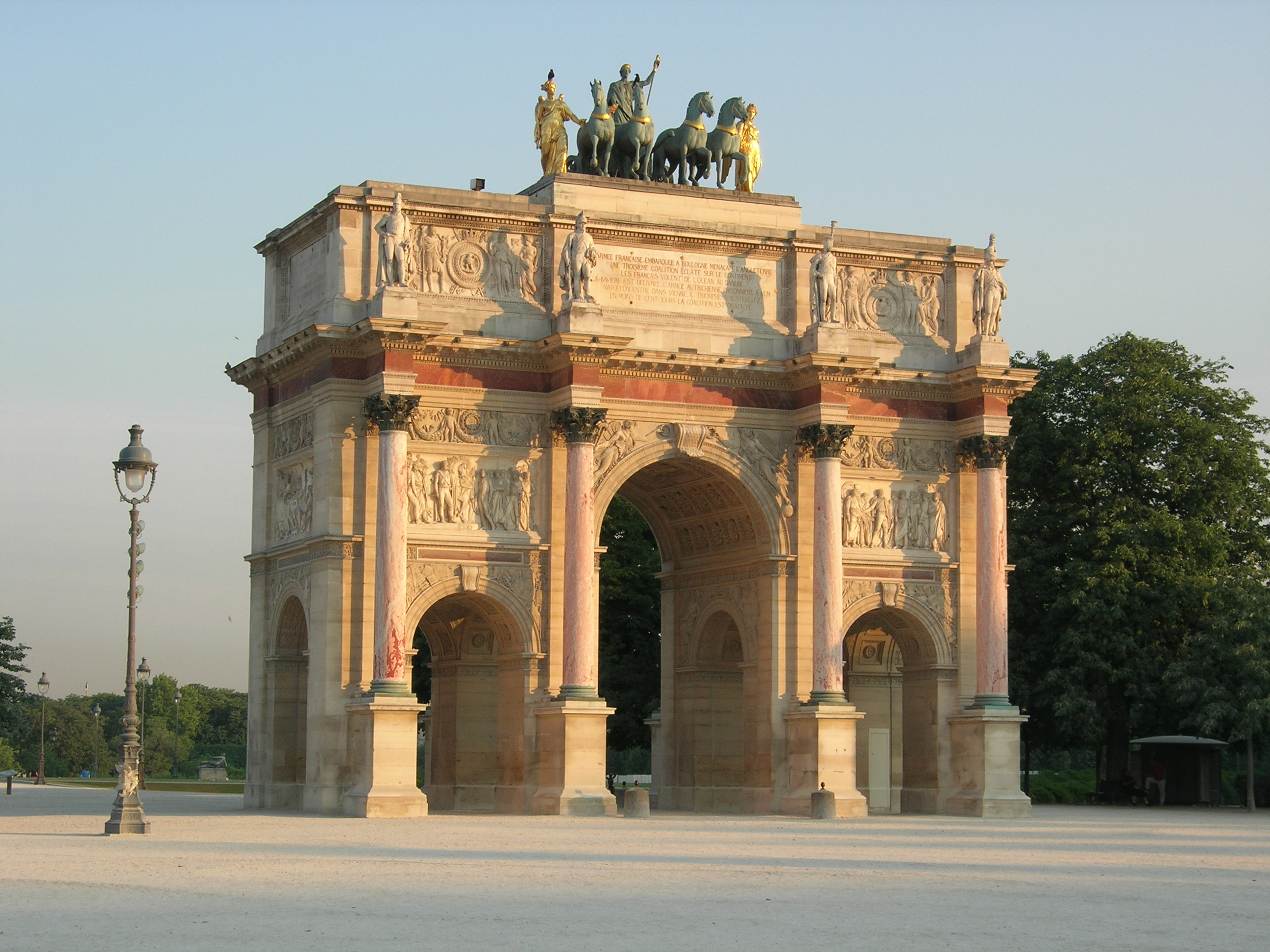
カルーゼル凱旋門
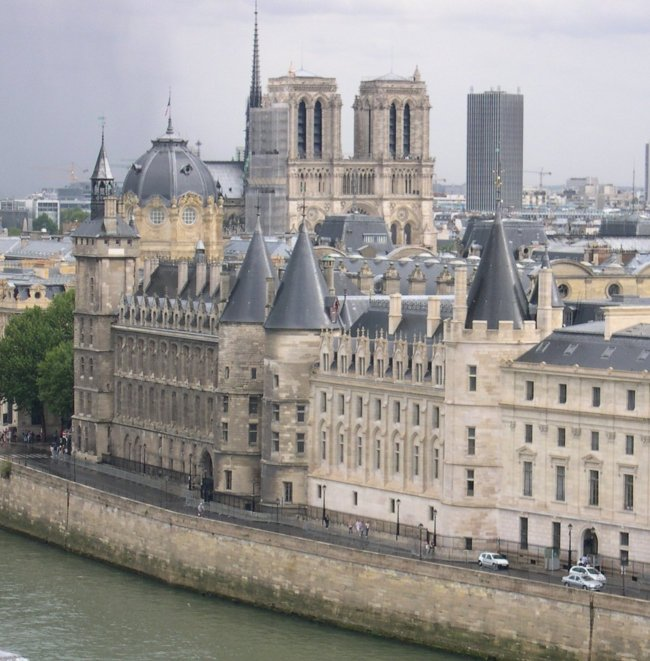
ノートルダム・ド・パリ(背後)とラ・コンシェルジュリー(破毀院と同じ建物になる)
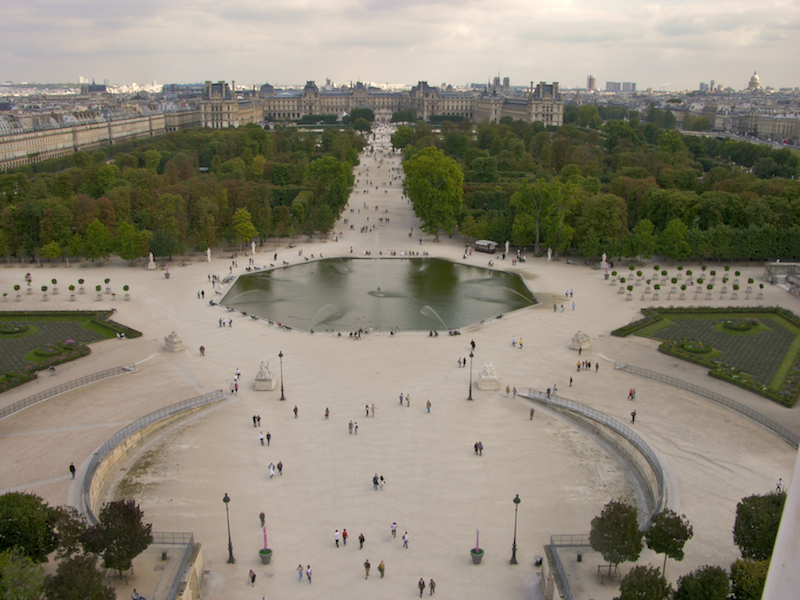
テュイルリー庭園。奥に見えるのはルーヴル美術館。
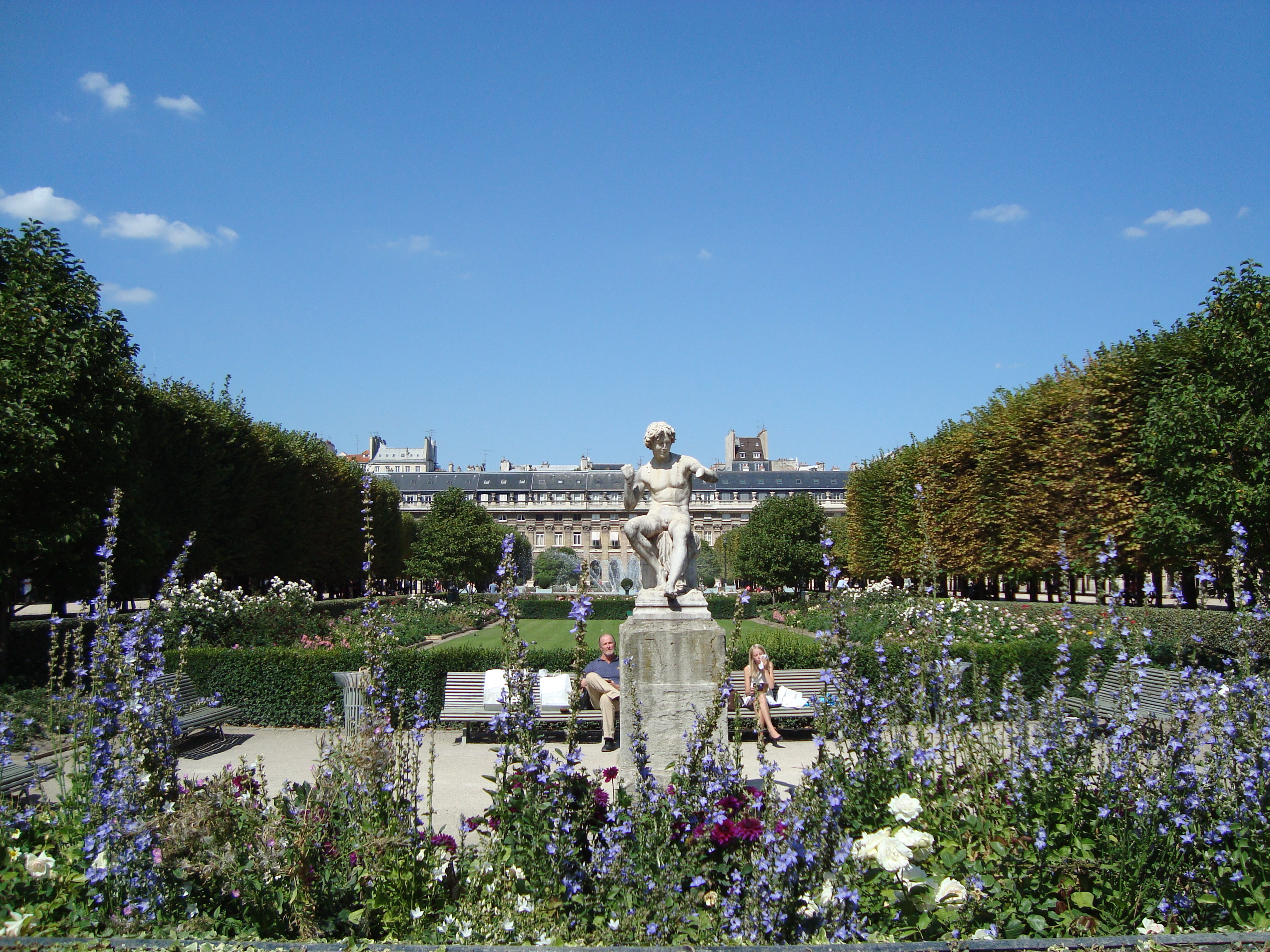
パレ・ロワイヤル庭園
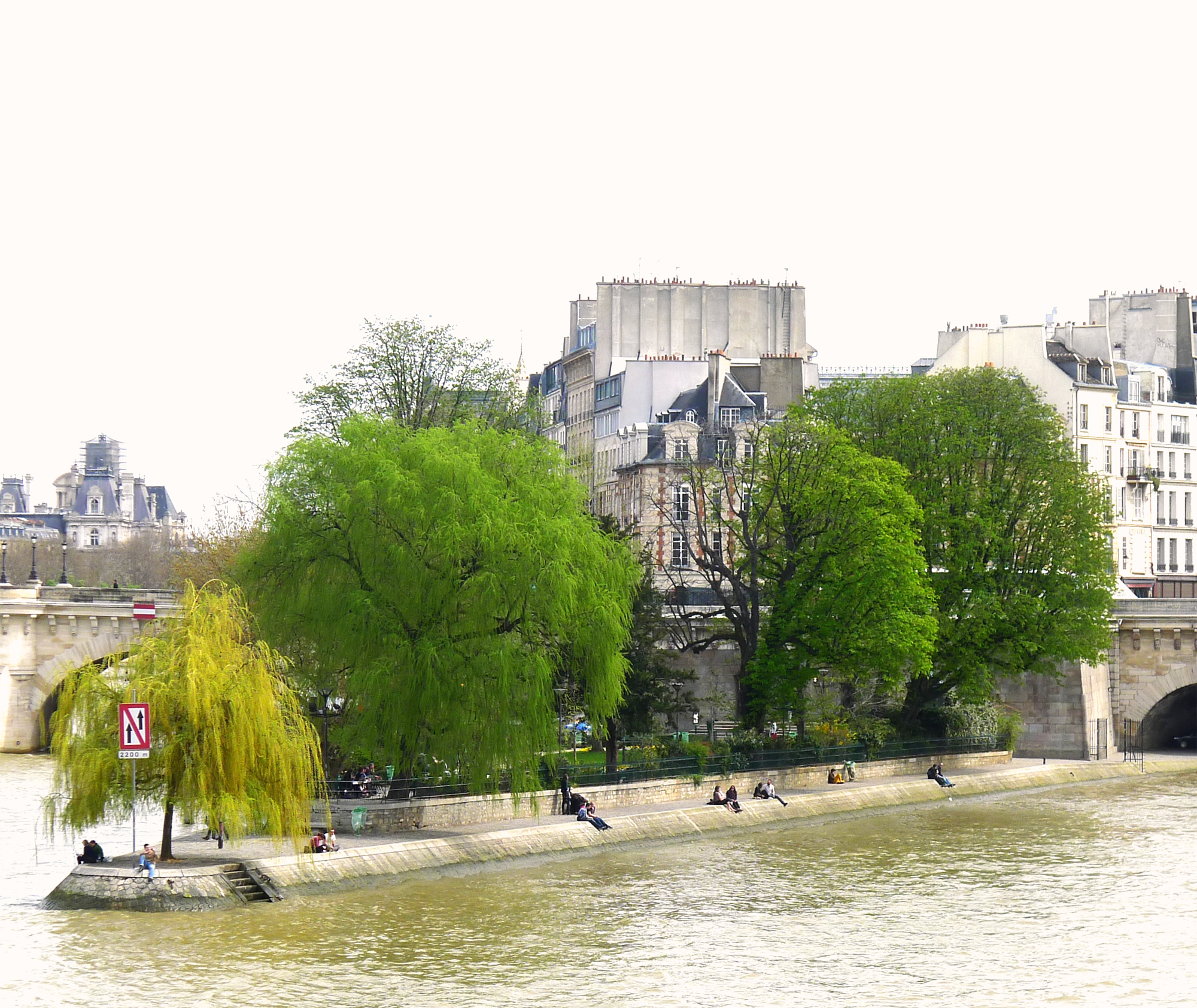
対岸からのヴェール・ギャラン小公園

## 交通

### 鉄道

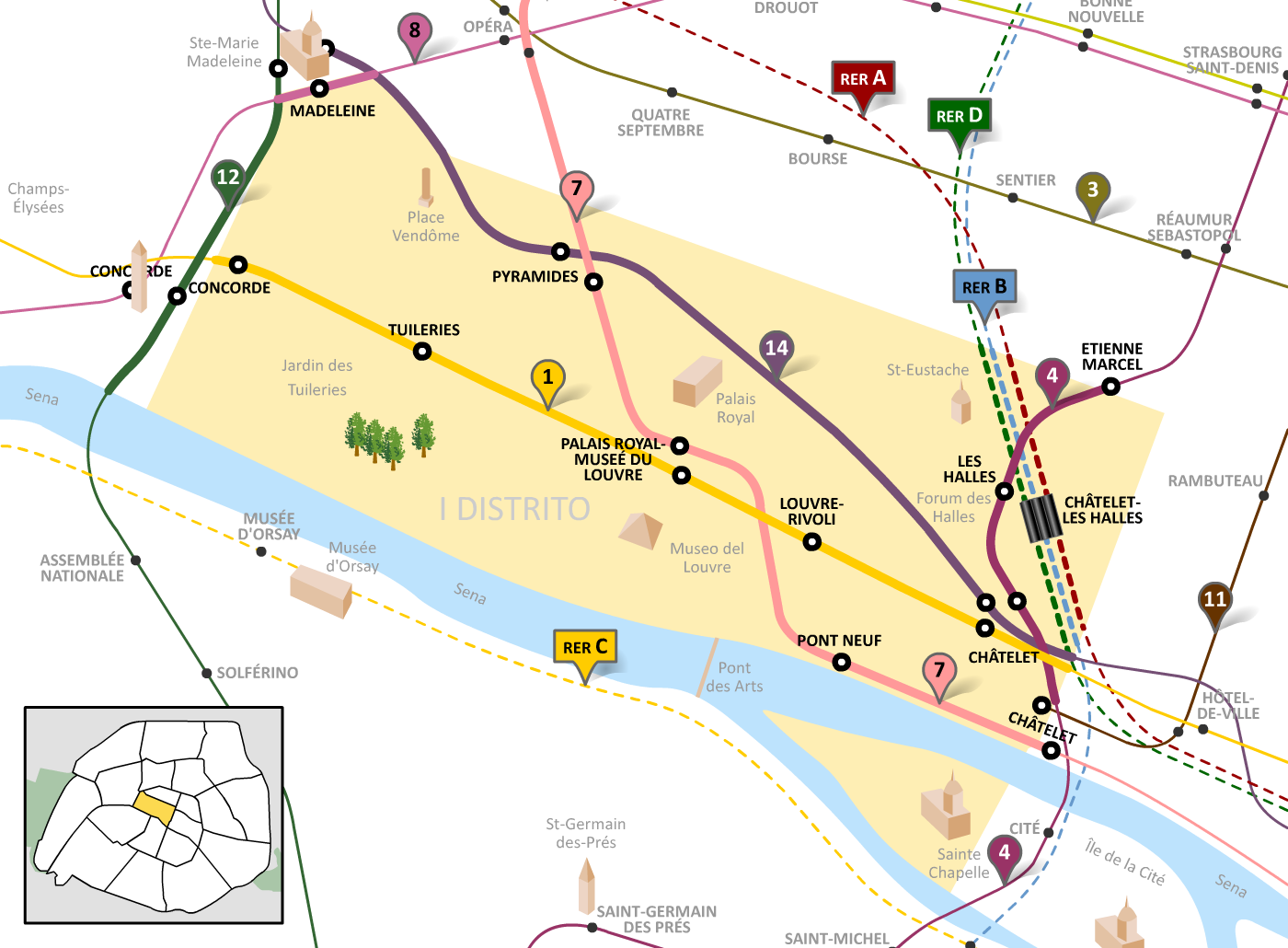

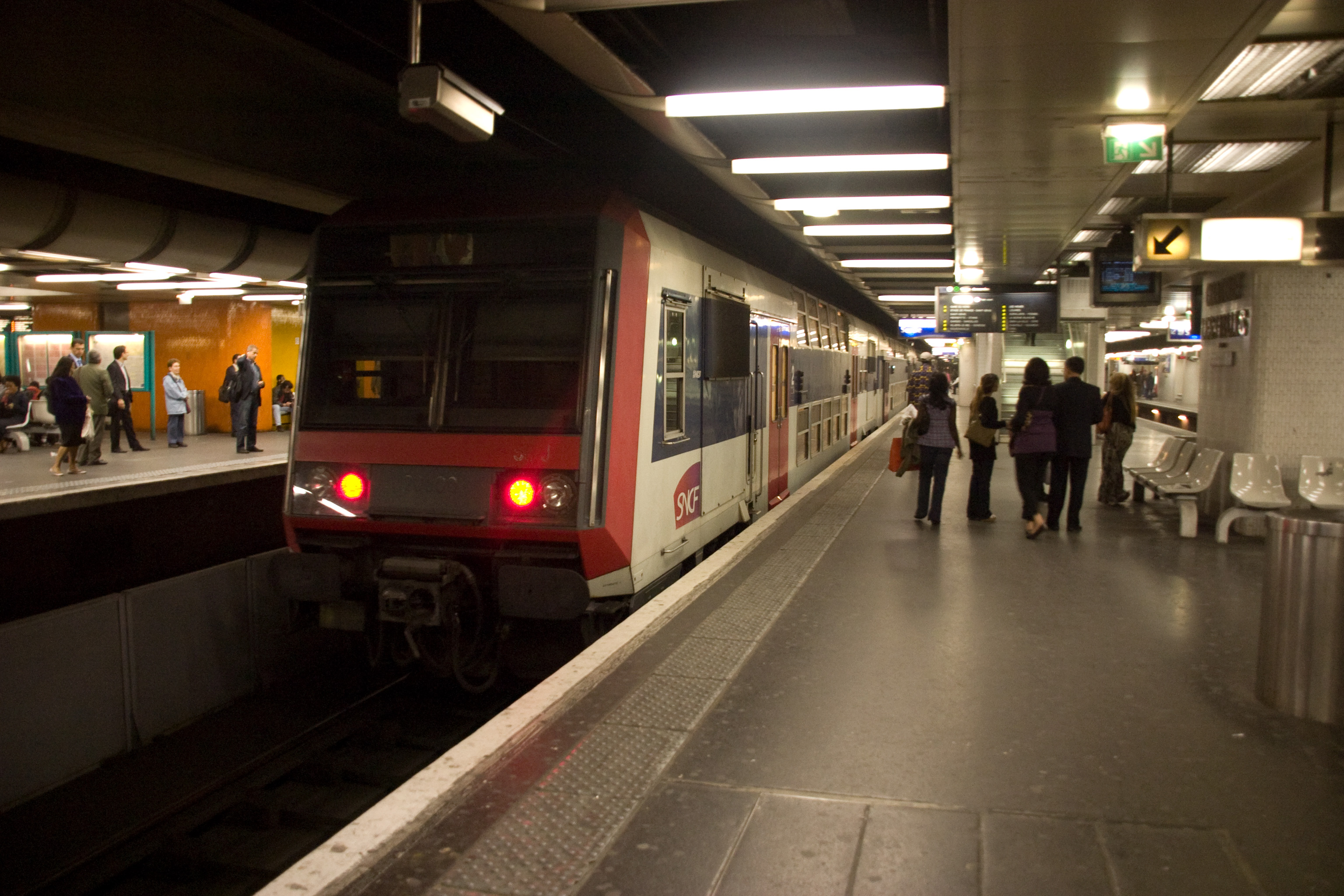
シャトレ＝レ・アル駅

- 地下鉄・メトロ （パリ交通公団（RATP）） （Métro）
  - ■1号線 （Ligne 1 du Métro）
    - コンコルド駅 – テュイルリー駅 – パレ・ロワイヤル＝ミュゼ・デュ・ルーヴル駅 – ルーヴル＝リヴォリ駅 – シャトレ駅

  - ■4号線 （Ligne 4 du Métro）
    - エティエンヌ・マルセル駅 – レ・アル駅 – シャトレ駅 – シテ駅

  - ■7号線 （Ligne 7 du Métro）
    - ピラミッド駅 – パレ・ロワイヤル＝ミュゼ・デュ・ルーヴル駅 – ポン・ヌフ駅 – シャトレ駅

  - ■8号線 （Ligne 8 du Métro）
    - コンコルド駅のみ。

  - ■11号線 （Ligne 11 du Métro）
    - シャトレ駅のみ。

  - ■12号線 （Ligne 12 du Métro）
    - コンコルド駅のみ。

  - ■14号線 （Ligne 14 du Métro）
    - ピラミッド駅 – シャトレ駅
- RER （フランス国鉄 (SNCF)／パリ交通公団（RATP）） （Réseau Express Régional d'Île-de-France）
  - ■A線 （Ligne A du RER）
    - シャトレ＝レ・アル駅のみ。

  - ■B線 （Ligne B du RER）
    - シャトレ＝レ・アル駅のみ。

  - ■D線 （Ligne D du RER）
    - シャトレ＝レ・アル駅のみ。

### 道路

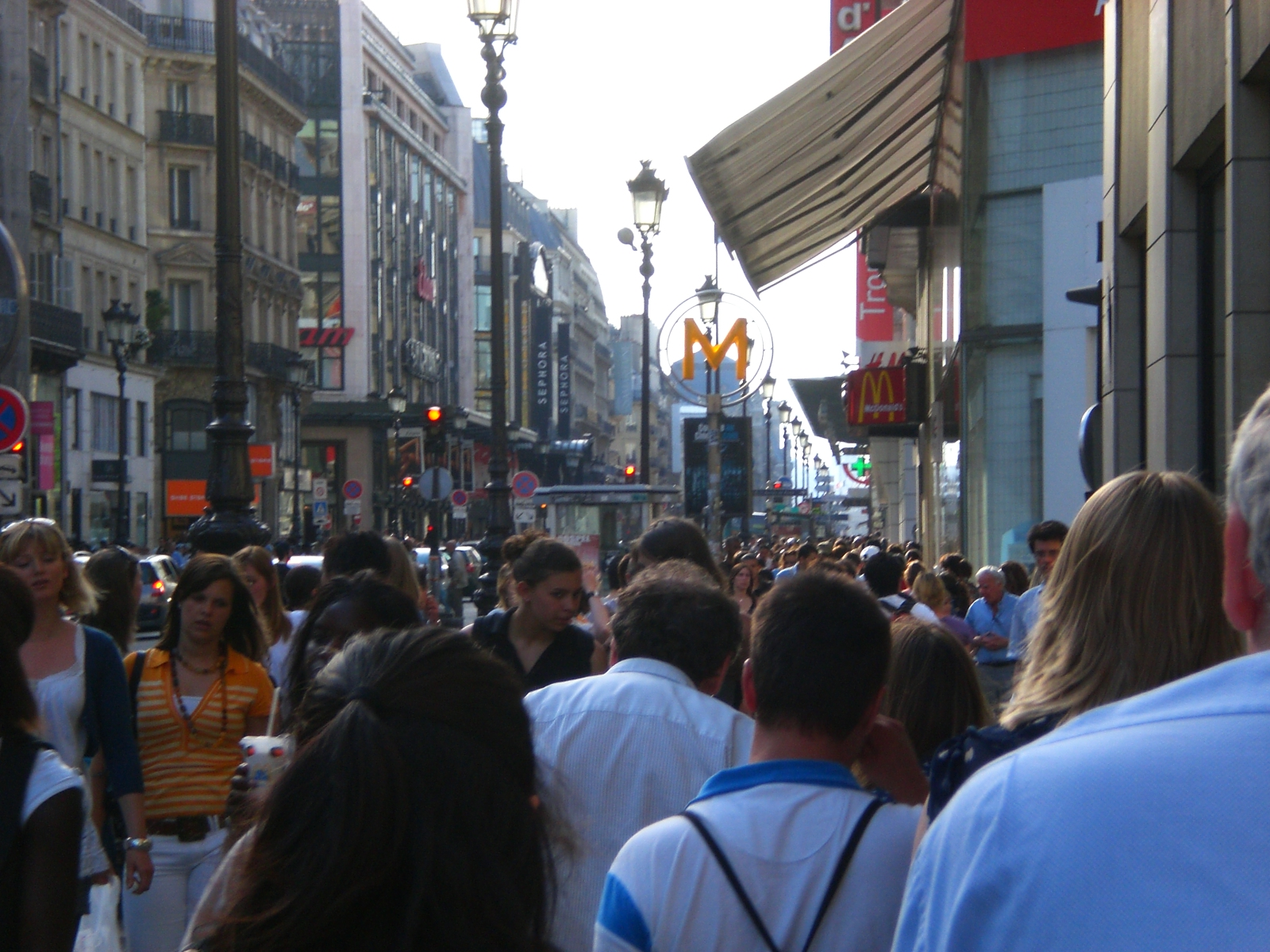
シャトレ駅近くのリヴォリ通り
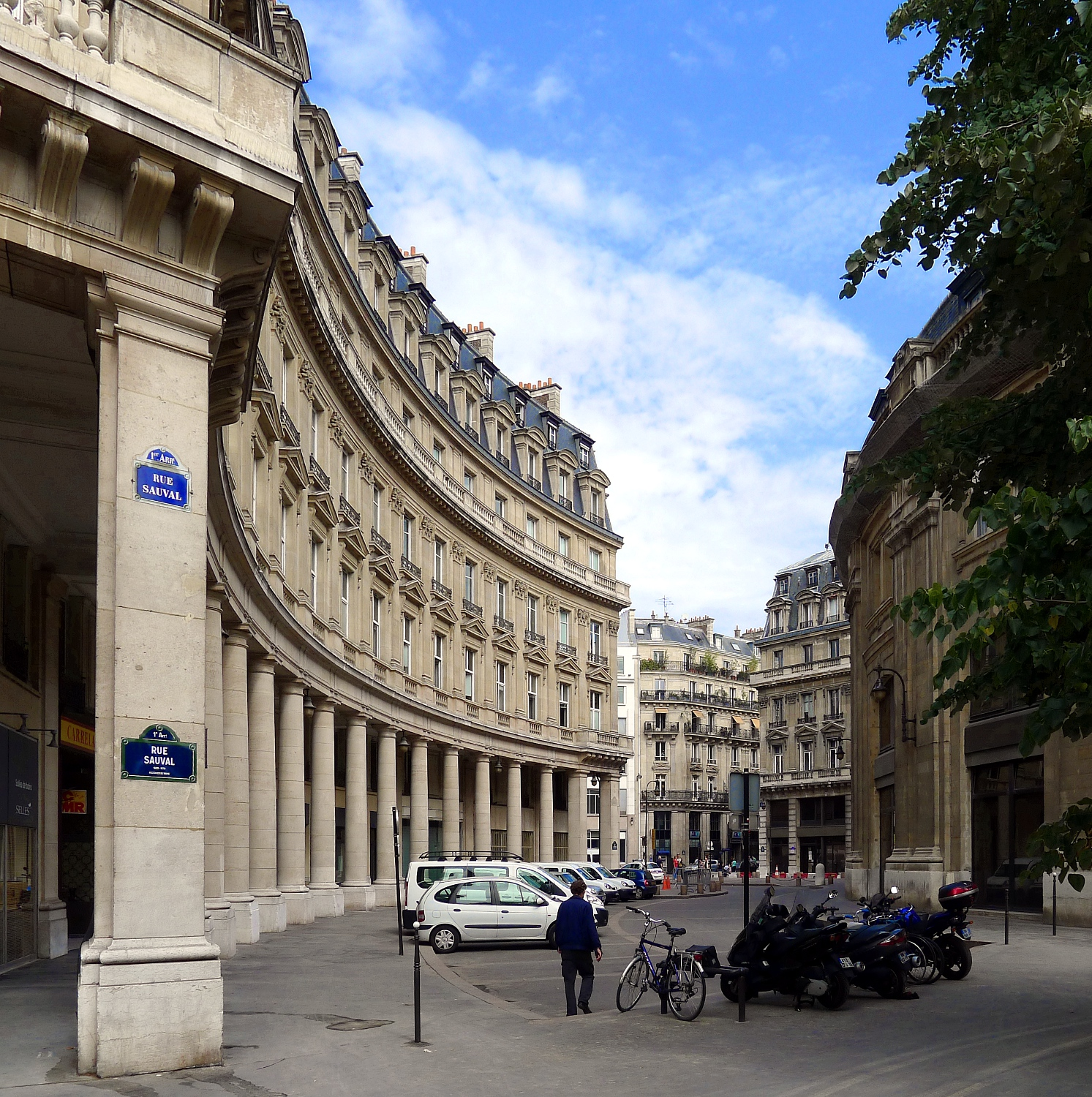
フォルム・デ・アル (Forum des Halles) 西側ヴィアルム通りの半円状建物 (Semi-circulaire, la rue de Viarmes)
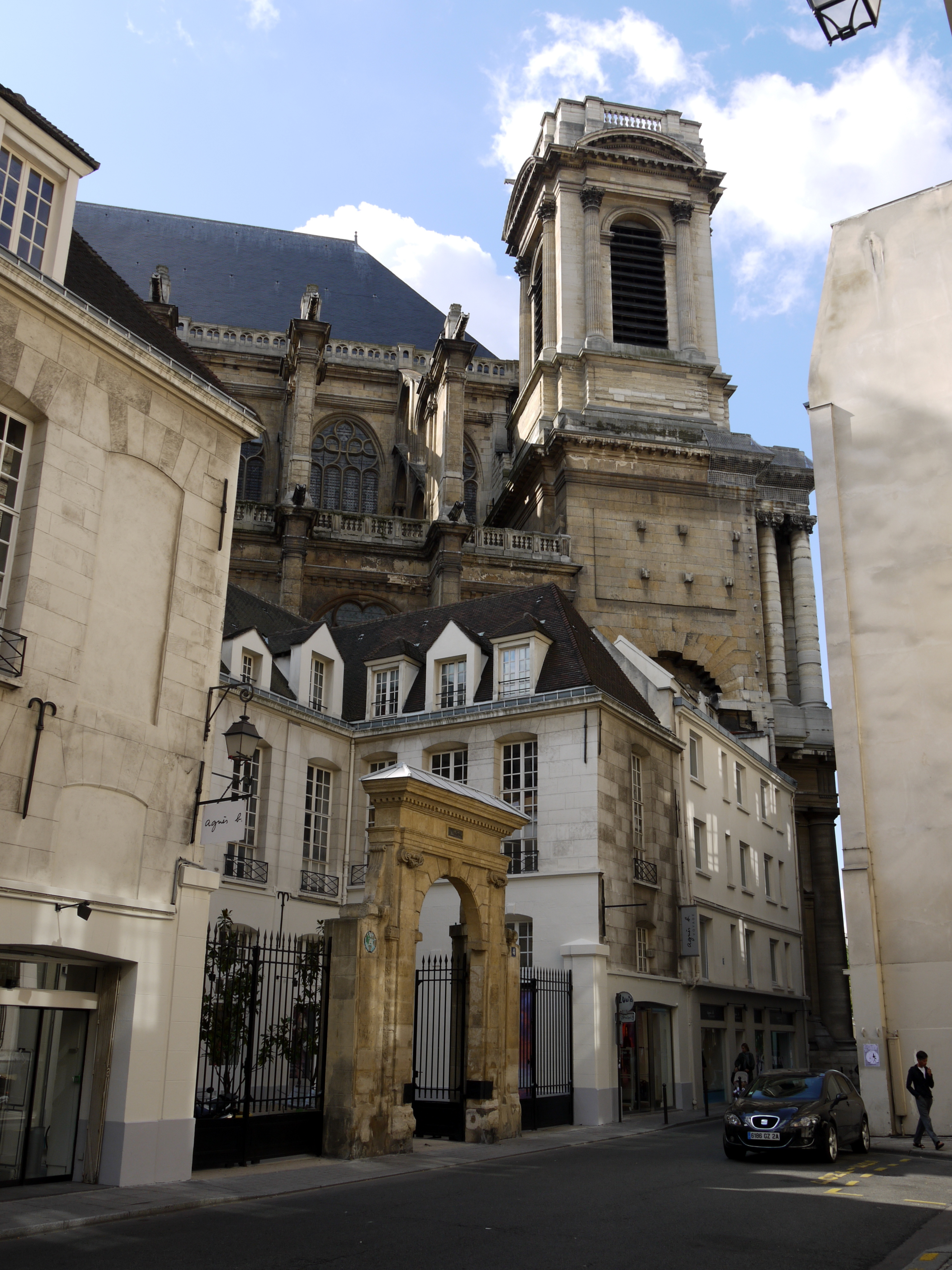
レアール地区ジュール通り4番地, ロワイヨモン館 ; 背景はサントゥスタッシュ教会北面 (L'hôtel de Royaumont, au no 4 de la rue du Jour ; en arrière-plan, la tour et la façade nord de l'église Saint-Eustache.)
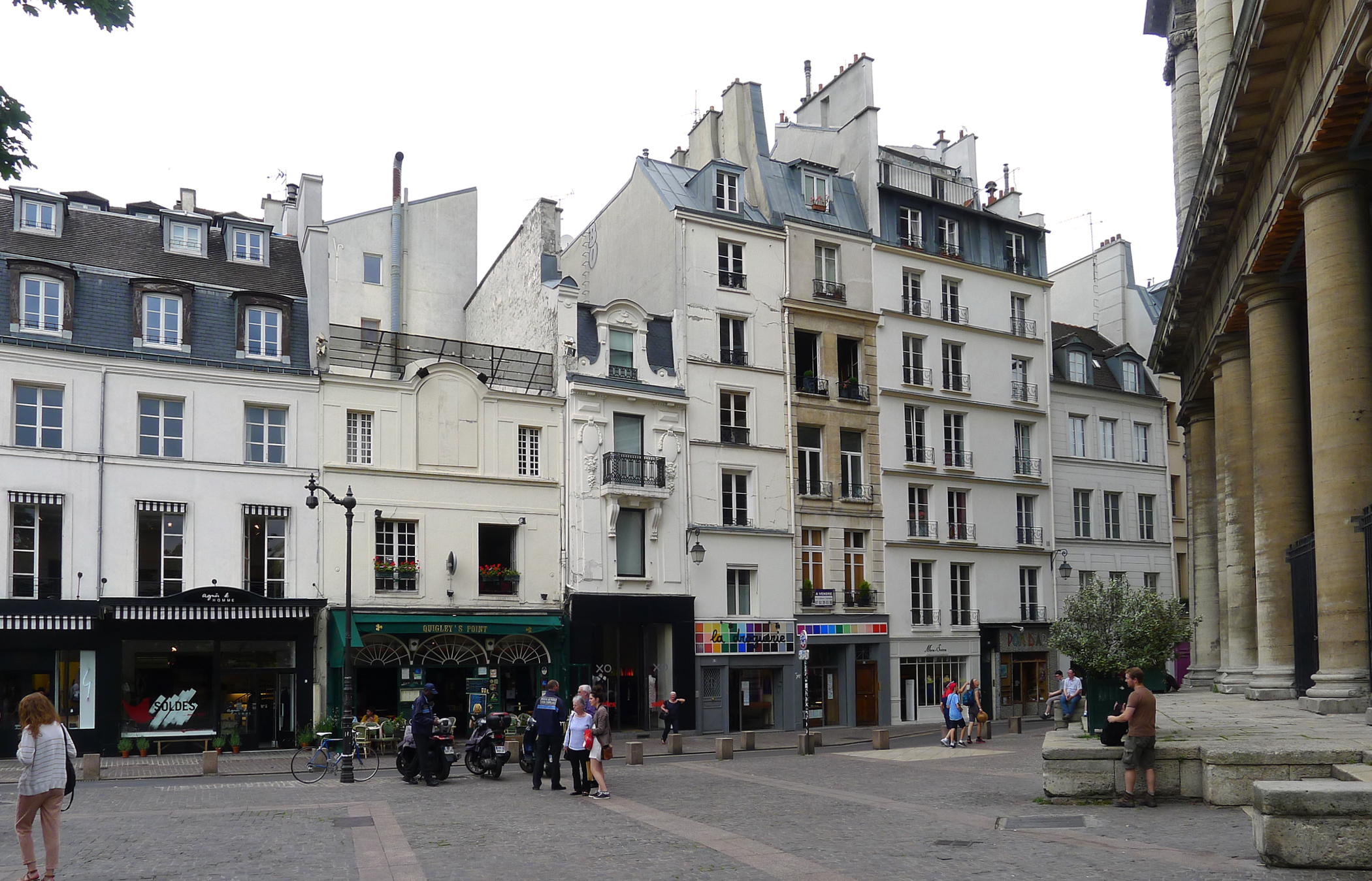
コキイエール通りから続くジュール通り沿い, 17世紀建物群 (Maisons du XVIIe siècle, côté rue Coquillière.)。画像建物左側にはアニエス・ベーが入る
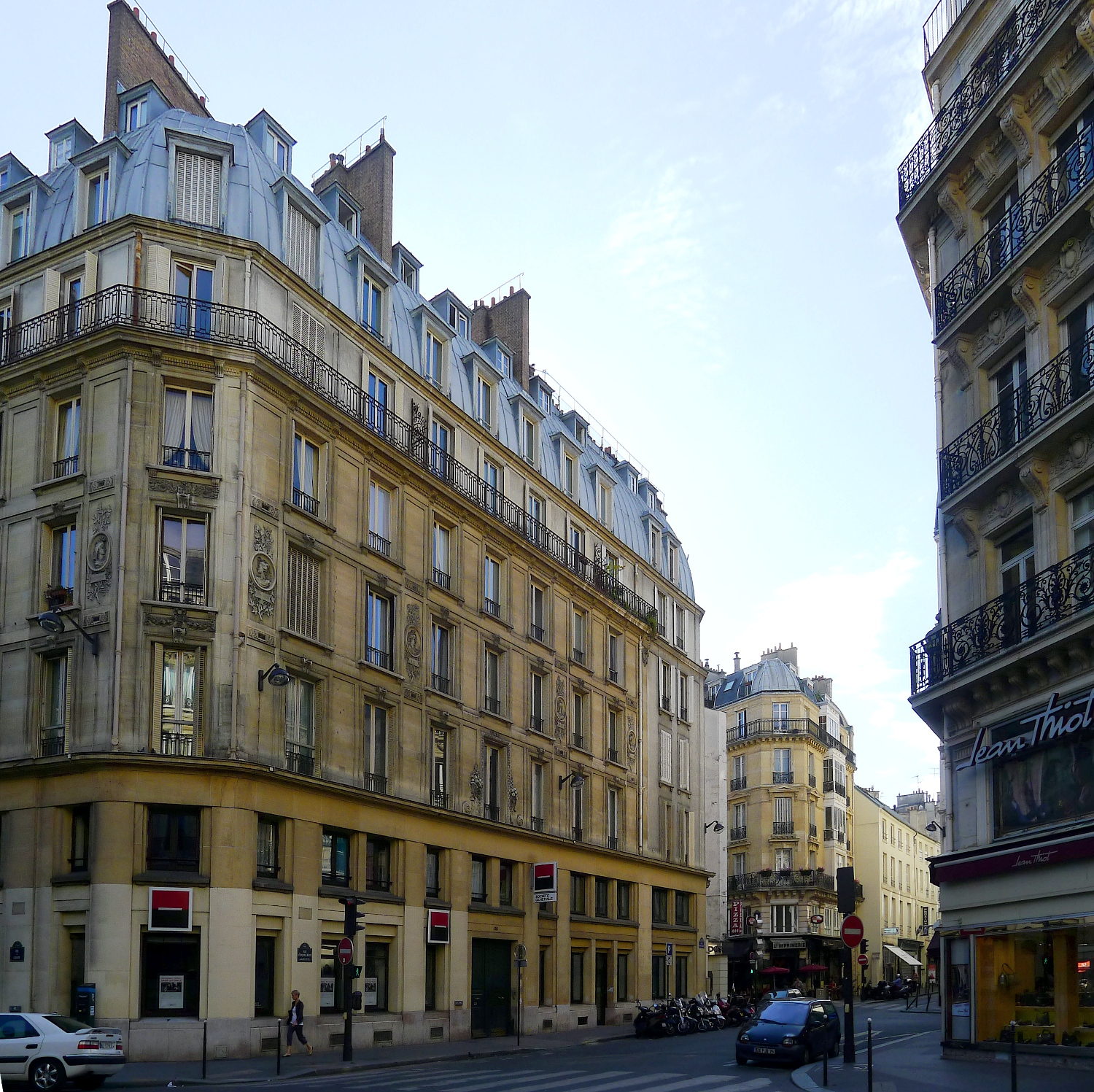
ルーヴル通りから見るコキイエール通り (Rue Coquillière vue de la rue du Louvre.)
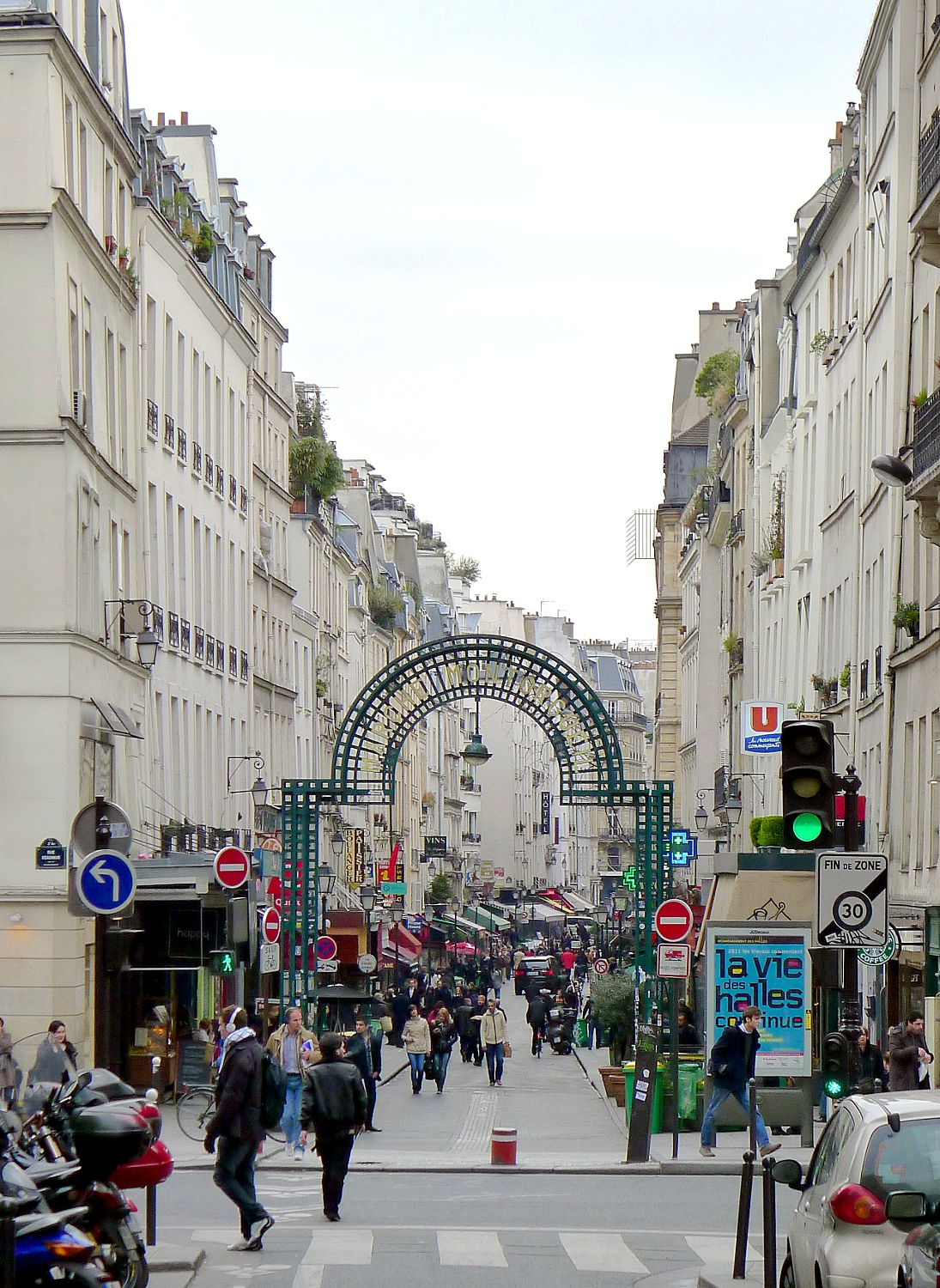
モントルグイユ通り (Rue Montorgueil)
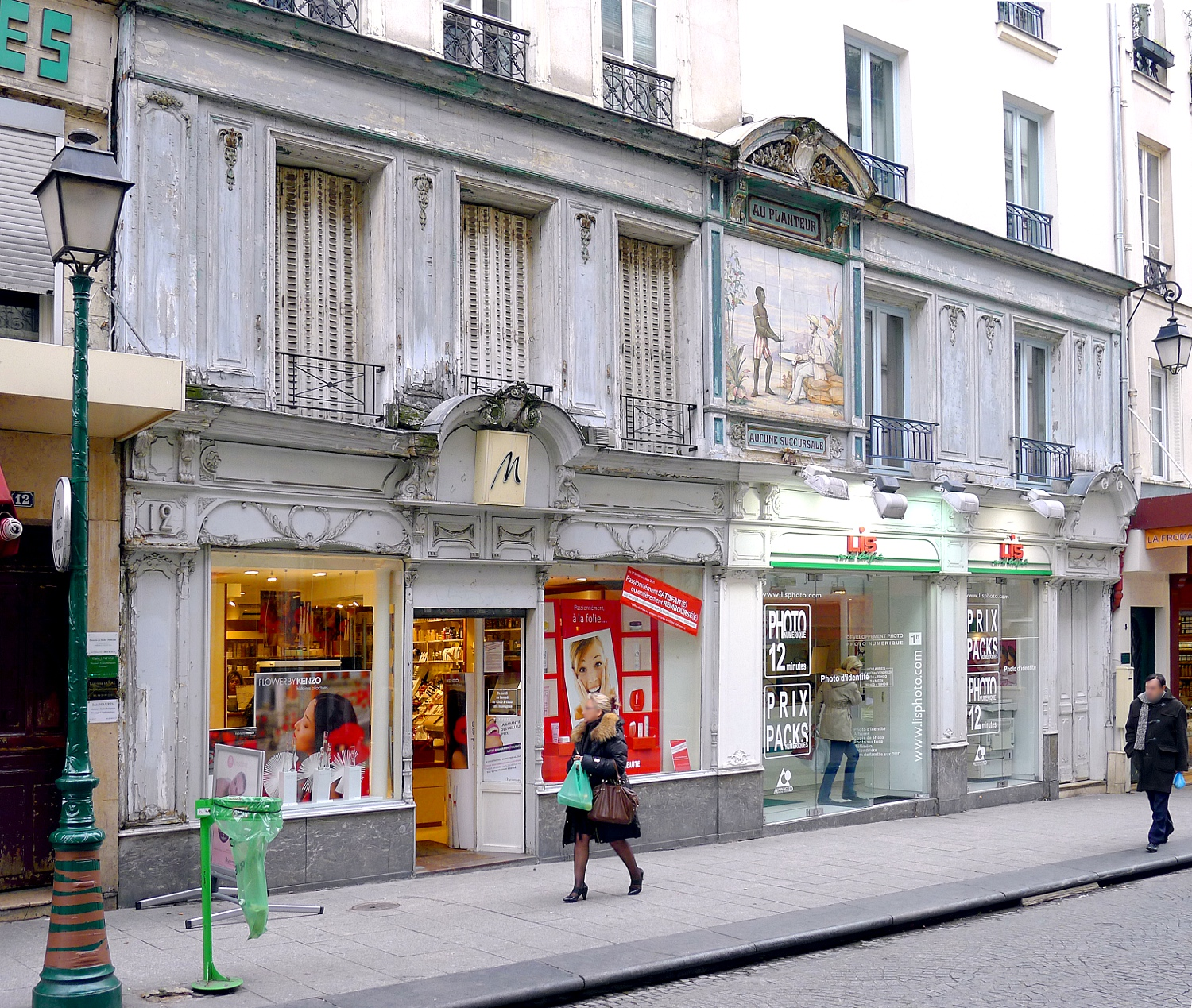
Rue Montorgueil, n°12 (façade ancienne) - Paris Ier 2011
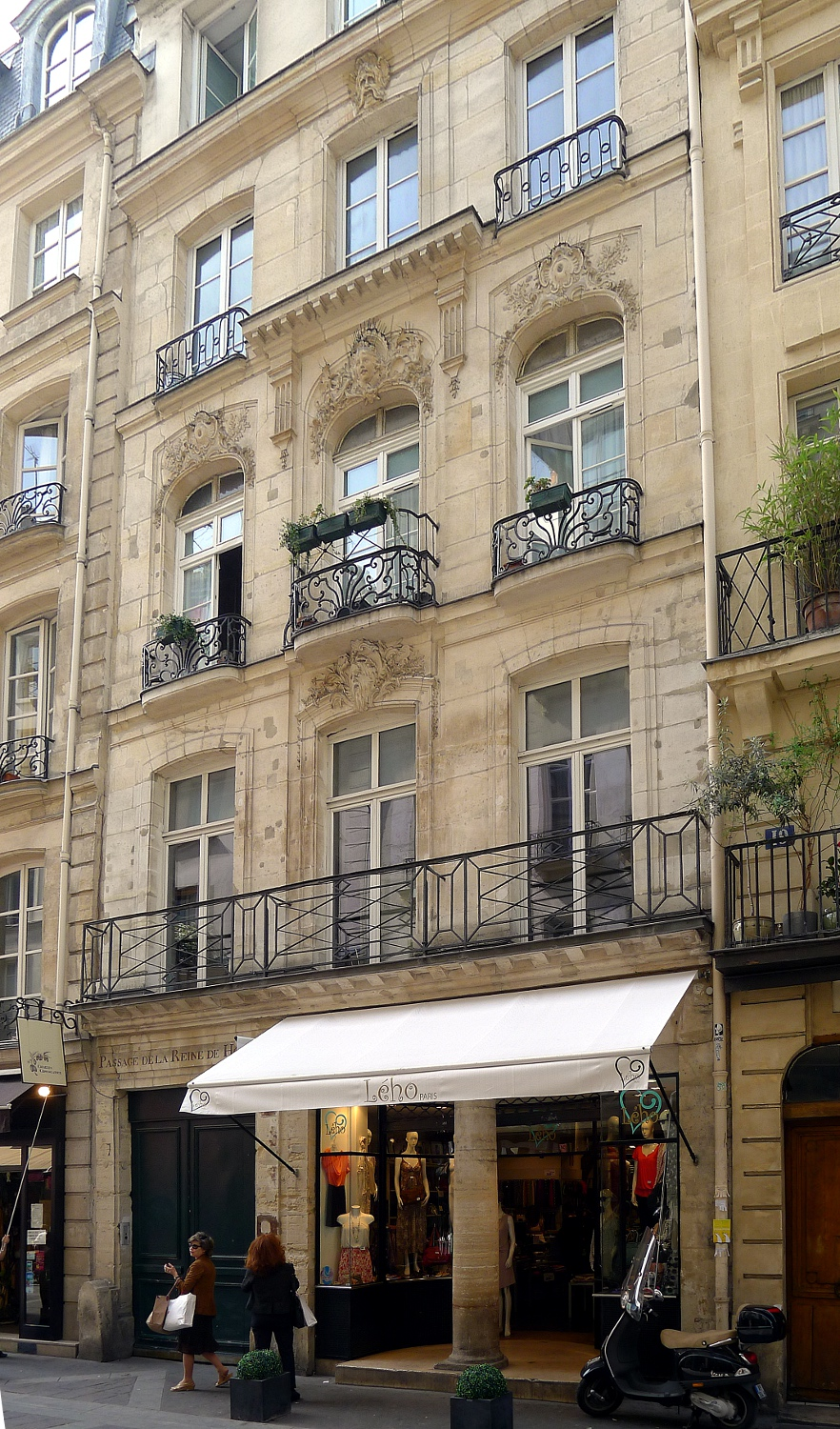
モントルグイユ通り15, 17, 19番地は18世紀建築のイムーブル(居住建物)が並ぶ。
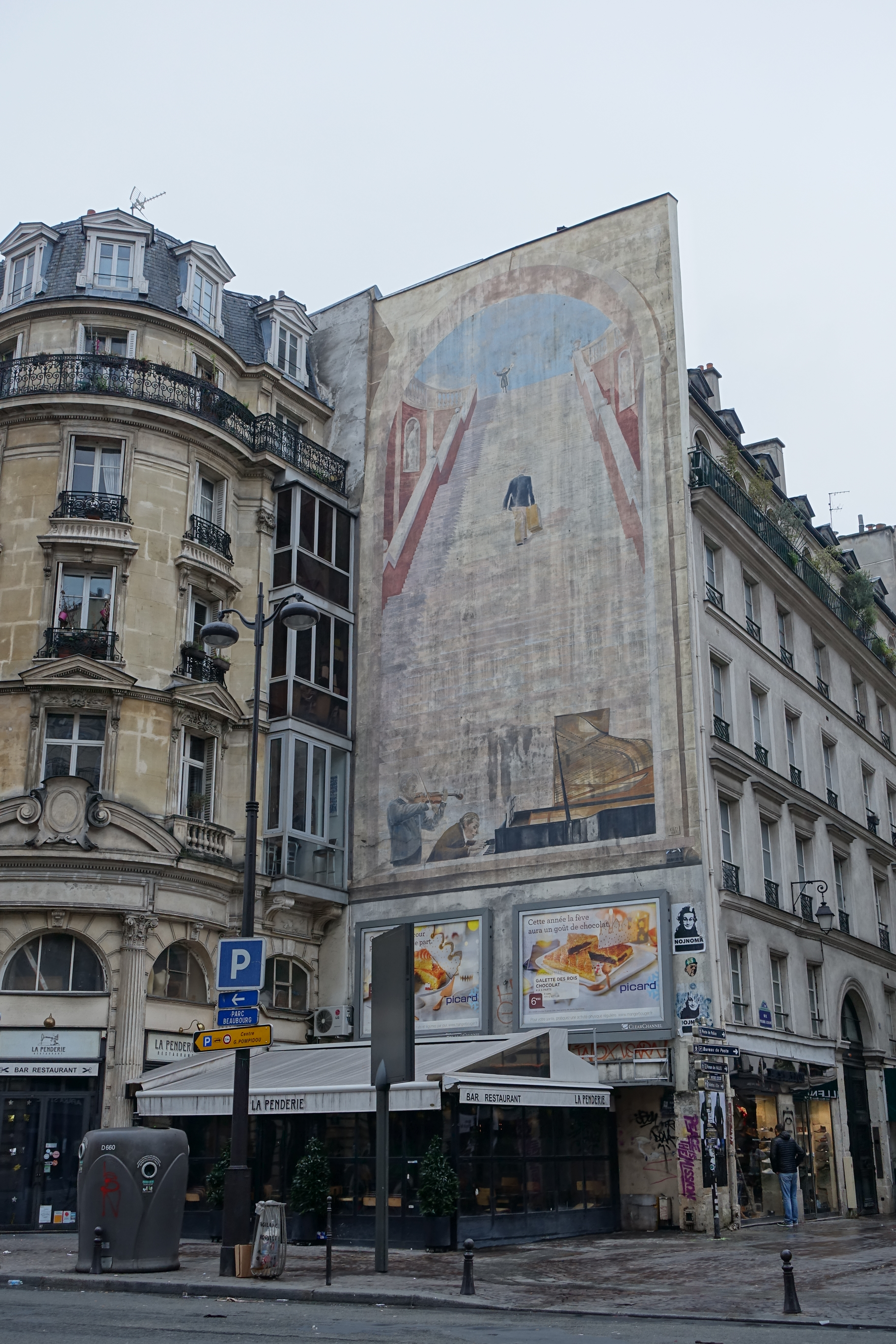
レストラン「ラ・パンドゥリー (La Penderie)」とトロンプ・ルイユ。エティエンヌ＝マルセル通り17番地 (17 rue Etienne Marcel, paris Ier) にある。
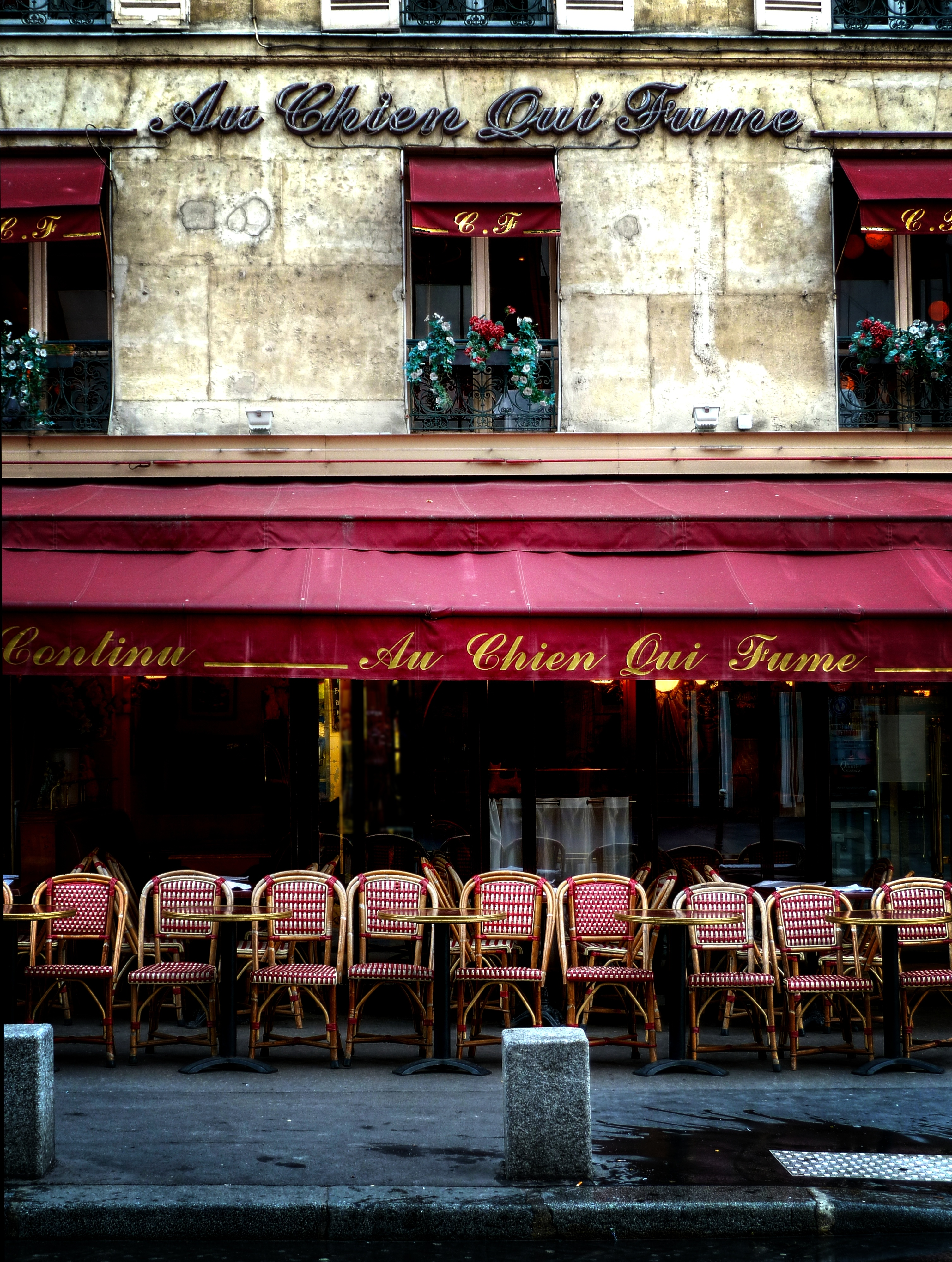
レ・アール西側, サントノレ通り至近、ポン＝ヌフ通り (fr) 33番地の角にあるブラッスリー「オ・シャン・キ・フュム (喫煙する犬, Au chien qui fume)」の建物は歴史的記念物指定。
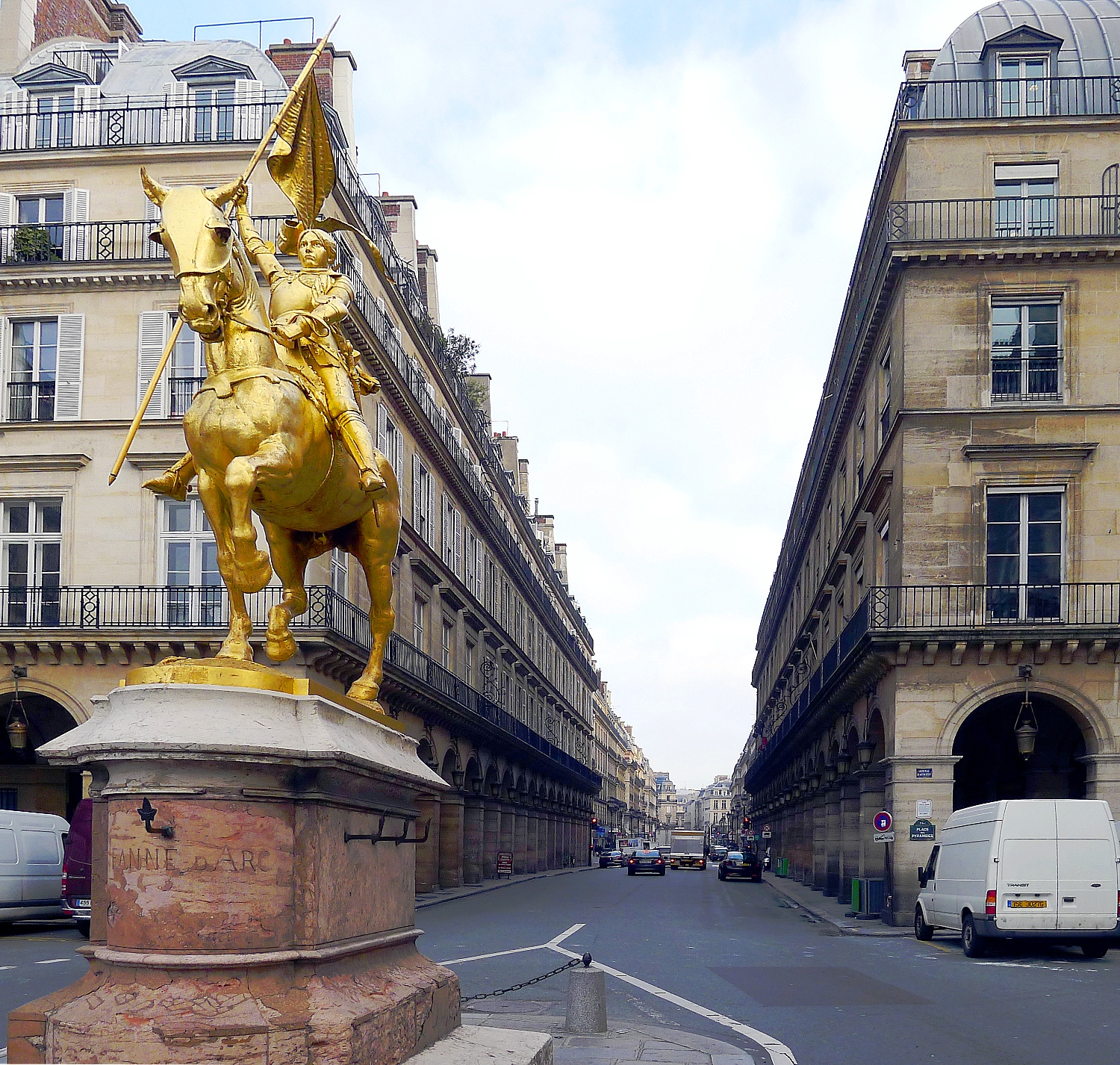
パレ・ロワイヤル側起点のピラミッド広場から見る(オペラ大通り方向の)ピラミッド通りとジャンヌ・ダルク像 (Rue des Pyramides vue de la place des Pyramides ; au premier plan, la statue de Jeanne d'Arc).
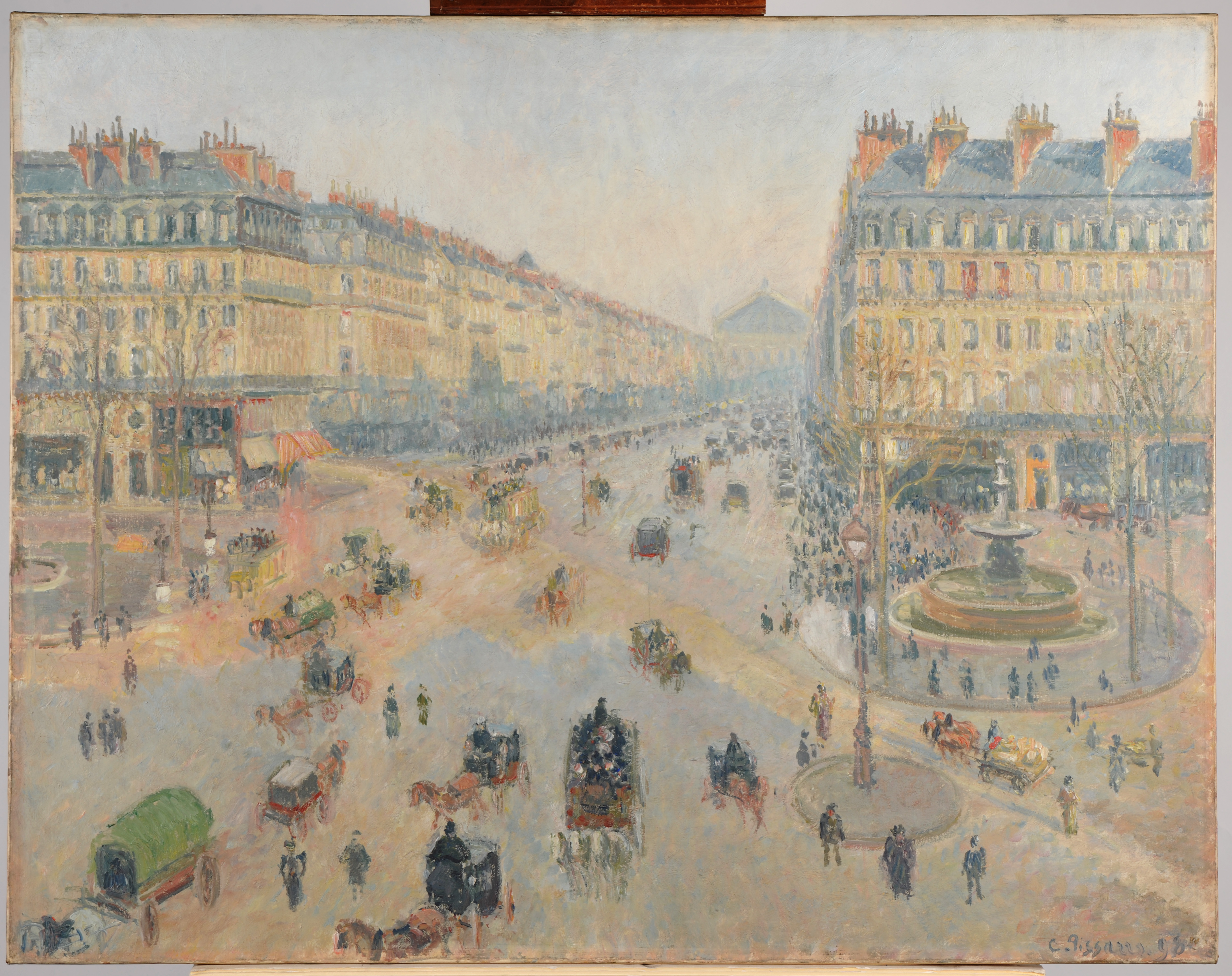
オテル・デュ・ルーヴル (Hôtel du Louvre) から見たオペラ大通り、手前を横切るサントノレ通り、及び右にコレット広場とコメディ・フランセーズ。『テアトル・フランセ広場とオペラ大通り、陽光、冬の朝』（カミーユ・ピサロ画、1898年）
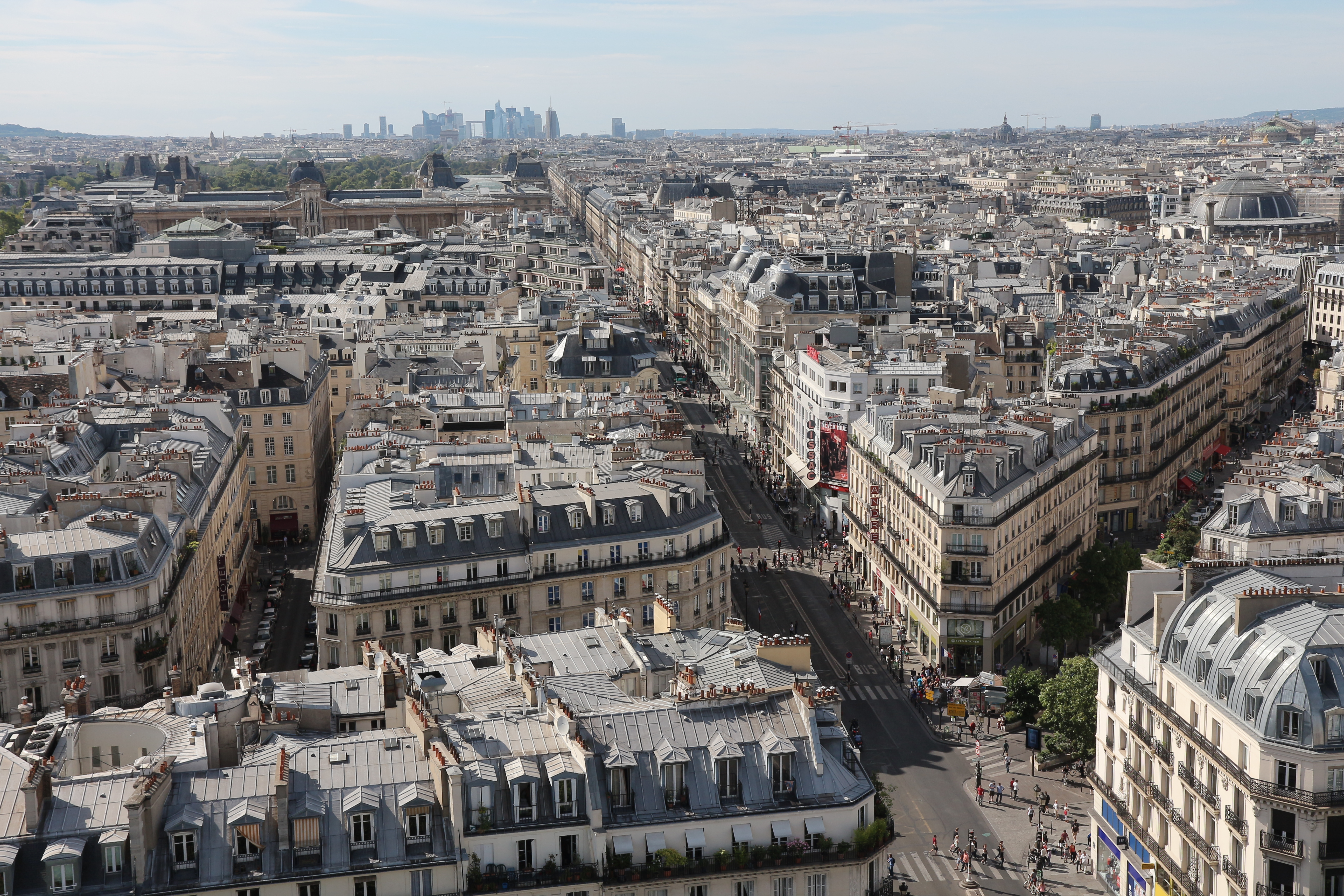
4区サン＝ジャック塔 (Tour Saint-Jacques) から見るリヴォリ通り1区方向
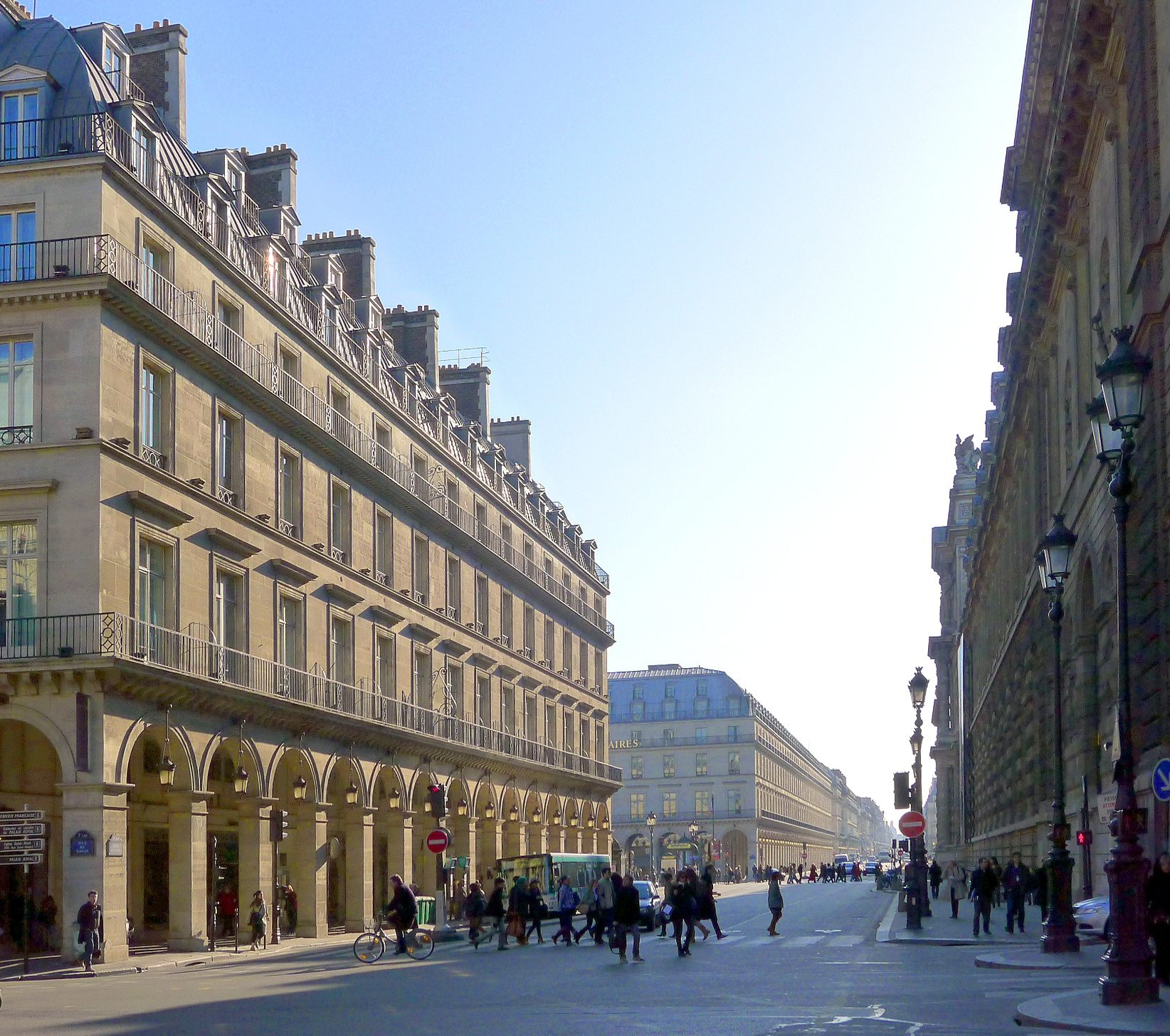
ルーヴル宮殿からパレ・ロワイヤル広場近くリヴォリ通りを見る (La rue de Rivoli au niveau de la place du Palais-Royal, devant le palais du Louvre.)。(パレ・ロワイヤル広場との角に建つ) 向かい建物は大型骨董店ルーヴル・デ・アンティケール (fr, 1978年9月開業)。
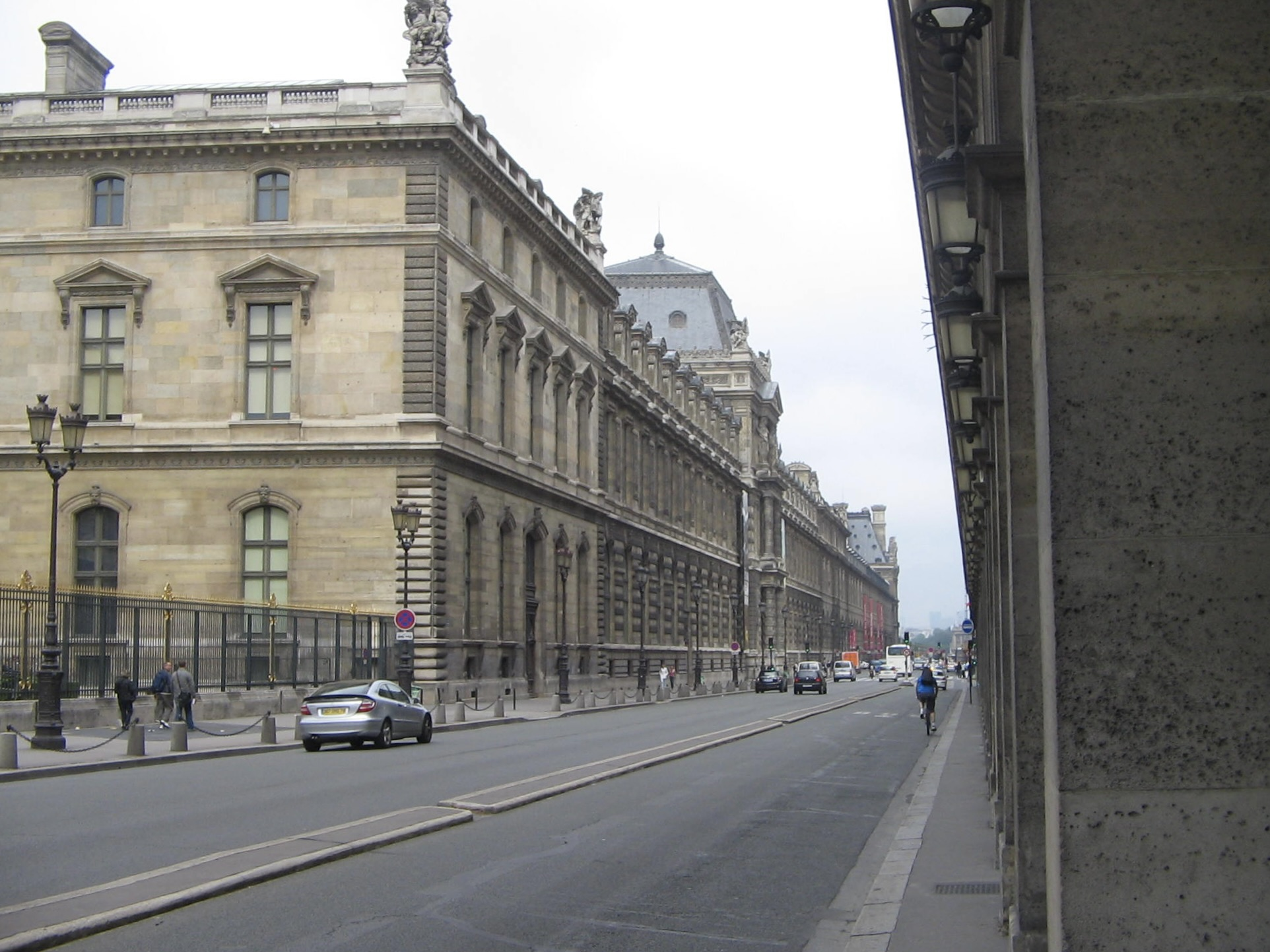
リヴォリ通りから見るルーヴル宮殿 (Le palais du Louvre, vu d’entre deux arcades de la rue de Rivoli.)。撮影地点の同アーケード建物は、大型骨董店ルーヴル・デ・アンティケールが入る、サントノレとリヴォリ通りとに挟まれた同大型区画上の建築物。元々は、旧ルーヴル百貨店 (fr) が1855-1974年にかけてあった地。ゾラ作『ボヌール・デ・ダム百貨店』(1883年) も参照。

- エティエンヌ＝マルセル通り（Rue Étienne-Marcel） 
  - 2区との境界線を東西に走る。ヴィクトワール広場を介して下記プティ＝シャン通りに接続する。同通りを南北に交差し、1区2区東側を走るモントルグイユ通り (Rue Montorgueil) 界隈は、ブティック、エスカルゴ料理店レスカルゴ・モントルグイユ (L'Escargot Montorgueil) からイタリア料理、レバノン料理までのブラッスリー、野菜果物から肉魚までの食材店･･などが集う"パリの胃袋"庶民的なレ・アール地区のマルシェ。同モントルグイユ沿いには、ルイ15世王妃マリー・レクザンスカのパティシエであったパティスリー ニコラ・ストレー (Nicolas Stohrer)、レストラン ル・ロシェ・ド・カンカール (Le Rocher de Cancale)、9区南東フォリー・ベルジェール周辺に本店がある1761年創業、老舗チョコ&菓子屋ア・ラ・メール・ド・ファミーユ (À la Mère de Famille)･･がある。両通り界隈モンマルトル通り沿いには、アール・デコ調店内1880年作フレスコ画装飾が歴史的記念物指定されている1826年創業ビストロル・コション・ア・ロレイユ (豚の耳, Le Cochon à l’Oreille)[9]がある。通り名称はエティエンヌ・マルセルから。
- ヴィクトリア大通り（Avenue Victoria）
  - 下記リヴォリ通りとセーヌ川とに挟まれた形で東西に並走し、4区のパリ市庁舎前広場まで続く通り。1区側シャトレ座などが建つシャトレ広場界隈から東に向かうと、途中下記サン＝ドニ通りが北側に伸びてゆき、サン＝ジャック塔公園、サン＝マルタン通りをすぎると、パリ市庁舎前広場まで至る。
- オペラ大通り（Avenue de l'Opéra）
  - 付近界隈が "日本人街"と形容されるように、同大通り界隈ピラミッド通り (Rue des Pyramides) のジュンク堂書店、"東京発"のピエール・エルメ等も含め日本関係の飲食店や企業が多い。パレ・ロワイヤルやコメディ・フランセーズ西側サントノレ通りと交差するアンドレ＝マルロー広場界隈から、2区・9区西側境界界隈にあるガルニエ宮(オペラ座)のあるオペラ広場までの数百メートル〜1キロも無い通りを続いていく。途中のアンタン通り(ダンタン通り)からマルシェ＝サントノレ広場経由の道や、ピラミッド通りから行く道･･等が、サントノレ通りの8区ロワイヤル通り方面側への近道となる。界隈の2区ガイヨン広場 (Place Gaillon) にはゴンクール賞、ルノードー賞選考会場であるレストラン ドゥルーアン (ドルーアン, Drouant) がある。
- サン＝タンヌ通り（Rue Sainte-Anne）
  - オペラ大通りに繋がり、同様に2区へ続く通り。日本関係の店舗、ラーメン屋などが多い。近年は韓国系によるお店等が増えている（コリア・タウン#フランスも参照）。34番地の「オテル・デュ・バリー」は、デュ・バリー夫人を囲っていたジャン＝バティスト・デュ・バリー子爵（fr）の館。通り名はルイ13世王妃アンヌ・ドートリッシュが1666年に亡くなった年に名付けられた。
- カピュシーヌ通り（Rue des Capucines）
  - 1区北西側と2区南西側との境界線を走り、カンボン通りも接続する通り。同接続する交差点辺りで、マドレーヌ寺院とオペラ広場との200〜300mほどを結ぶ下記マドレーヌ大通りないしカピュシーヌ"大通り"と交差する。1854年ルイ・ヴィトンが4番地に、1932年ニナ・リッチが20番地にそれぞれ最初のブティックを構えた。
- カンボン通り（Rue Cambon）
  - シャネル本店がある通りで、北から順にカピュシーヌ通り(及び下記マドレーヌ大通りないしカピュシーヌ"大通り"との交差点)、サントノレ通り、リヴォリ通りに繋がる南北に走る通り。名称はフランス革命期の政治家ピエール・ジョゼフ・カンボンから。
- クロワ・デ・プティ＝シャン通り（Rue Croix des Petits-Champs）
- ケ・デゾルフェーヴル通り（Quai des Orfèvres）
- ケ・デ・テュイルリー通り（Quai des Tuileries）
- ケ・デュ・ルーヴル通り（Quai du Louvre）
- ケ・ド・ラ・メジスリー通り（Quai de la Mégisserie）
- ケ・ド・ロルロージュ通り（Quai de l'Horloge）
- ケ・フランソワ・ミッテラン通り（Quai François Mitterrand）
- サントノレ通り（Rue Saint-Honoré）
  - 8区内のロワイヤル通りを挟みフォーブール＝サントノレ通りに続く通り界隈は、世界屈指の高級ブランド街となっている。中世後期以来、セーヌ川右岸(北岸)のパリ中心部を東西に走る通り。
- サン＝ドニ通り（Rue Saint-Denis）
  - 1区、2区各東側を南北に走り、サン＝ドニ凱旋門を介して10区を走るフォーブール＝サン＝ドニ通りに接続。10区内で左斜め上を走るマジャンタ大通りと交差し、パリ北駅東側を抜け、さらにモンマルトルの丘東側で諸通りを介して北部郊外のサン＝ドニ大聖堂まで続く。1区内の同通り88番地にあったアダルトショップが、東京（日本）のそれをモデルに、パリでは初のラブホテルとして改装開業している[10]。
- セバストポル大通り（Boulevard de Sébastopol）
  - 4区との境界線上を南北に伸びる。下記シテ島のパレ大通りから続き、1区・4区南側セーヌ川河岸周辺シャトレ広場やサン＝ジャック塔界隈でリヴォリ通りと交差し、西に上記サン＝ドニ通り、東にサン＝マルタン通りとに挟まれた形でそれぞれ南北に並走する。ルーヴル美術館の東側、マレ地区の西側、南側はサマリテーヌ百貨店からパリ市庁舎前広場、北側はレ・アールからポンピドゥー・センターに挟まれたメトロ シャトレ駅を中心とする、リヴォリ通りとこれら3通りが交差する一帯には、カフェや、いくつかの和食レストラン、オペラ広場やモンパルナス駅前や同駅界隈メーヌ大通り、シャンゼリゼ通り沿いフランクラン＝ローズヴェルト大通り、レピュブリック広場前等パリ各所にあるステーキレストランないしブラッスリーのイポポタミュ (Hippopotamus) サン＝ドニ通り店などの他、オーガニックコスメのイヴ・ロシェ (イヴ・ロシェール, Yves Rocher)、GAP、ZARA、H&M等のファストファッション、マクドナルド、スタバ、コンビニのカルフール・シティ (Carrefour City)、モノップ (monop')･･までが軒を連ねている。10区内からストラスブール大通りと名を変え、西にフォーブール＝サン＝ドニ通り、東にフォーブール＝サン＝マルタン通りと共に同区内を南北に並走し、パリ東駅南側正面界隈まで伸びてゆく。
- パレ大通り（Boulevard du Palais）
  - 上記セバストポル大通りから続き、シテ島で4区との境をなし、ラ・コンシェルジュリー、パレ・ド・ジュスティス、サント＝シャペルの前を走る。セーヌ川左岸(南岸)でサン＝ミッシェル大通りに接続する。
- プティ・シャン通り（Rue des Petits Champs）
  - 上記エティエンヌ＝マルセル通りからヴィクトワール広場を介して西側へ、パレ・ロワイヤルとフランス国立図書館との間を走りオペラ大通りに差し掛かるまで続く、主に2区と1区との境界線上を東西に走る通り。プティ＝シャン沿いの国立図書館向かい、パレ・ロワイヤル北側の道 ボジョレー通り (Rue de Beaujolais) には1784年創業のレストラン・ガストロノミーク ル・グラン・ヴェフール (Le Grand Véfour) がある。
- ラ・ペ通り（平和通り, Rue de la Paix）
  - ヴァンドーム広場から2区・9区オペラ広場までの200〜300mも無い距離を南北に続く、高級ブランド店等が連なる通り。
- マドレーヌ大通り（Boulevard de la Madeleine） 
  - 8区マドレーヌ寺院東側から、1区北西側と9区南西側との右斜め上に伸びる境界線上を走り、カピュシーヌ大通りと名を変えガルニエ宮(オペラ座)前オペラ広場までの200〜300mほどを結ぶ"グラン・ブールヴァール (Les Grands Boulevards)" の一つ。途中、上記カンボン通りやカピュシーヌ"通り"との交差点辺りでカピュシーヌ大通りと名を変えオペラ方向へ伸びてゆく。カピュシーヌ大通りからオペラ広場、イタリアン大通りにかけて、ゴーモン・オペラ映画やエドゥアールⅦ劇場、オランピア劇場、モンパルナス駅前やサン＝ドニ通り等パリ各所にある上述のイポポタミュ (Hippopotamus)、コンビニ モノップ (monop')、カルティエ、ラコステ、マージュ (Maje)、子供服のオカイディ (Okaïdi)･･のフランスブランドからトミーヒルフィガーやZARAまである。
- リヴォリ通り（Rue de Rivoli） 
  - コンコルド広場から東側へ、テュイルリー庭園やルーヴル美術館北側傍らを過ぎて、ユダヤ人街たる4区内のサン＝ポール＝サン＝ルイ教会広場まで東西に走る通り。上記セバストポル大通りとの交差点を中心とするシャトレ駅周辺一帯が繁華街になる。4区内東側のサン＝ポール＝サン＝ルイ教会界隈からサンタントワーヌ通りと名を変え続く。通り北側ではコンコルド広場から区内東側レ・アールまでをサントノレ通りが並走する。1区にモンブラン発祥店で有名なカフェないしパティスリーの「アンジェリーナ (ル・カフェ・アンジュリーナ)」がある。通り名はナポレオンの「リヴォリの戦い」から名付けられた。
- ルーヴル通り（Rue du Louvre）
  - ルーヴル東側、レ・アール西側を南北に伸びる。2区中央を東西に走るレオミュール通り辺りでモンマルトル通りと名を変える･･さらに2区9区境界を東西に走る"グラン・ブールヴァール"のモンマルトル大通り乃至ポワソニエール大通りを越えるとフォーブール＝モンマルトル通りと名を変え、9区中心部ノートルダム＝ド＝ロレット教会広場(北側広場)に至り、マルティル(殉教者)通り･･等と接続する。

### 広場・交差点
パリの「広場 （プラス、Place）」は、しばしば2以上の道路が交差する場所に位置し、中心の「島」を道路が周回するロータリー状の交差点となっている場合が多い。中心の「島」部分は、オベリスクや緑地等に利用されている場合もあり、エトワール凱旋門があるシャルル・ド・ゴール広場は世界的に有名である。1区の広場や交差点には、次のようなものがある。
- シャトレ広場（Place du Châtelet）
  - 1区と4区の境界に位置している。シャトレ (Châtelet) とは、シャトーと同じ語源の小さな城、砦、要塞の意。かつては、4世紀リュテス時代を起源とし、9世紀後半877年にノルマン人（ヴァイキング）襲来に備えてパリのシテ島を挟みセーヌ川域に構築され、19世紀初頭1802-1810年にかけ皇帝ナポレオン・ボナパルトにより撤去された要塞を指す。シャンジュ橋北端セーヌ右岸側にあったル・グラン・シャトレ (Le Grand Châtelet) がそれで、同シャトレ広場の名の由来となった。もう一つは、1782年に撤去されたル・プティ・シャトレ (Le Petit Châtelet) 。
- ヴィクトワール広場（Place des Victoires）
  - 1区と2区の境界に位置している。2区中央部のブルス広場から、2区内を南北に走るノートルダム＝デ＝ヴィクトワール通り (fr)を、1区2区境界にあるヴィクトワール広場に至り、さらに同広場から1区内を南北に走るクロワ＝デ＝プティ＝シャン通り (fr) を、東西に走るサントノレ通りまで至る･･これら2区から1区内の1キロ程度の範囲にかけて、ブルス広場のエクレア等のパティスリー レクレール・ド・ジェニ (L’Eclair de Génie la Fabrique)、パリ・クチュール組合学校、4区バスティーユ通り (fr) にあるボファンジェ[11]に次ぎ1876年創業パリで2番目に古いブラッスリー・ギャロパン (Brasserie Gallopin)、日本茶葉も扱うダマン・フレール (Dammann Frères)、ヴィクトワール広場のインテリア メゾン・サラ・ラヴォワンヌ (Maison Sarah Lavoine)、壁紙やファブリックなどインテリアの老舗ピエール・フレイ (Pierre Frey)、ディーゼル、カルバン・クラインジーンズ、ケンゾー、日本人シェフ小林圭のミシュラン仏料理店ケイ (Restaurant Kei)、フランス銀行本店･･などが所在している。
- ヴァンドーム広場（Place Vendôme） - 1区と2区と8区の境界に位置している。

### 橋梁

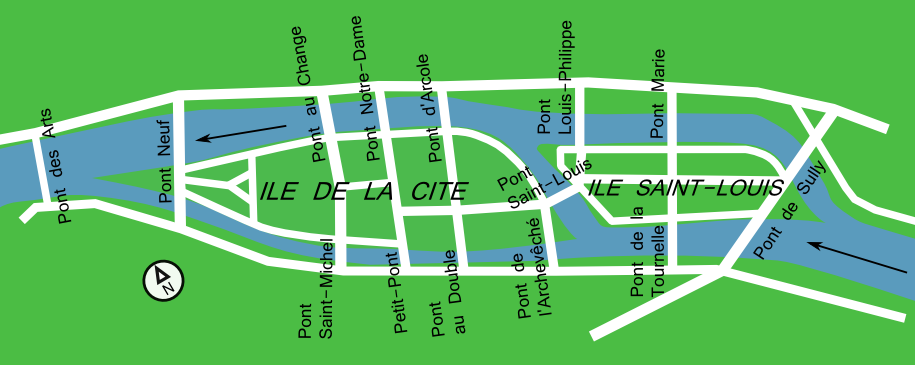
シテ島、サン＝ルイ島付近の橋

セーヌ川に架かる区内の橋は、次のとおりである（上流から順に列挙）。
- シャンジュ橋 （両替橋、Pont au Change） - シテ島とセーヌ川右岸(北岸)を結ぶ。
- サン＝ミシェル橋 （Pont Saint-Michel） - シテ島とセーヌ川左岸(南岸)を結ぶ。
- ポンヌフ （新橋、Pont Neuf） - 現存するパリ最古の橋。シテ島を挟んでセーヌ川両岸を結ぶ。
- ポン・デザール （芸術橋、Pont des Arts）
- カルーゼル橋 （Pont du Carrousel）
- ロワイヤル橋 （Pont Royal）
- レオポール＝セダール＝サンゴール橋（Passerelle Léopold-Sédar-Senghor[12]
  - セーヌ川右岸のテュイルリー庭園と左岸のオルセー美術館付近とを結ぶ歩道橋。

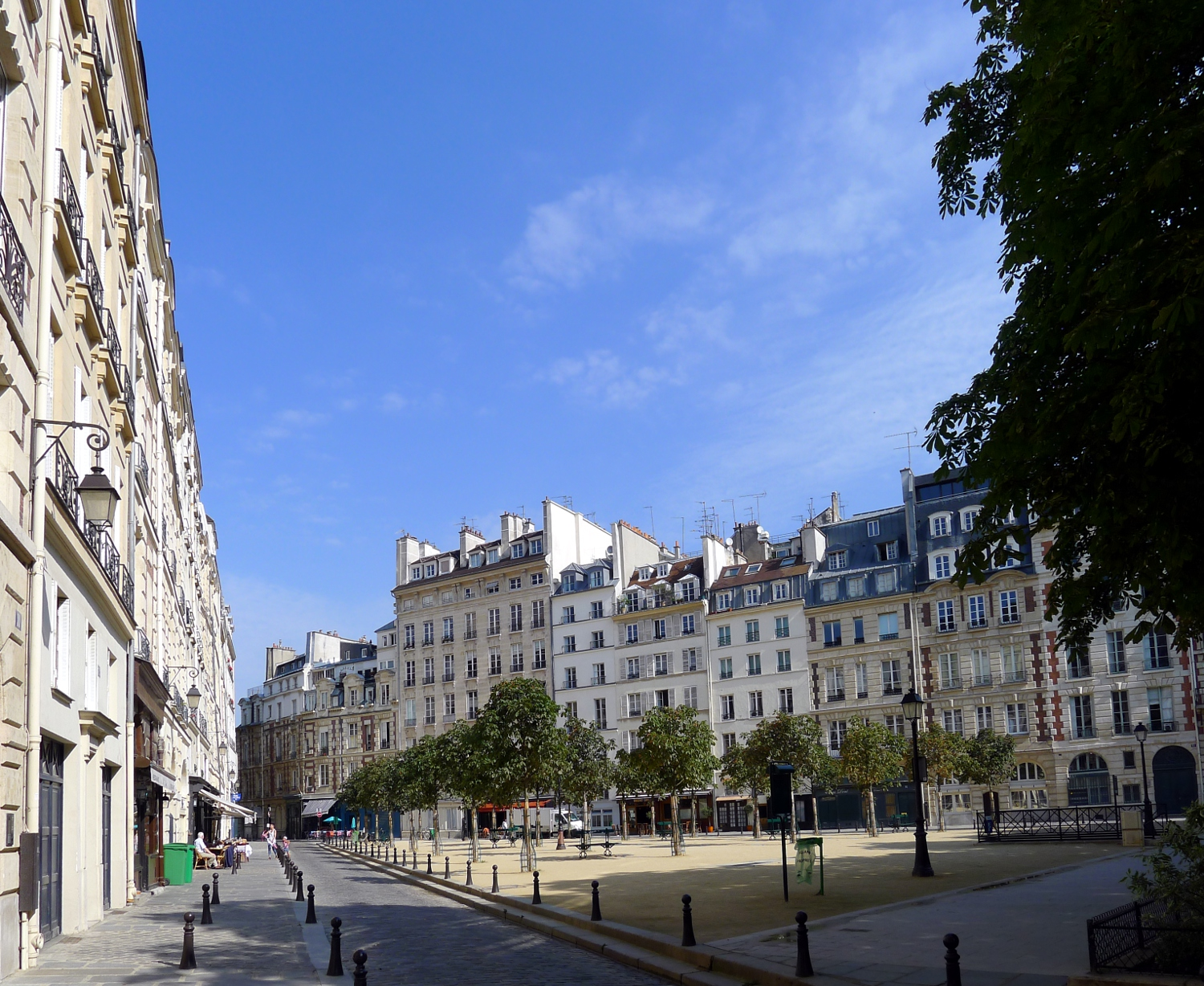
ドーフィーヌ広場
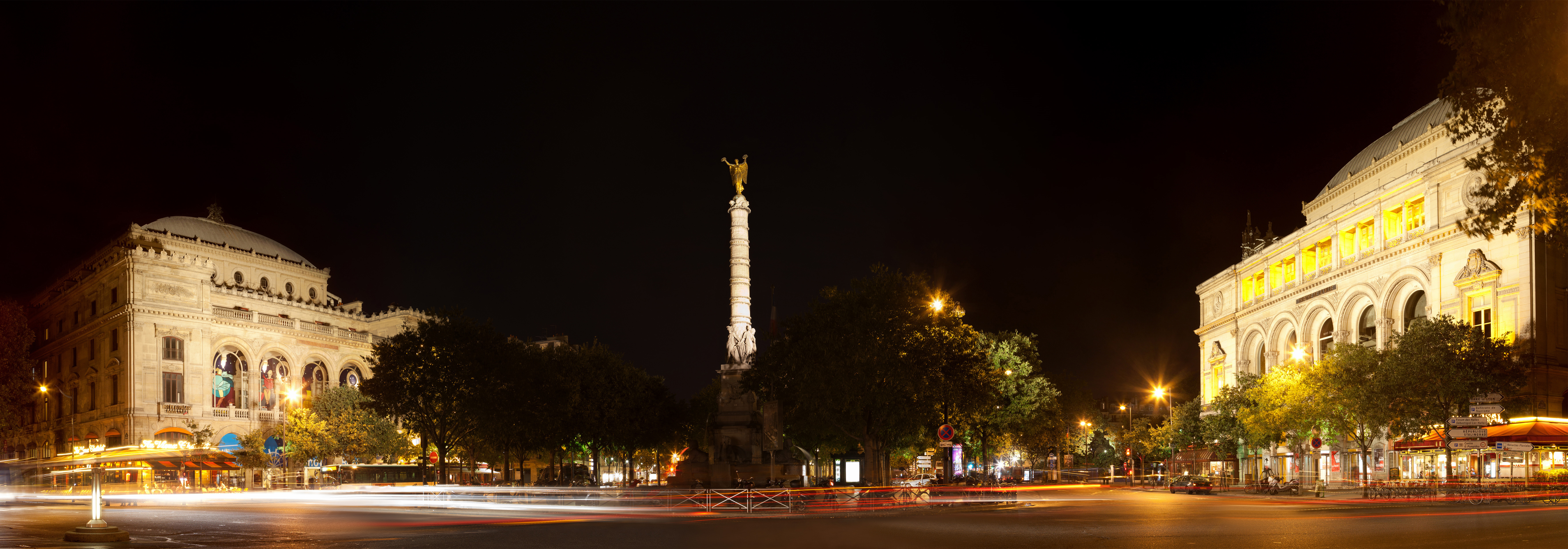
シャトレ広場
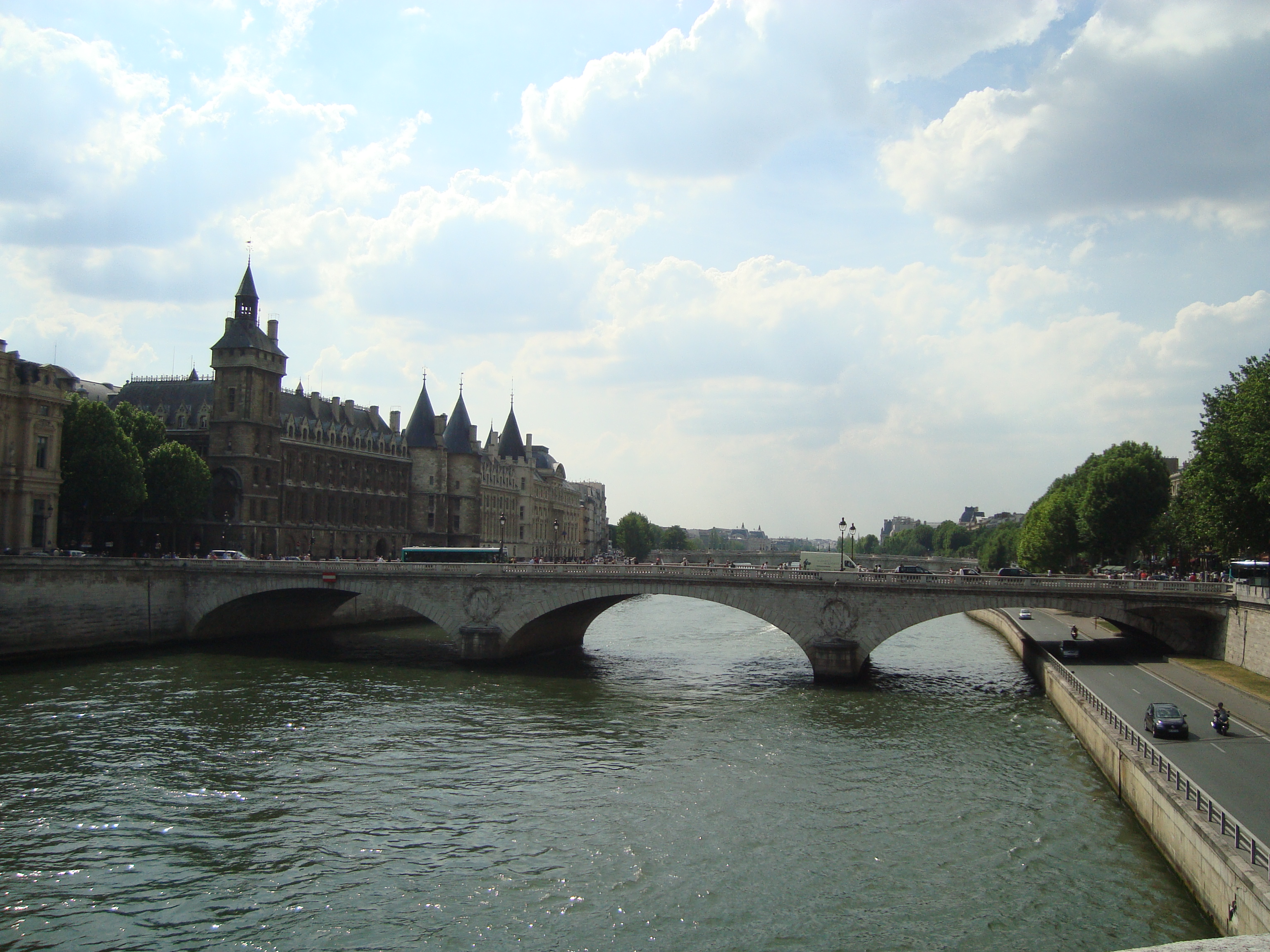
シャンジュ橋。左奥に見えるのはコンシェルジュリー。右側がシャトレ広場
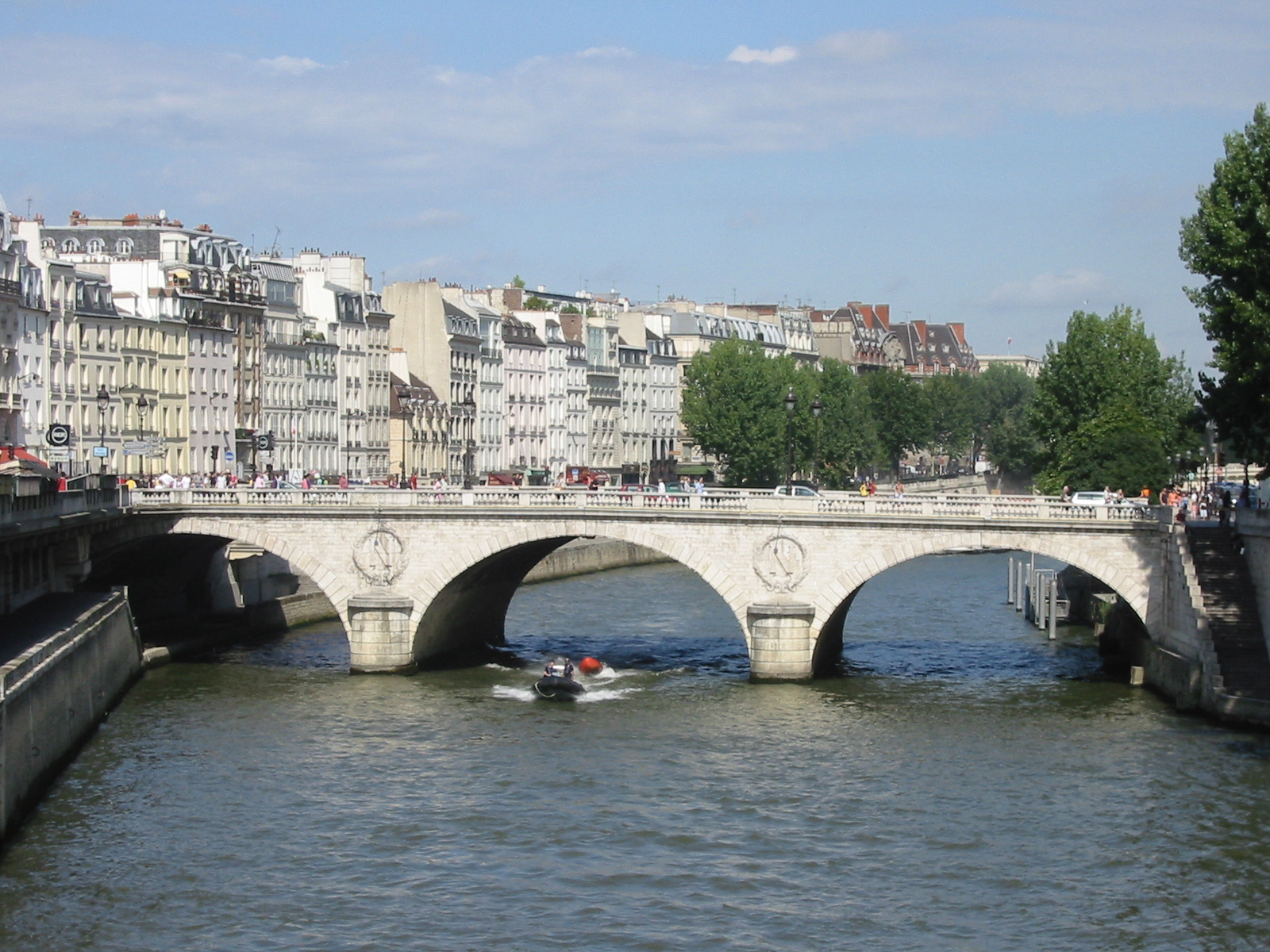
サン＝ミシェル橋
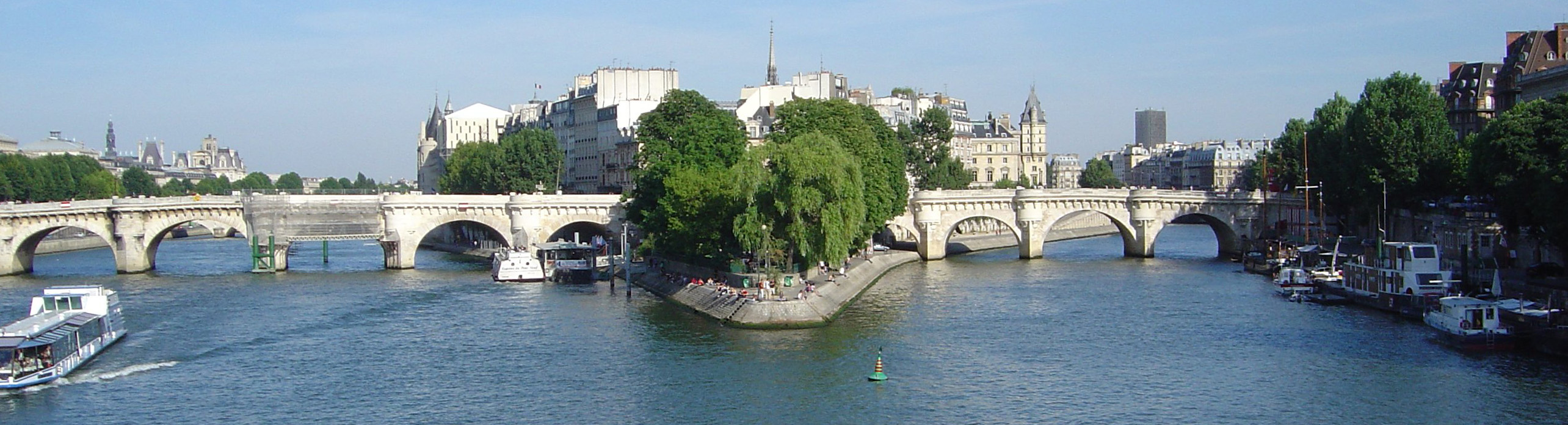
ポンヌフ
ルノワール「ポンヌフ 」
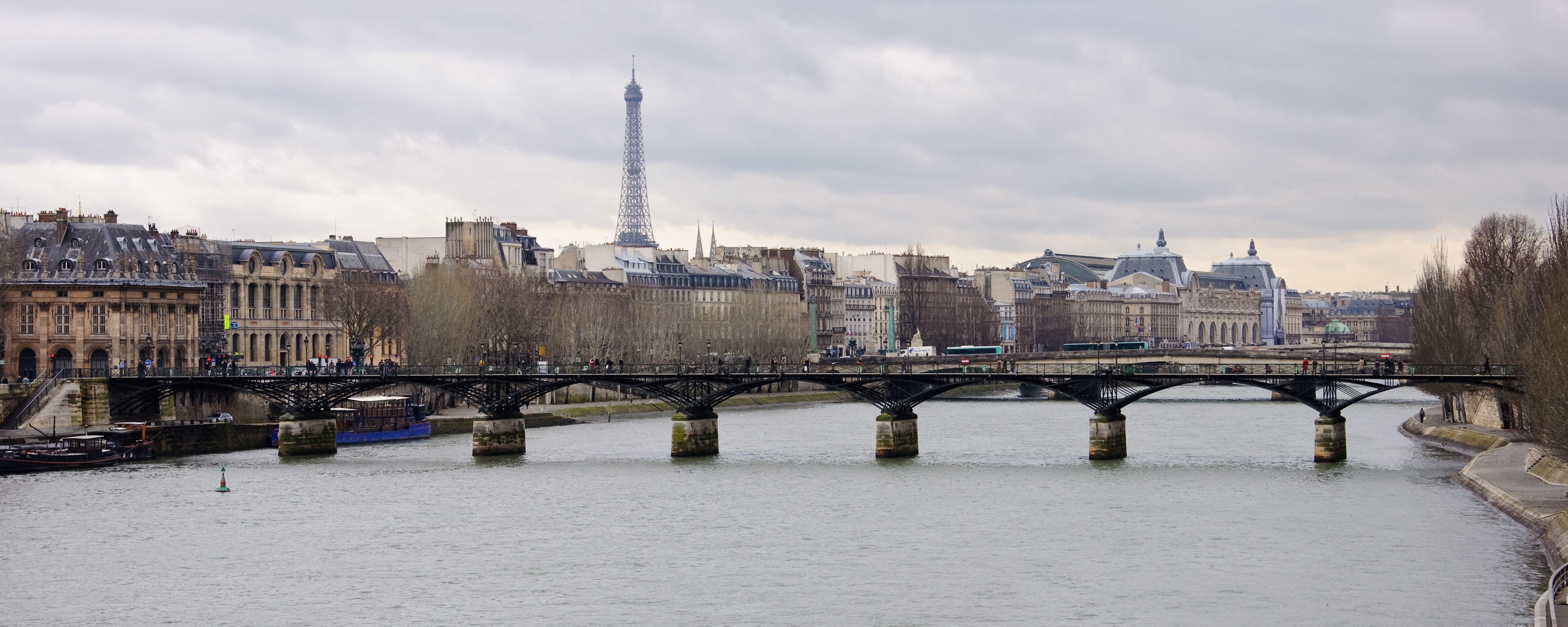
ポン・デザール
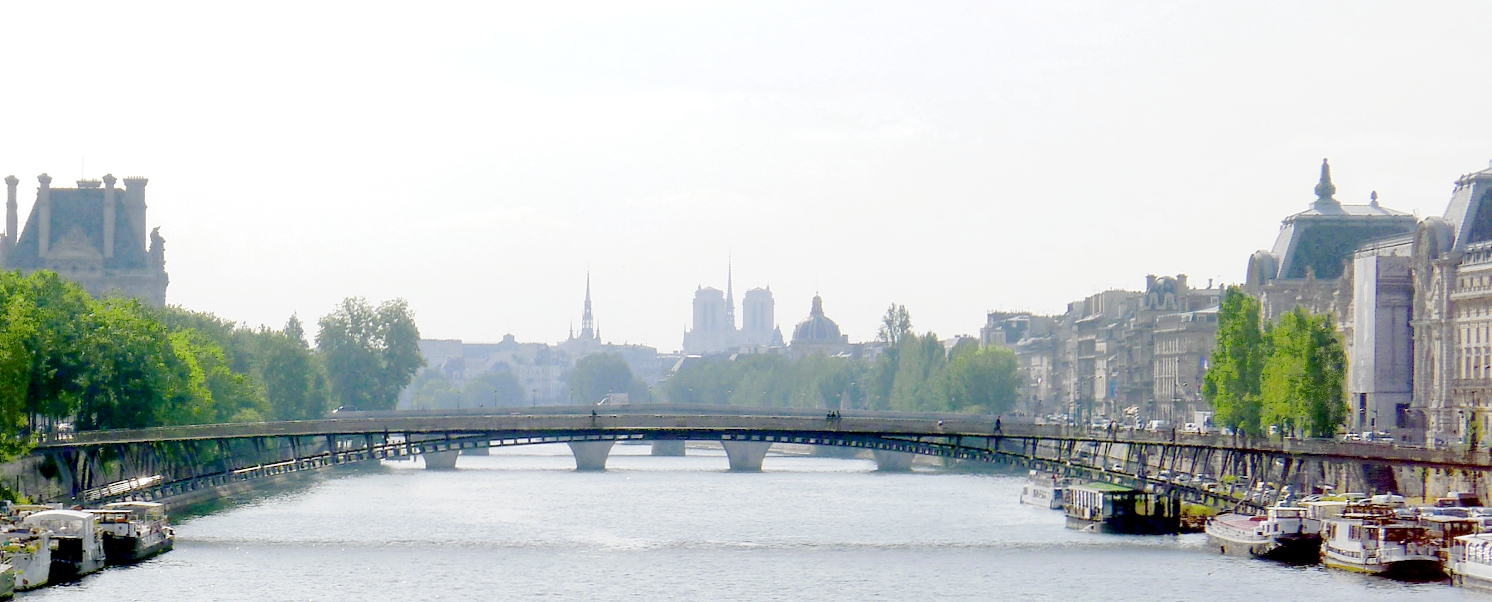
レオポール＝セダール＝サンゴール橋
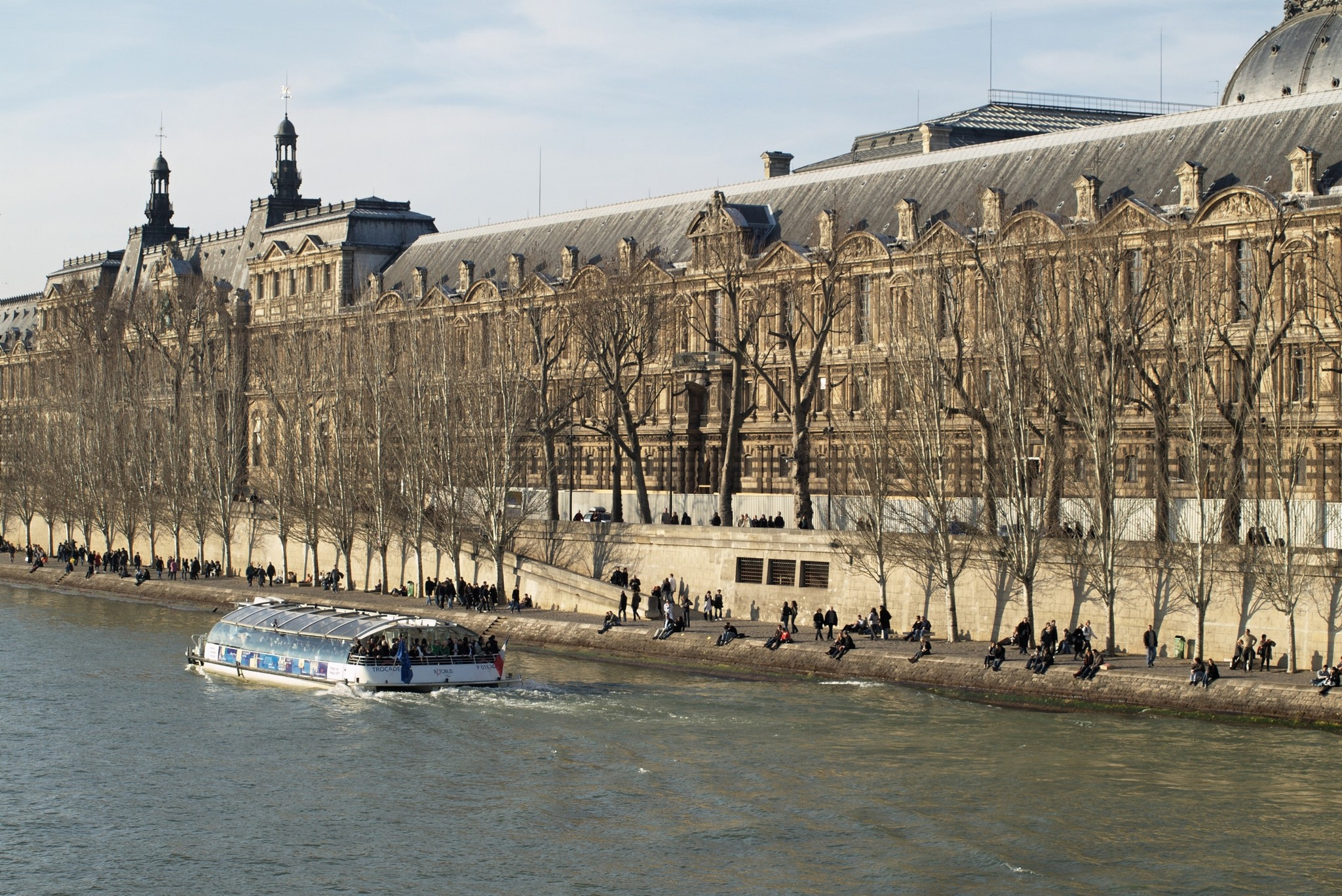
ルーヴル美術館横を行くバトービュス

### 船舶
- 水上バス「バトービュス」 （Batobus） - ルーヴル美術館南側のセーヌ川の川岸に発着場がある。

## 著名な出身者

### 王侯貴族
- ヘンリエッタ・マリア・オブ・フランス（ブルボン朝始祖アンリ4世娘、かつイギリス王チャールズ1世王妃） - ルーヴル宮殿に出生。清教徒革命（イギリス革命）最中、サン＝ジェルマン＝アン＝レー城やシャイヨ修道院 (Couvent des Visitandines de Chaillot) に身を寄せた。
- パンティエーヴル公ルイ・ジャン・マリー・ド・ブルボン - トゥールーズ伯邸（フランス語版）（現在はフランス銀行本店が入居）に居住。
- マドモワゼル・ド・パンティエーヴル（オルレアン公ルイ・フィリップ2世の妻、兄嫁はランバル公妃） - トゥールーズ伯邸に出生。
- ナポレオン2世（ナポレオン1世の子） - 第一帝政期にテュイルリー宮殿に出生。ナポレオン戦争終結後ウィーンのシェーンブルン宮殿で死去。
- シャンボール伯アンリ・ダルトワ（復古王政期のシャルル10世の孫） - 名目上の国王"アンリ5世"。テュイルリー宮殿に出生。

### 政治
- ロラン夫人（ジロンド派の創始者及び黒幕） - シテ島ロルロージュ河岸 (大時計河岸, Quai de l'Horloge) 41番地に出生。のち Hotel Britannique (現在の1区, 20 Avenue Victoria) でサロンを開く。

### 文化
- モリエール（劇作家、俳優） - レ・アル地区界隈サントノーレ通り96番地と、ソヴァル通り (Rue Sauval) との角で生まれた。1839年には同地にリヒャルト・ワーグナーが居住滞在した。
- ポール・ポワレ（ファッションデザイナー） - レ・アル地区界隈の貧困地域生まれ

### 芸能
- ルネ・クレール（映画監督、脚本家） - レ・アル地区生まれ

### その他
- パリのマルセル（フランス語版）（5世紀パリ9代目司教）
  - シテ島ポンヌフ近く、パリ改造前の旧ラ・カランドル通り (Rue de la Calandre) 界隈生まれとされている。"パリの守護聖人"聖ジュヌヴィエーヴ（パリのジュヌヴィエーヴ（フランス語版））を見出した後援者だとされている。また遡って"フランスの守護聖人"パリ初代司教聖ドニ（サン＝ドニ、パリのディオニュシウス）もシテ島に居住していたとされている。

## 著名な居住者

### 王族・貴族
- ヴィルロワ侯爵ニコラ4世・ド・ヌフヴィル（フランス語版） - 王妃カトリーヌ・ド・メディシスの重臣。レ・アール通りのサントノーレ通り起点界隈にあるヴィルロワ館 (Hôtel de Villeroy) を16世紀半ばに建造し居住
- ヴィルロワ公爵ニコラ・ド・ヌフヴィル（フランス語版） - ニコラ4世の孫、初代ヴィルロワ公爵。ルイ13世の重臣。同上
- リシュリュー - パレ・ロワイヤルはルイ13世の宰相リシュリューの1628年からの城館だった。
- ルイ14世 - ルイ13世に次いで幼少期パレ・ロワイヤルに居住。
- オルレアン公フィリップ1世 - 兄ルイ14世がヴェルサイユ宮殿に移り、パレ・ロワイヤルを1692年に購入し居住。
- オルレアン公フィリップ2世 - パレ・ロワイヤルに居住。
- トゥールーズ伯ルイ・アレクサンドル・ド・ブルボン - トゥールーズ伯邸（フランス語版）を購入し居住。
- ランバル公妃マリー・ルイーズ - 結婚後、トゥールーズ伯邸に居住。
- ルイ16世 - "ヴェルサイユ行進"でテュイルリー宮殿に連行される。
- マリー・アントワネット - 同上
- マリー・テレーズ・シャルロット・ド・フランス - 通称"マダム・ロワイヤル"。同上
- ルイ・シャルル - 名目上の国王"ルイ17世"。同上
- トゥルゼール公爵夫人（フランス語版）
  - 1789年のフランス革命勃発以降、スイス方面に亡命を余儀なくされたポリニャック公爵夫人に代わり国王子女の養育係に任命された。
- ポリーヌ・ド・トゥルゼール（英語版）
  - トゥルゼール公爵夫人の娘。母と共にテュイルリー宮殿で国王一家に付き従っていた。のち復古王政期に マリー・テレーズ・シャルロットの侍女になった。
- オルレアン公ルイ・フィリップ2世 - 通称"フィリップ・エガリテ"。パレ・ロワイヤルに居住。
- ナポレオン・ボナパルト - 第一帝政期にテュイルリー宮殿に居住。
- ルイ18世 - フランス革命前はリュクサンブール宮殿に、復古王政期にテュイルリー宮殿に居住。
- シャルル10世 - 復古王政期にテュイルリー宮殿に居住。
- アングレーム公ルイ・アントワーヌ - 復古王政期最後の名目上の国王"アンリ5世"同様、名目上の国王"ルイ19世"。同上。
- ルイ・フィリップ - パレ・ロワイヤル及び七月王政期にテュイルリー宮殿に居住。
- ナポレオン3世 - 第二帝政期前後からテュイルリー宮殿に居住。
- ウジェニー皇后 - 同上
- カスティリオーネ伯爵夫人ヴィルジニア・オルドイーニ - ナポレオン3世の公妾。パリ到着時からはテュイルリー宮殿至近サントノレ通り界隈カスティリオーヌ通り10番地、その後パッシー界隈と、晩年はヴァンドーム広場26番地及び、1893年からカンボン通り14番地に居住。

### 文化
- アンジュ＝ジャック・ガブリエル（建築家）
  - コンコルド広場やパリ7区エコール・ミリテール等を建造、ポンパドゥール夫人の為にメナール城 (Château de Menars) を全面改装乃至新築した。現在のオペラ大通り界隈、旧サン＝ロックの丘 (Butte Saint-Roch) の麓、旧オルティ＝デュ＝ルーヴル通り (Rue des Orties-du-Louvre) 界隈で死去。
- ピエール・コルネイユ（古典主義劇作家）
  - 旧サン＝ロックの丘界隈、現在のアルジャントゥイユ通り (Rue d'Argenteuil) 界隈で死去。
- クロード＝ベニーニュ・バルバトル（オルガニスト・ハープシコード奏者）
  - アルジャントゥイユ通り界隈で死去。
- ジャン＝バティスト・リュリ（ルイ14世期の宮廷作曲家）
  - プティ＝シャン通り (Rue des Petits-Champs) 45番地に居住。
- アブラアム＝ルイ・ブレゲ（時計職人、ブレゲ創業者）
  - 15歳でスイスからフランスに渡りパリやヴェルサイユで時計職人の研鑽を積み、1775年、シテ島ロルロージュ河岸 (大時計河岸, Quai de l'Horloge) 39番地にメゾンないしアトリエを開いたのがブレゲブランドの始まり。
- ジャン・コクトー（作家、詩人、映画監督、画家）
  - パレ・ロワイヤルの西側、モンパンシエ通り (Rue de Montpensier) 36番地に住居兼仕事場の跡がある。ジャン・コクトーは、1939年から死去する1963年まで、この場所で活動し、映画『悲恋（永劫回帰）』、『美女と野獣』などを発表した[13]。
- ショパン（音楽家）
  - ジョルジュ・サンド（作家）と別離のすぐ後、ヴァンドーム広場 (Place Vendôme) 12番地にショパンが息を引き取った住居が残っている。サンドとの1838年のマヨルカ島への逃避行から始まり、アンドル県シャトールー近郊ノアンでサンドの子ら含め4人で同棲。ショパンが8区トロンシェ通り (rue Tronchet) 5番地に独居後、1839年から9区ピガル通り (rue Pigalle) 16番地のサンドの家で同棲。夏季のヴァカンスの時期はノアンで過ごしたり、1842年に9区テブー通り (rue Taitbout) 80番地のスクワール・ドルレアン (Square d'Orléans) の隣同士の番地建物で暮らした。別離後の1849年10月17日、結核によりこの地で死去。現在は宝石店ショーメ (Chaumet) 本店になっている[14]。
- レフ・トルストイ（作家）
  - 1857年、リヴォリ通り (Rue de Rivoli) 206番地に居住。当地にプラークが掲げられている。
- イヴァン・ツルゲーネフ（作家）
  - 1860-1864年の間にリヴォリ通り210番地に居住し、その間『父と子』を書く。当地にプラークが掲げられている。
- ココ・シャネル（ファッションデザイナー、シャネル創業者）
  - シャネル本店があるカンボン通りや、ヴァンドーム広場にあるオテル・リッツ・パリに居住した。
- エルザ・スキャパレッリ（ファッションデザイナー）
  - ココ・シャネルの対をいく、プラダと方向性が似るデザイナー。シュルレアリスム、アヴァンギャルドで「ショッキング・ピンク (Rose shocking)」 生みの親。1925年以降、2区ラ・ペ通り4番地に1号店を開店してから伸し、数年後、ルイーズ・シェルイ (Louise Chéruit) のメゾンだったヴァンドーム広場21番地に居住、かつ500人の従業員を擁すメゾンを移動。1954年、財政難で閉鎖。

### 芸能
- イヴ・モンタン、シモーヌ・シニョレ（俳優夫妻） - シテ島のドーフィーヌ広場に居住していた[15]。

## ゆかりの人物

### 学者
- アルフレッド・ノーベル（発明家）
  - 死の前年にあたる1895年11月27日、リヴォリ通り242番地のノルウェー・スウェーデンクラブにおいて、ノーベル賞創設の遺志を起草した。現在もその一室は遺されている。また、同建物はスウェーデン王妃やカタールの王子も利用し、近年ではフランソワ・オランドが大統領退任後の2017年からここに事務所を置いている。

### 文化
- マドレーヌ・ヴィオネ（ファッションデザイナー） - リヴォリ通り222番地、パティスリー「アンジュリーナ」近くに最初のメゾンを独立開店。第一次世界大戦後、8区モンテーニュ大通りに移転。ポール・ポワレと共にクチュール近代化の先駆者。

## 1区を舞台にした作品

### 映画
- レオス・カラックス監督 『ポンヌフの恋人』 - Les Amants du Pont-Neuf (1991年)
  - ポンヌフが映画の舞台となっている。ただし、実際の撮影はカマルグのランサルグ湖に再現された橋のセットを使って実施された [16]。